# Biserica Cuvioasa Paraschiva din Tălmăcel

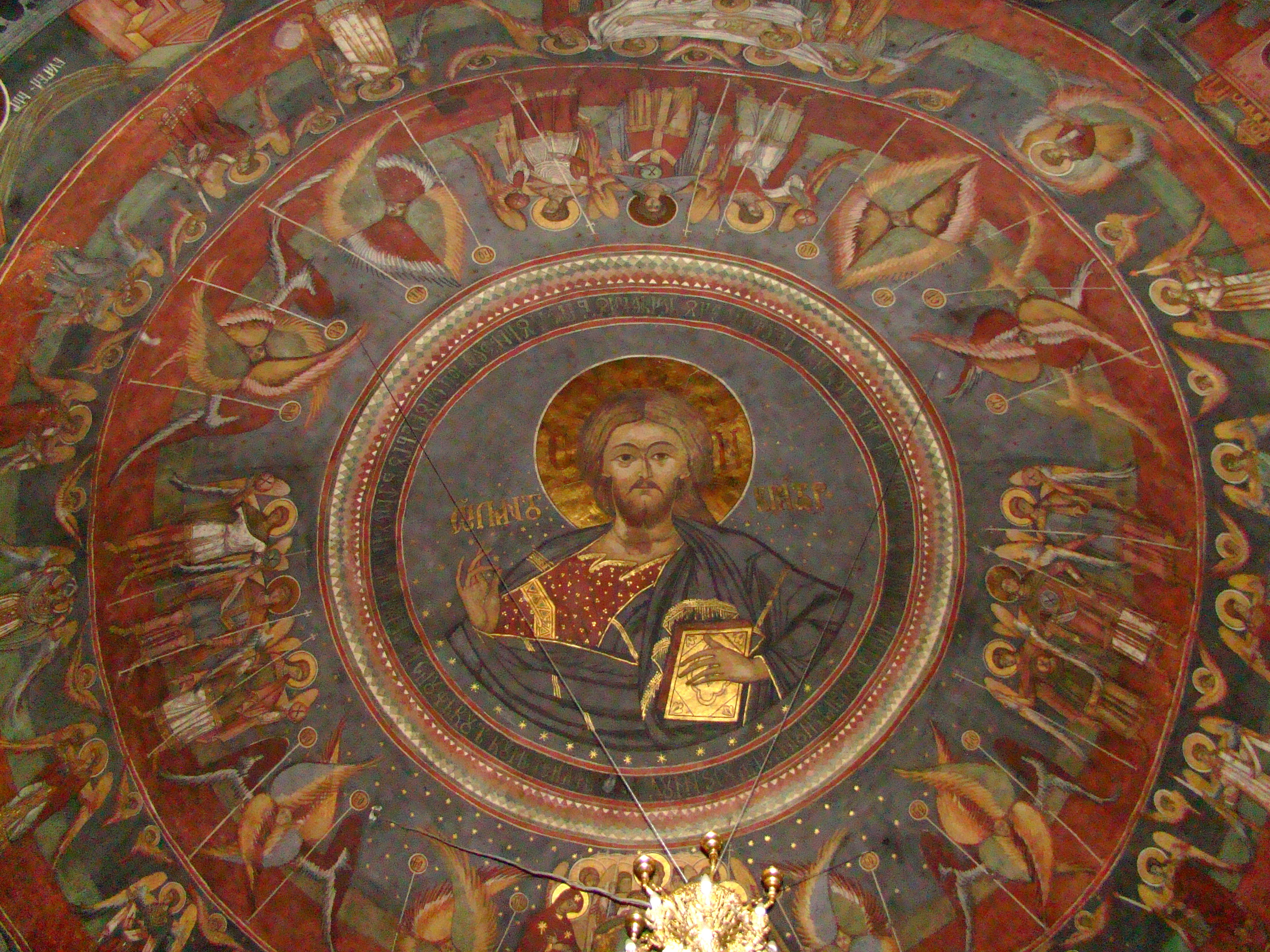
Pantocrator

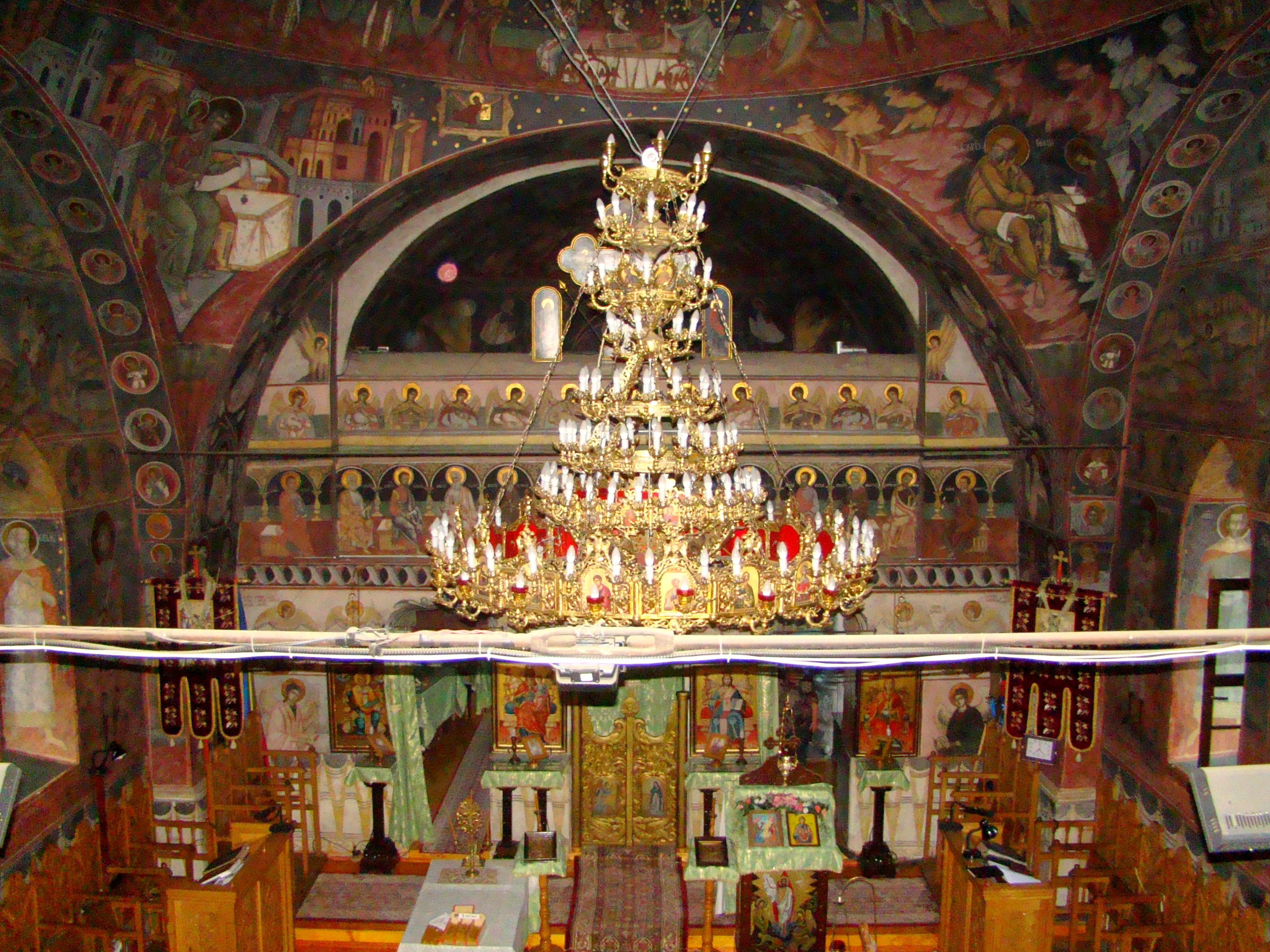
Nava spre iconostas

Biserica Cuvioasa Paraschiva este un monument istoric aflat pe teritoriul satului Tălmăcel, oraș Tălmaciu, județul Sibiu.

## Localitatea
Tălmăcel (în dialectul săsesc Kli-Talmesch, în germană Klein-Talmesch, în maghiară Kistalmács) este un sat ce aparține orașului Tălmaciu din județul Sibiu, Transilvania, România. Prima menționare documentară este din anul 1369.

## Istoric și trăsături
Biserica a fost construită din cărămidă și piatră de râu, pe cheltuiala localnicilor, între anii 1776 și 1784. Doi ani mai târziu a fost finalizată pictura interioară a lăcașului de cult, realizată de doi renumiți zugravi de biserici: Oprea și Pantelimon din Poplaca.
Biserica are altarul boltit semicilindric, naosul acoperit cu două cupole, iar în pronaos o mică cupolă, peste care se înalță turnul. Edificiul a fost reparat în exterior în anul 1880 de către maistrul zidar Johann Fabiak din Șelimbăr. În 1972 s-au reparat turnul, acoperișul și exteriorul, care este pictat în totalitate. Câțiva ani mai târziu au avut loc și ample lucrări de restaurare a picturii interioare.

## Cupolele bisericii
Pe cupola altarului bisericii este zugrăvită Maica Domnului cu pruncul în brațe, înconjurată de puterile cerești, în registrul secund fiind pictați sfinții autori de liturghii (Sfântul Ioan Gură de Aur, Sfântul Vasile cel Mare, Grigore Teologul). Pe prima dintre cupolele naosului este zugrăvit Iisus Pantocrator, înconjurat de îngeri în atitudine de rugăciune. Tot aici este pictată, într-un alt registru, liturghia cerească, iar pe pandantive sunt redați cei patru evangheliști. A doua cupolă are reprezentată central Sfânta Treime, în jurul acesteia artiștii pictând apostolii.

## Iisus cu trei fețe din pronaos
Deosebit de interesantă este reprezentarea lui Iisus cu trei fețe pe același chip, înconjurat de cele douăsprezece semne zodiacale.

## Legenda butoiului cu galbeni
În anul 1777, s-a zidit fundația bisericii, în anul următor s-a ridicat până la acoperiș, iar în anul al 3-lea s-a pus acoperișul. Localnicii nu mai aveau însă bani să termine turnul. Legenda spune că a dat Dumnezeu un potop care a dezgropat dintr-un pârâu un butoi cu galbeni. Pârâul se numește până astăzi „Pârâul turnului”.

## Imagini din exterior

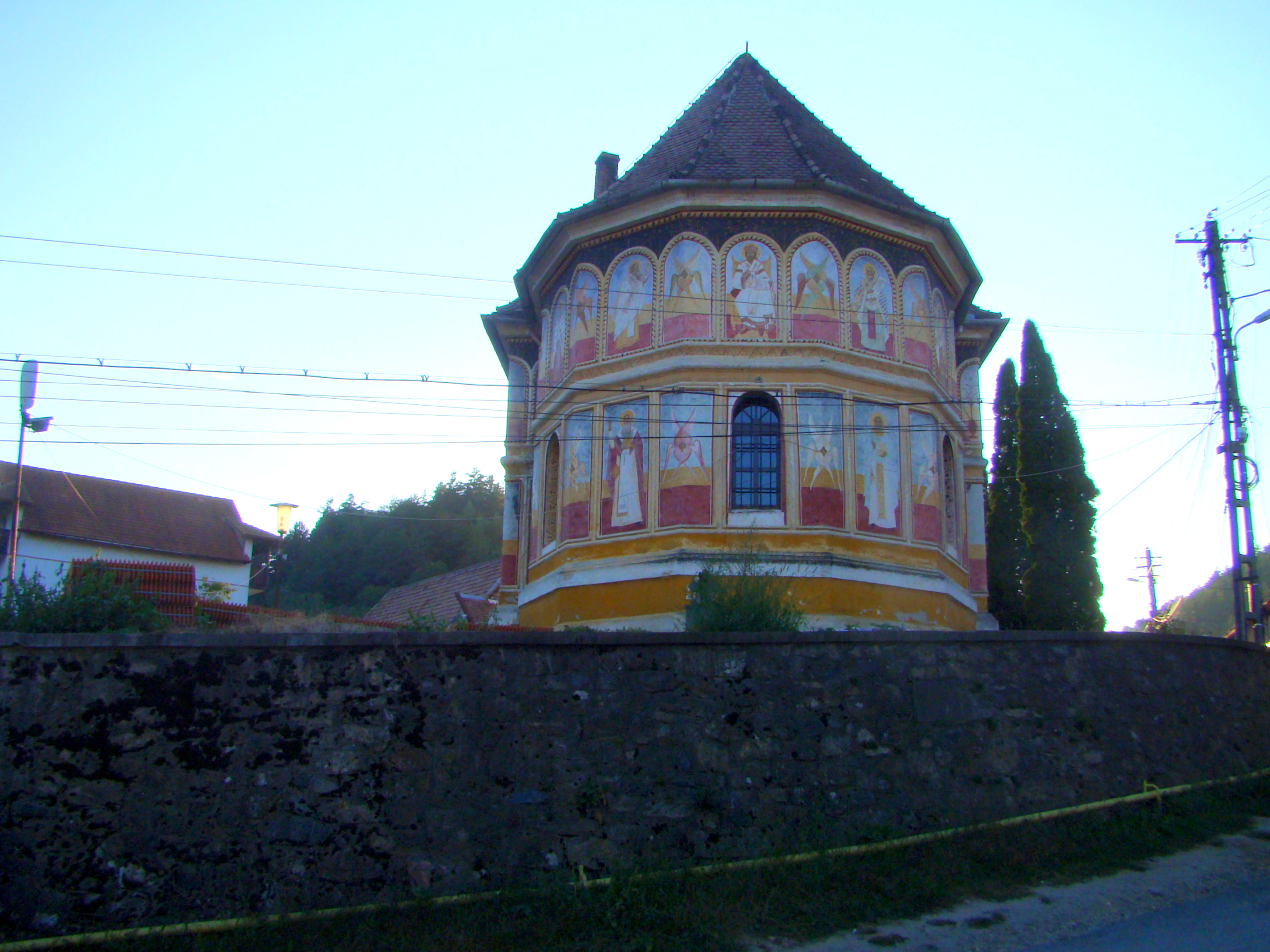
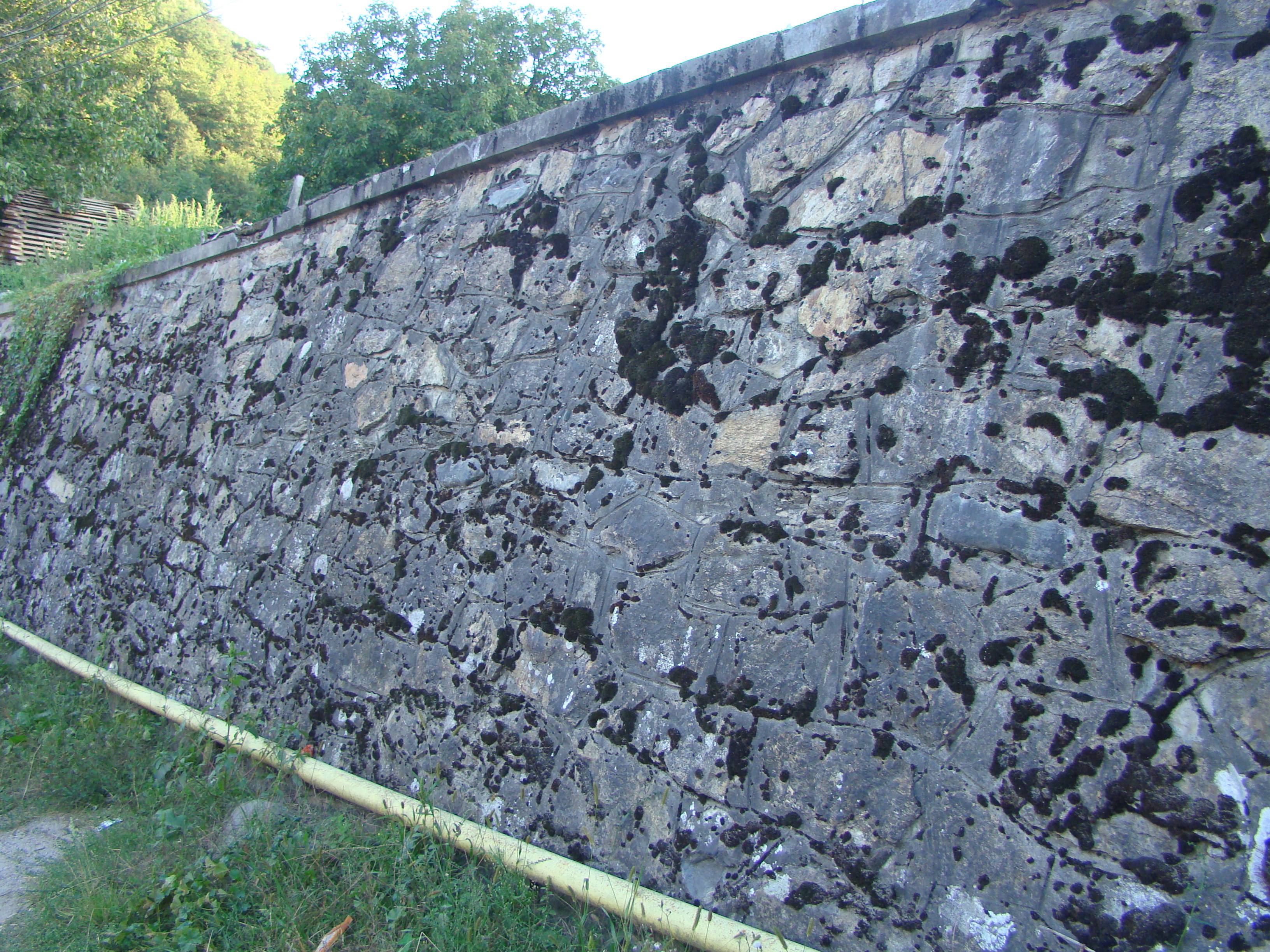
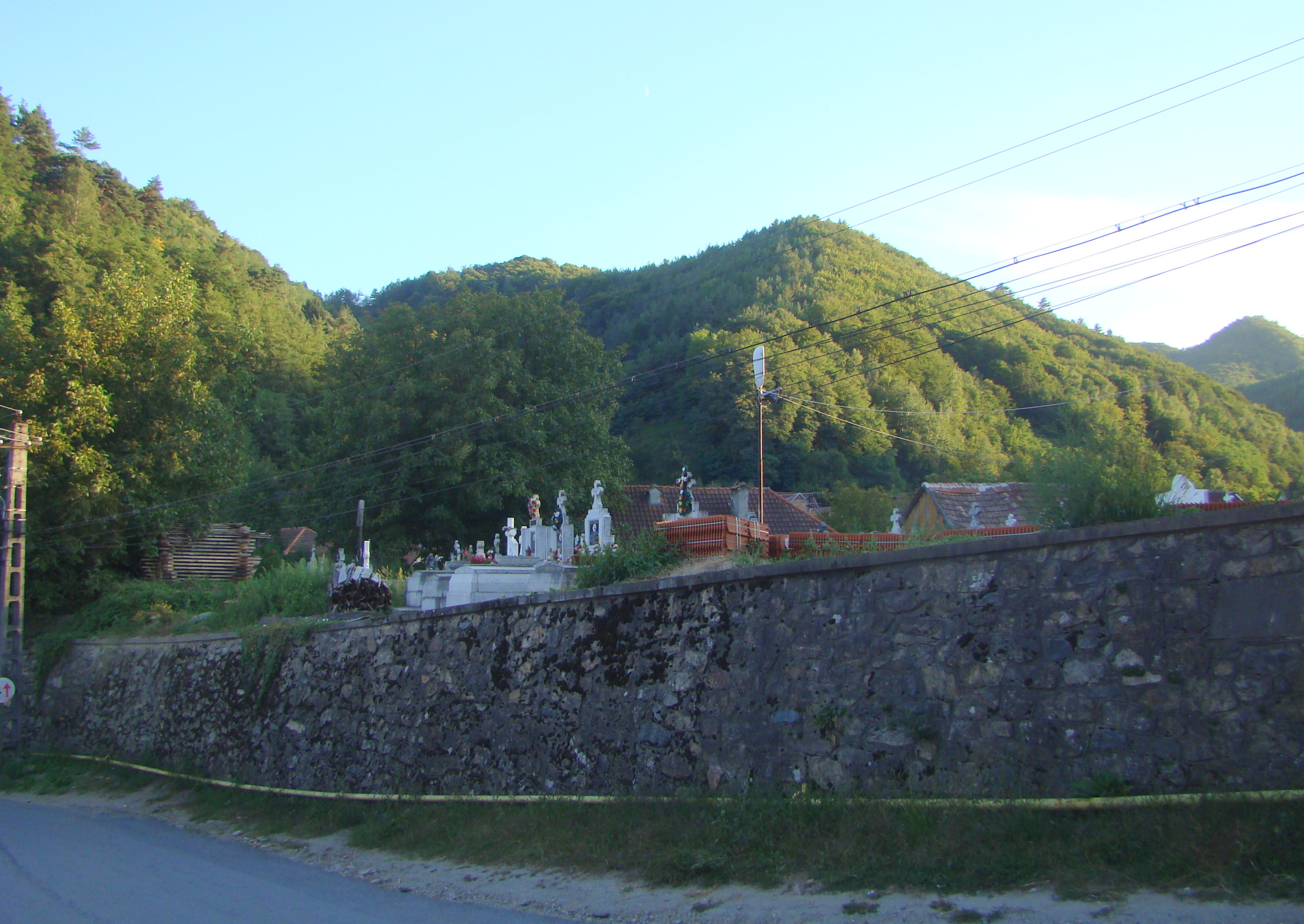
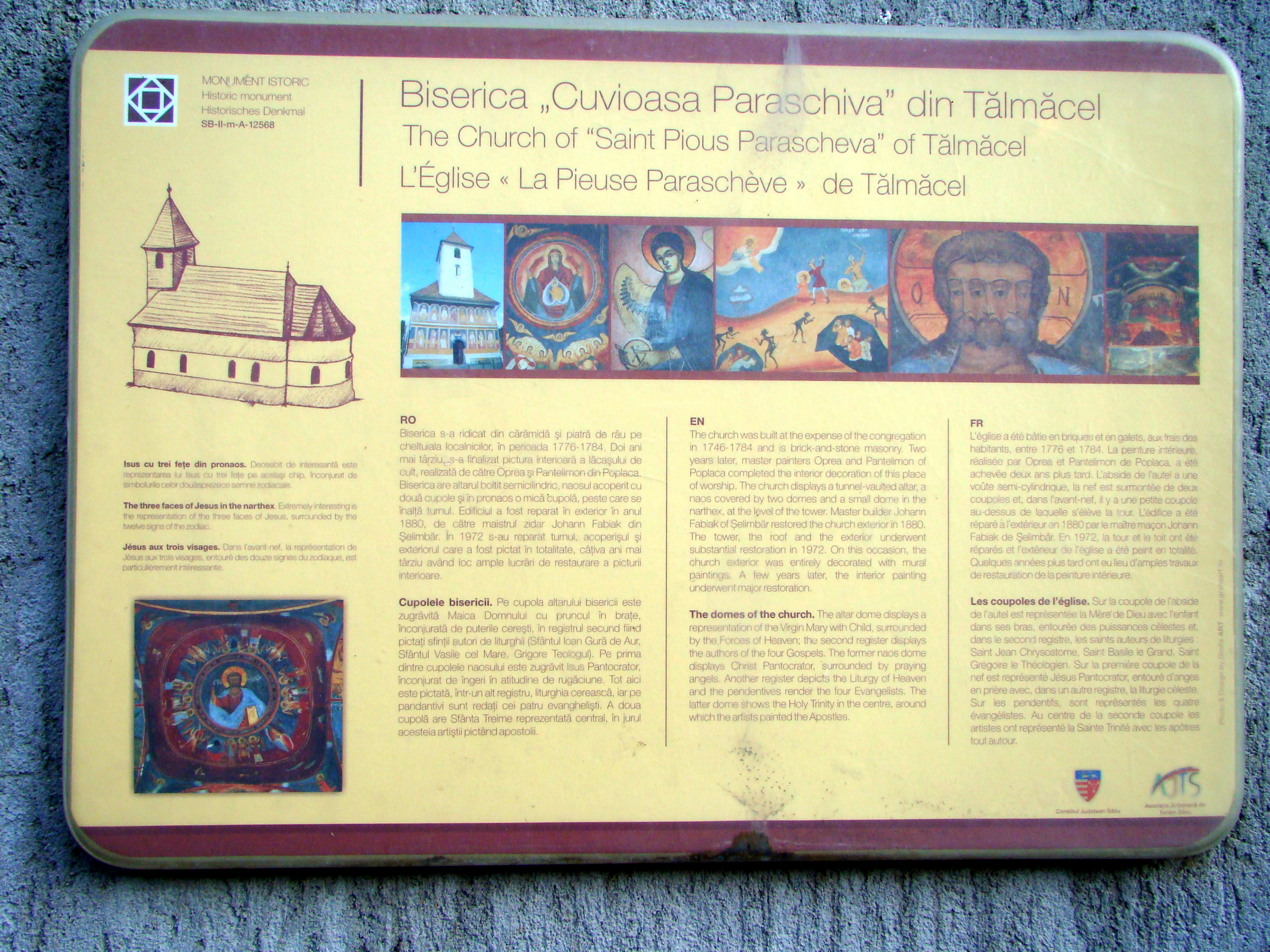
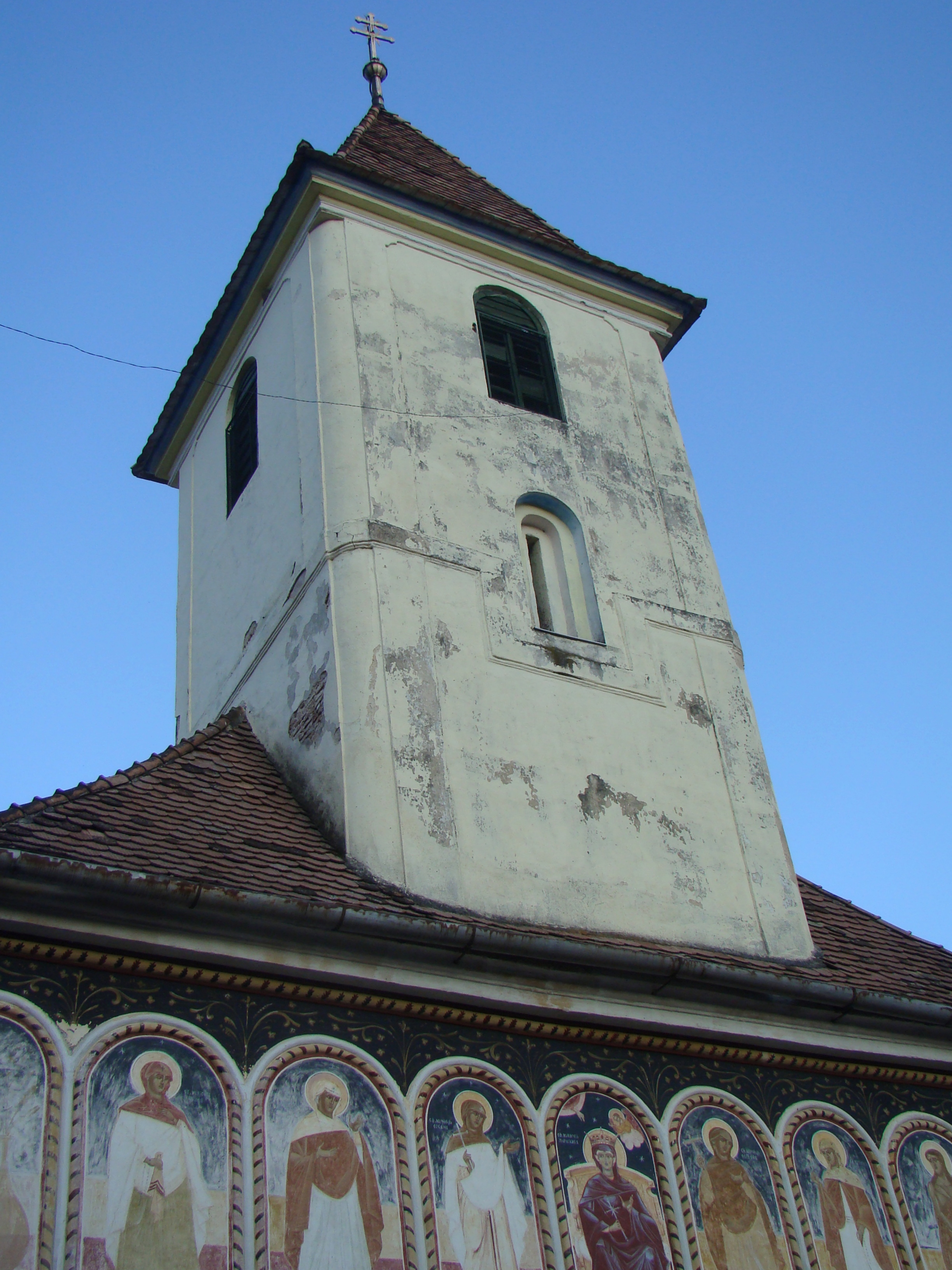
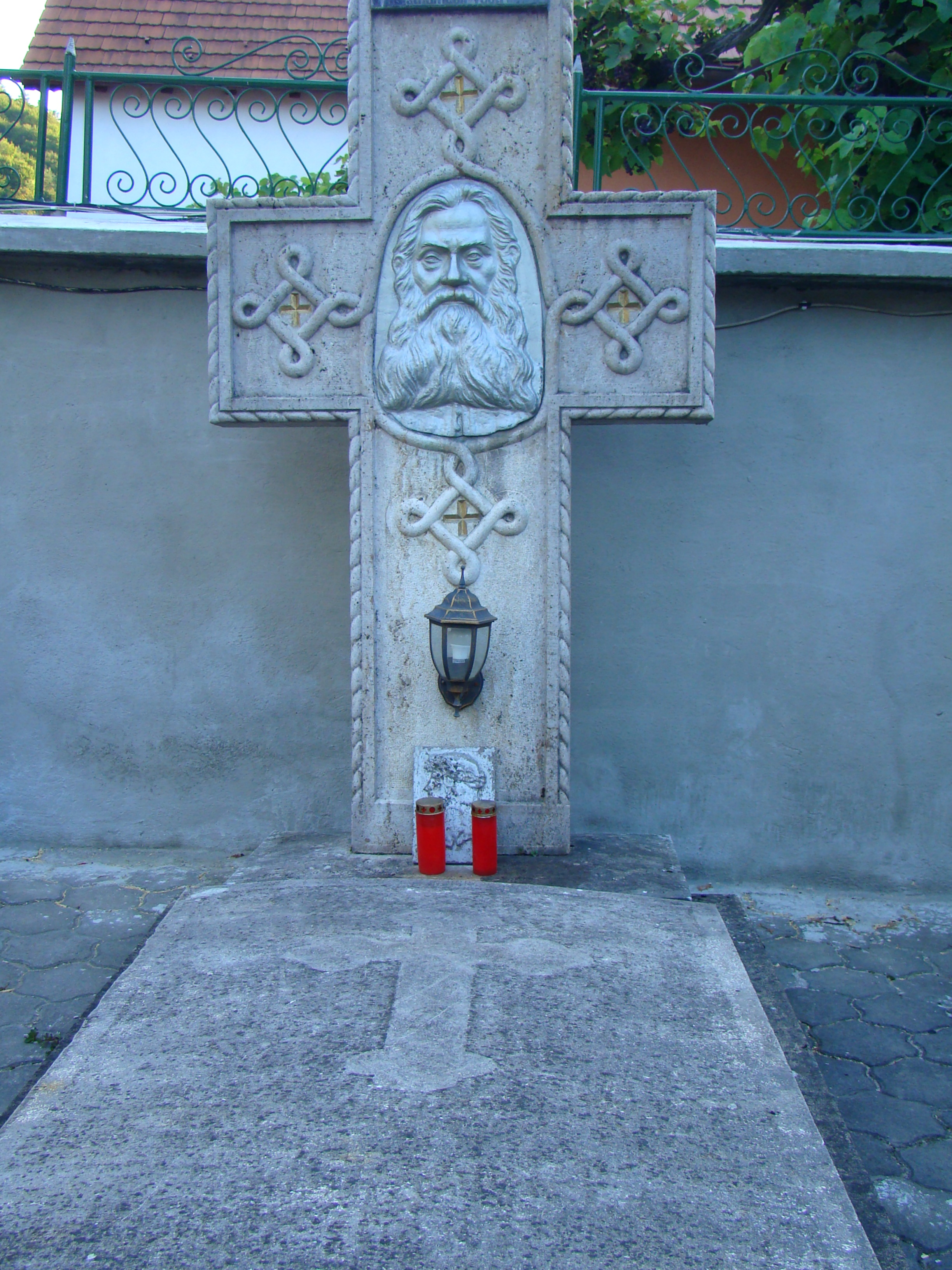
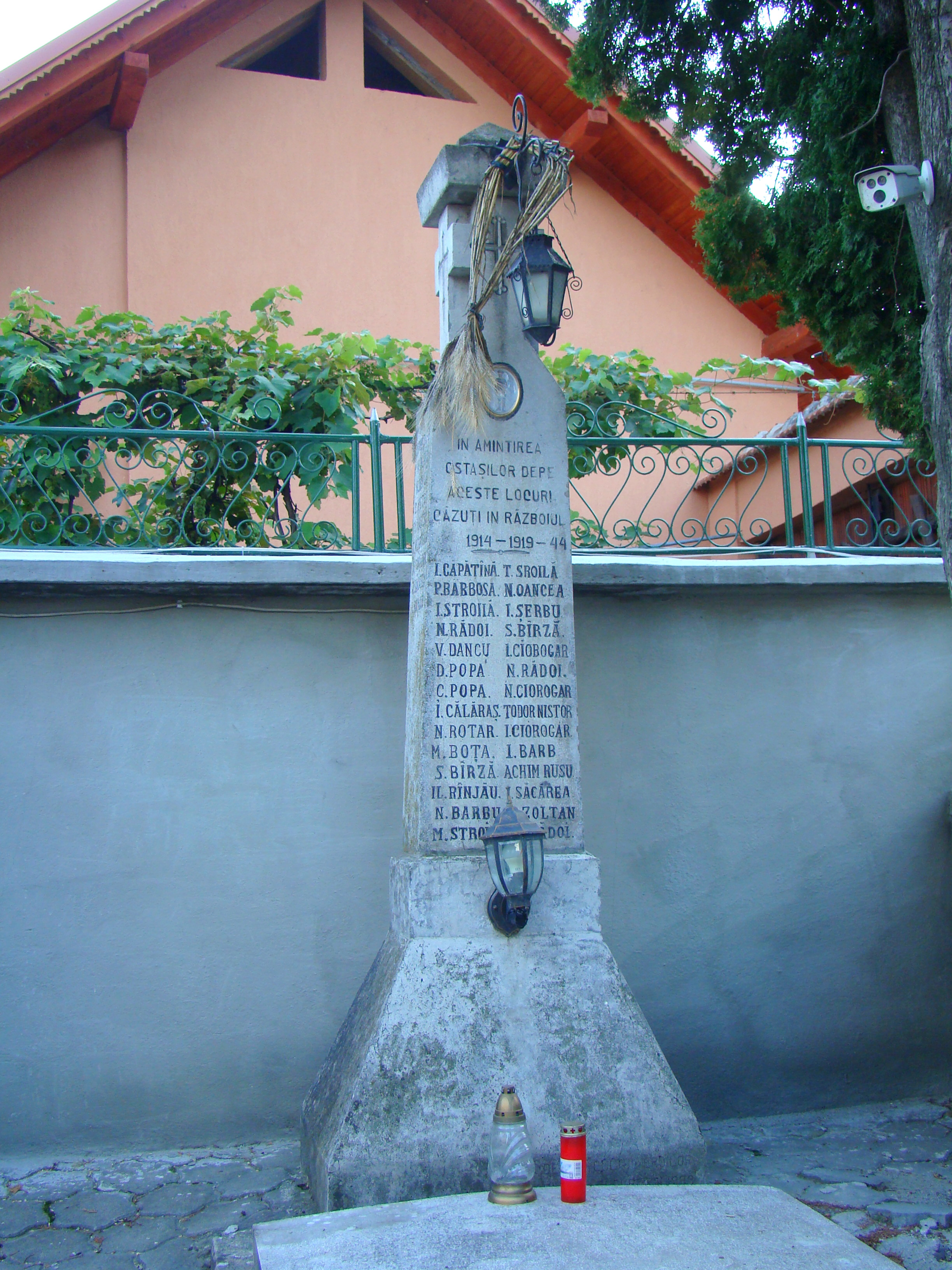
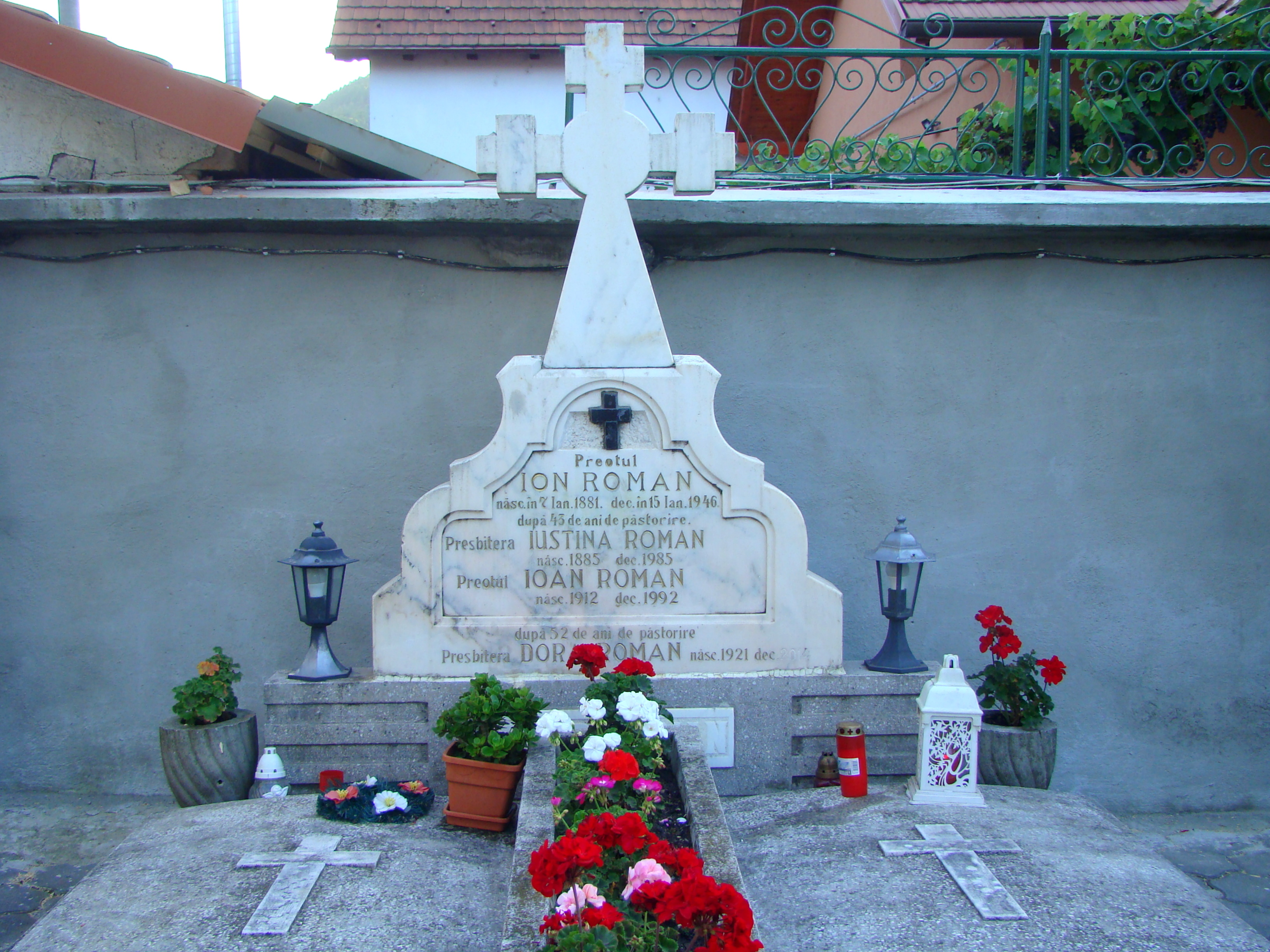
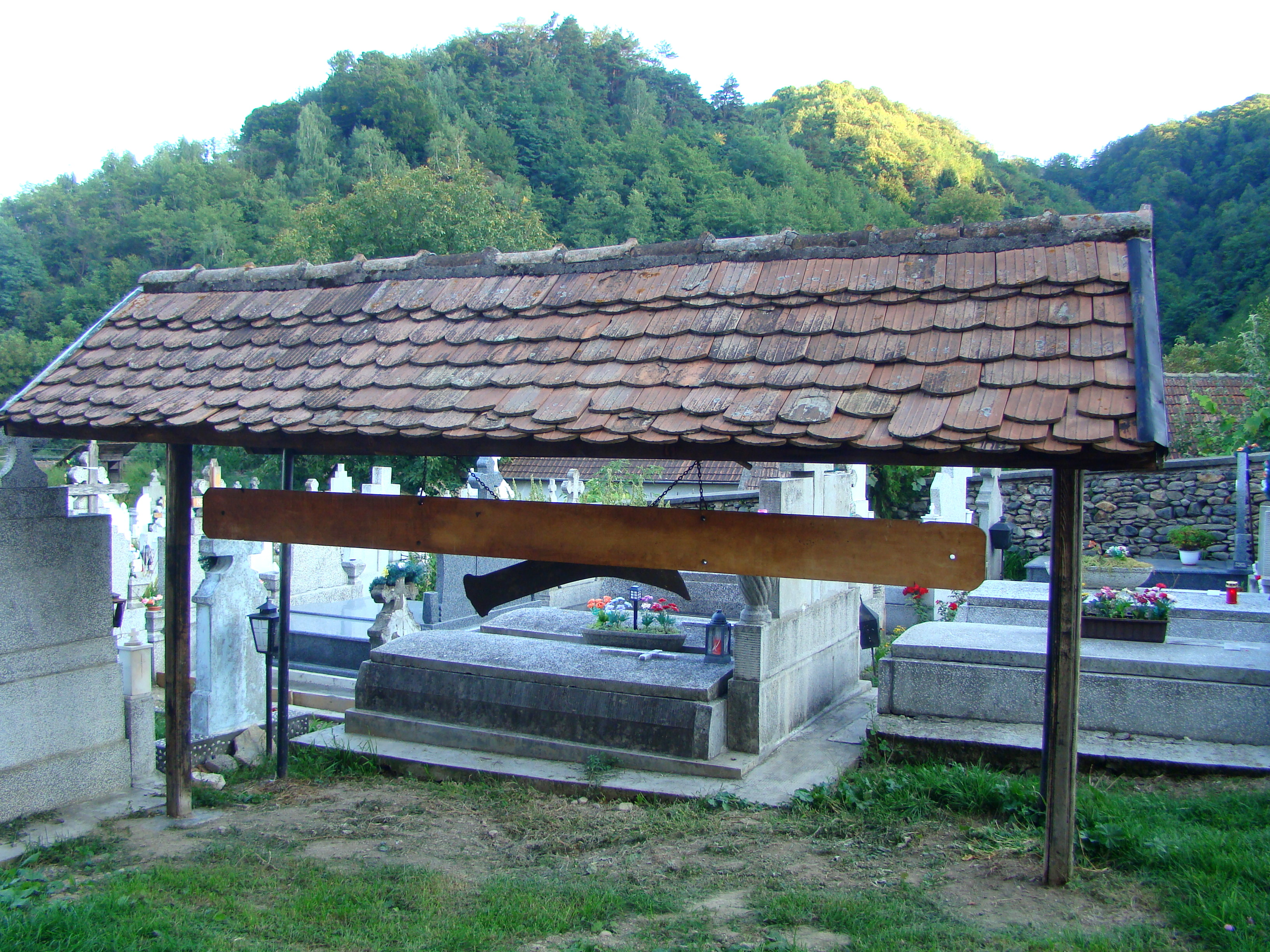
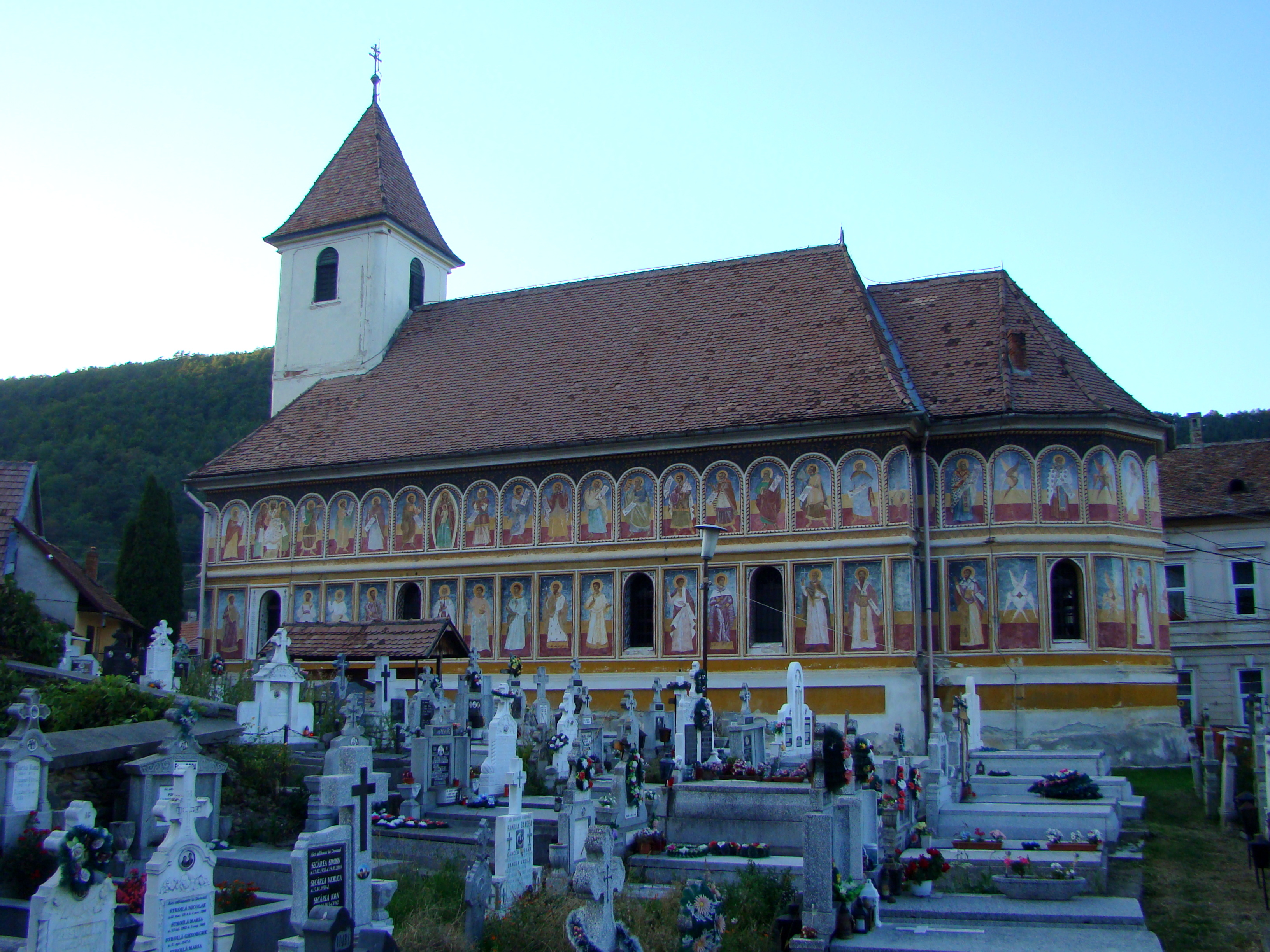
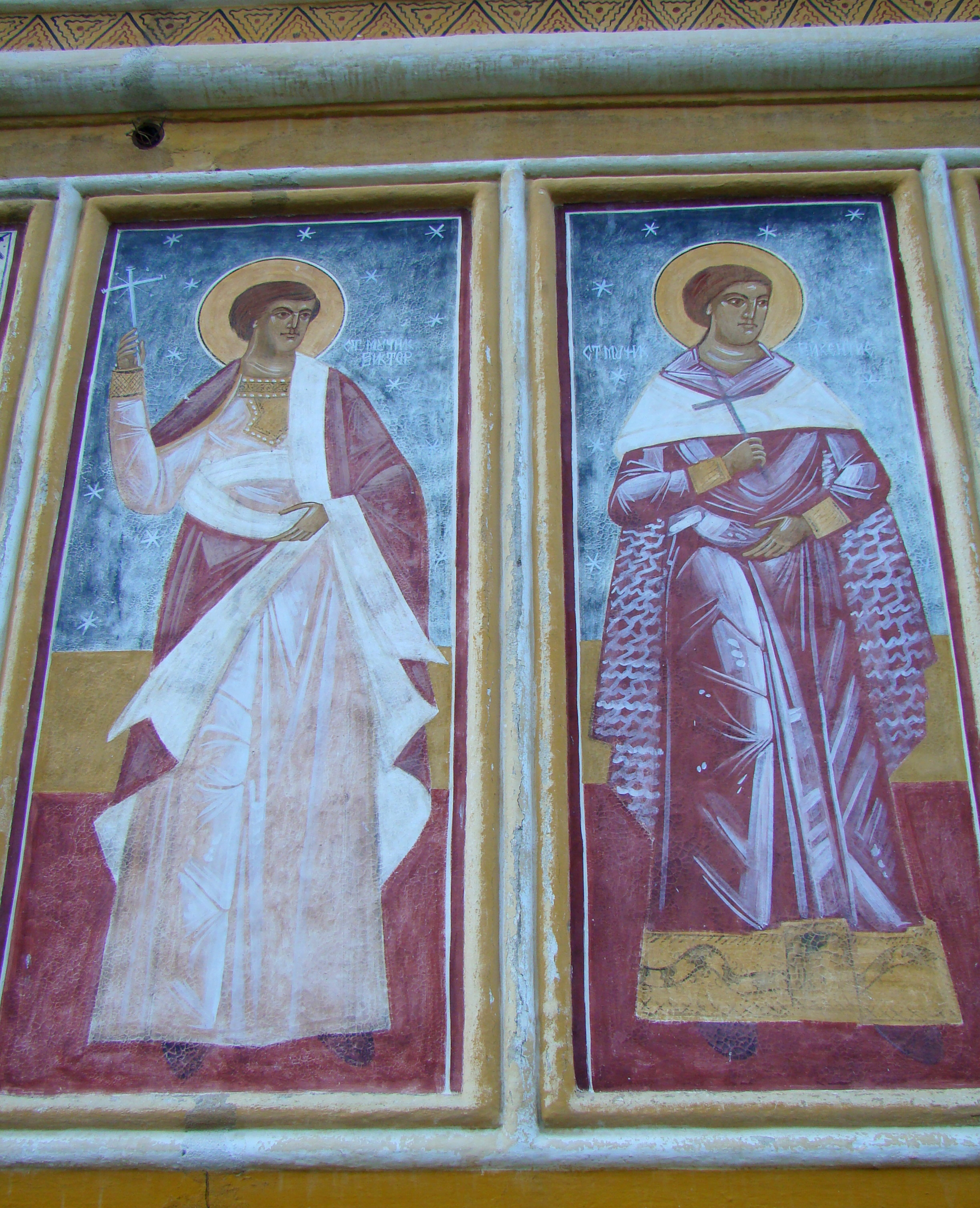
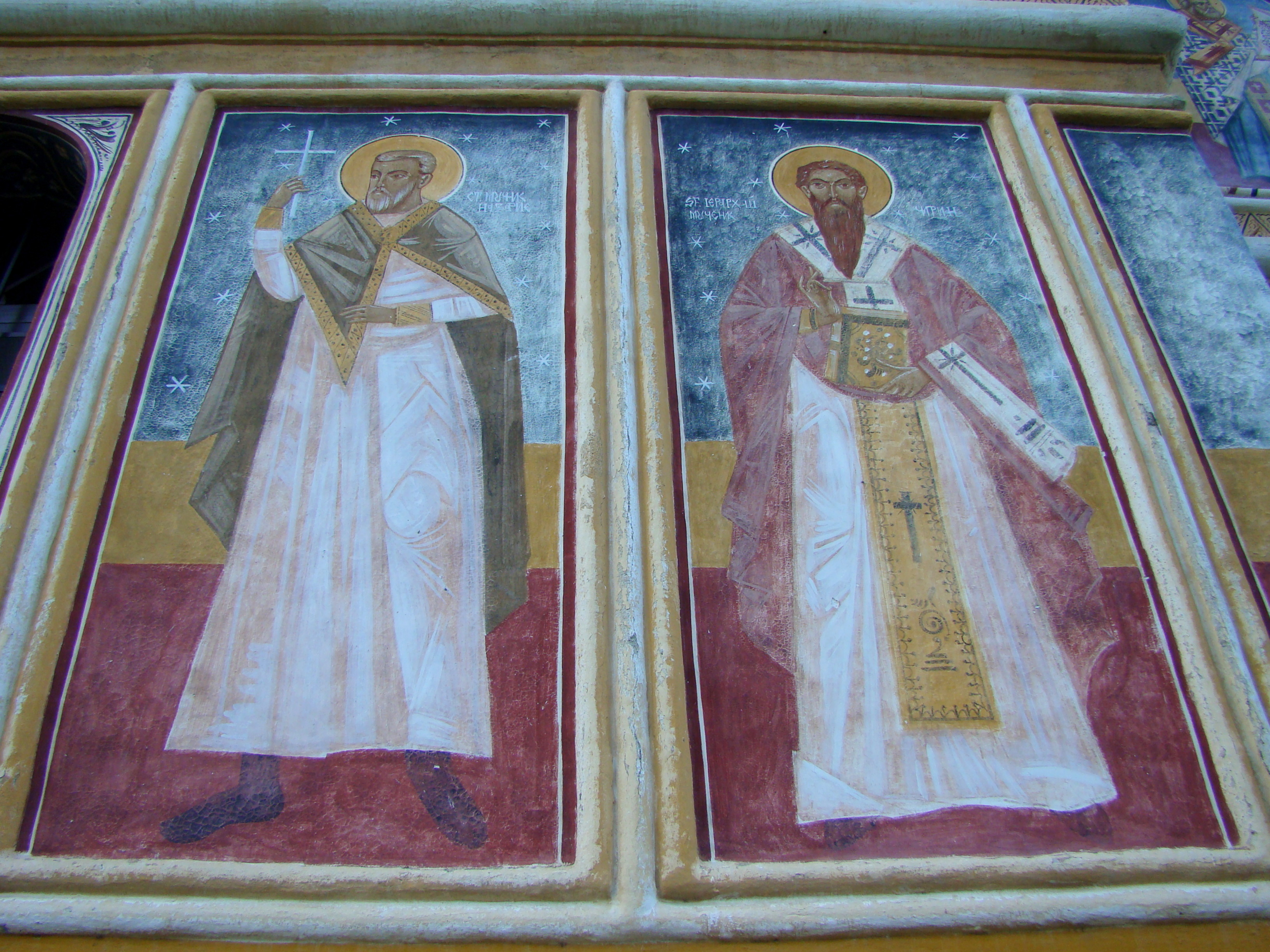
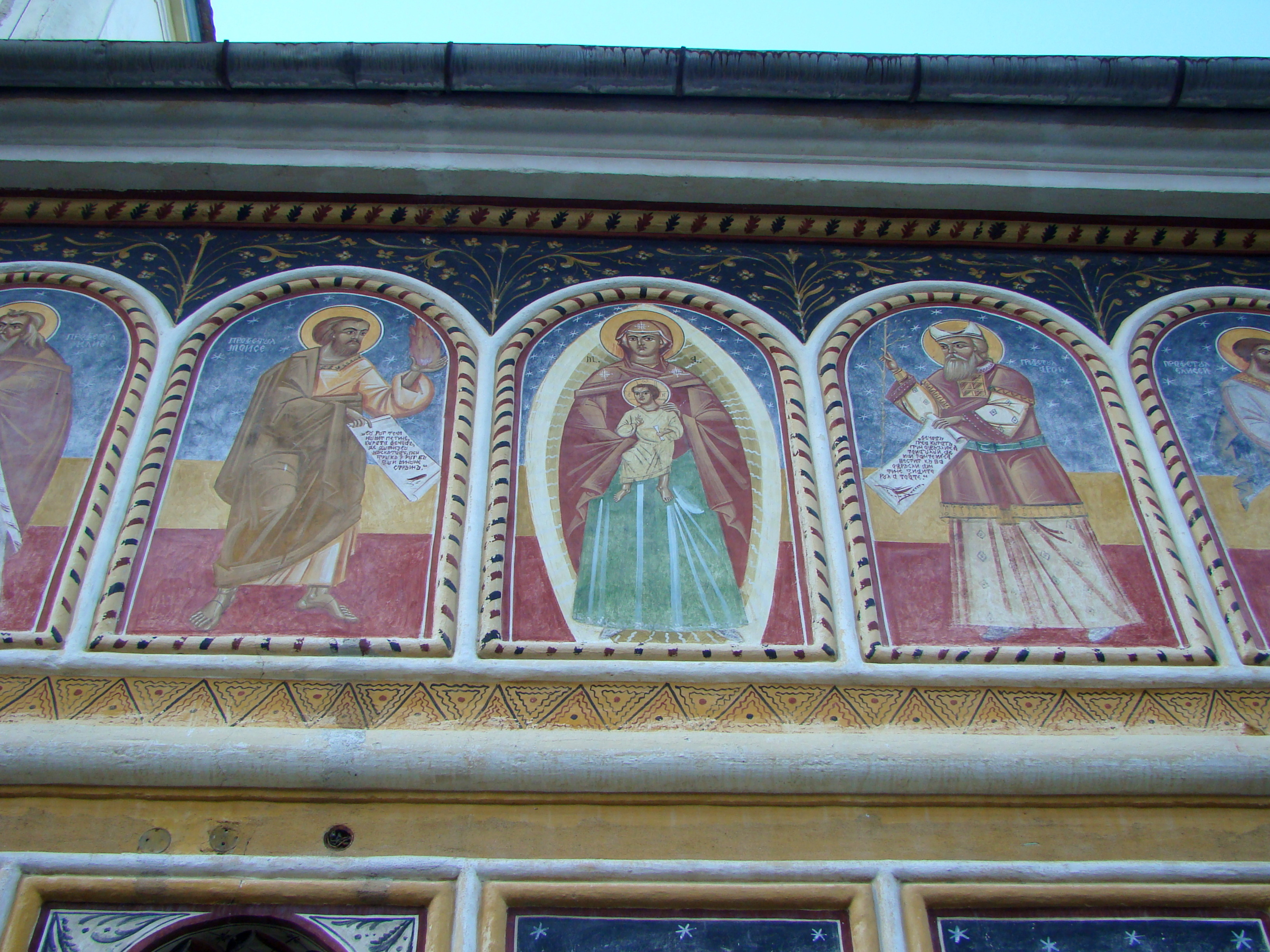
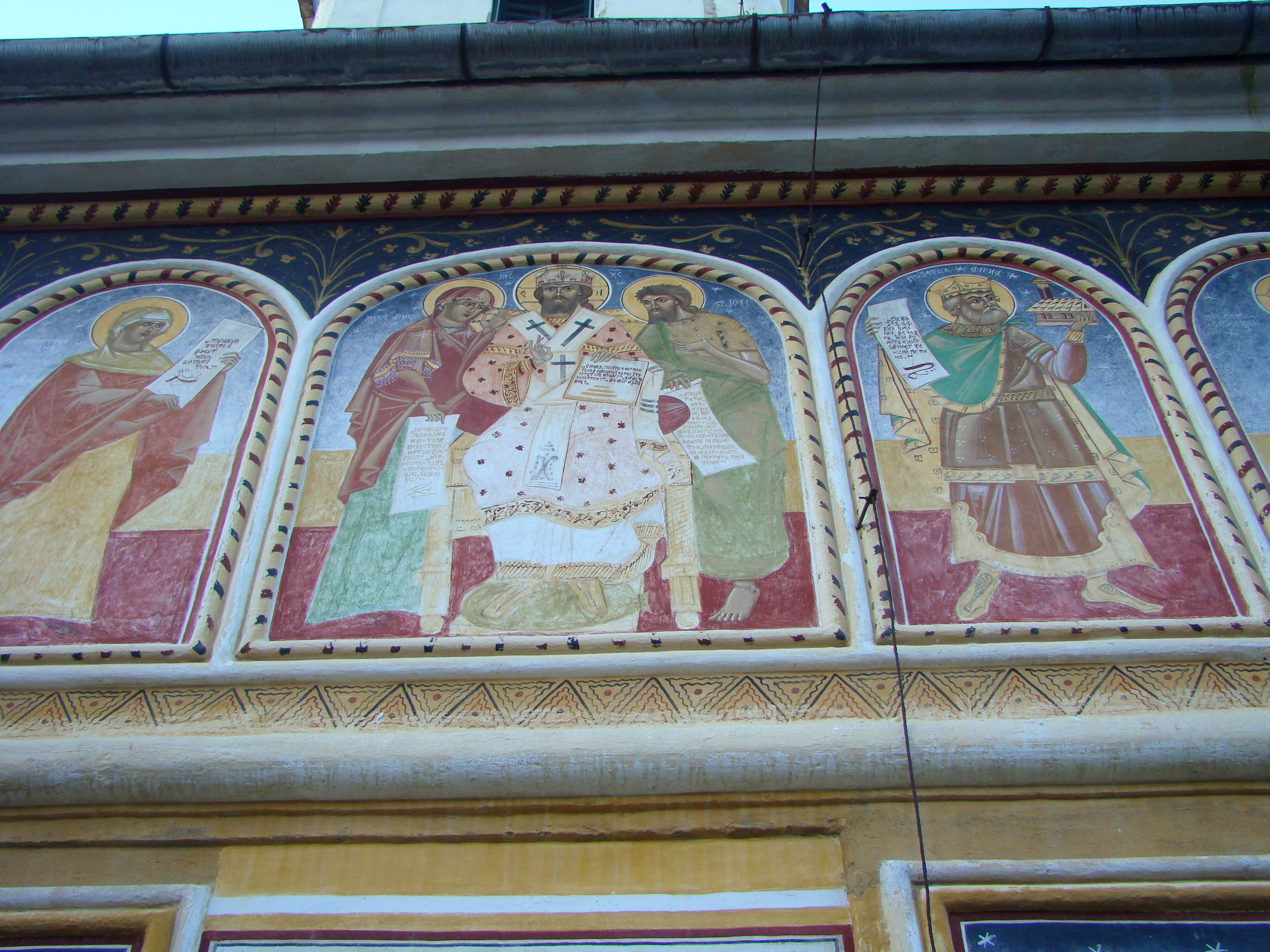
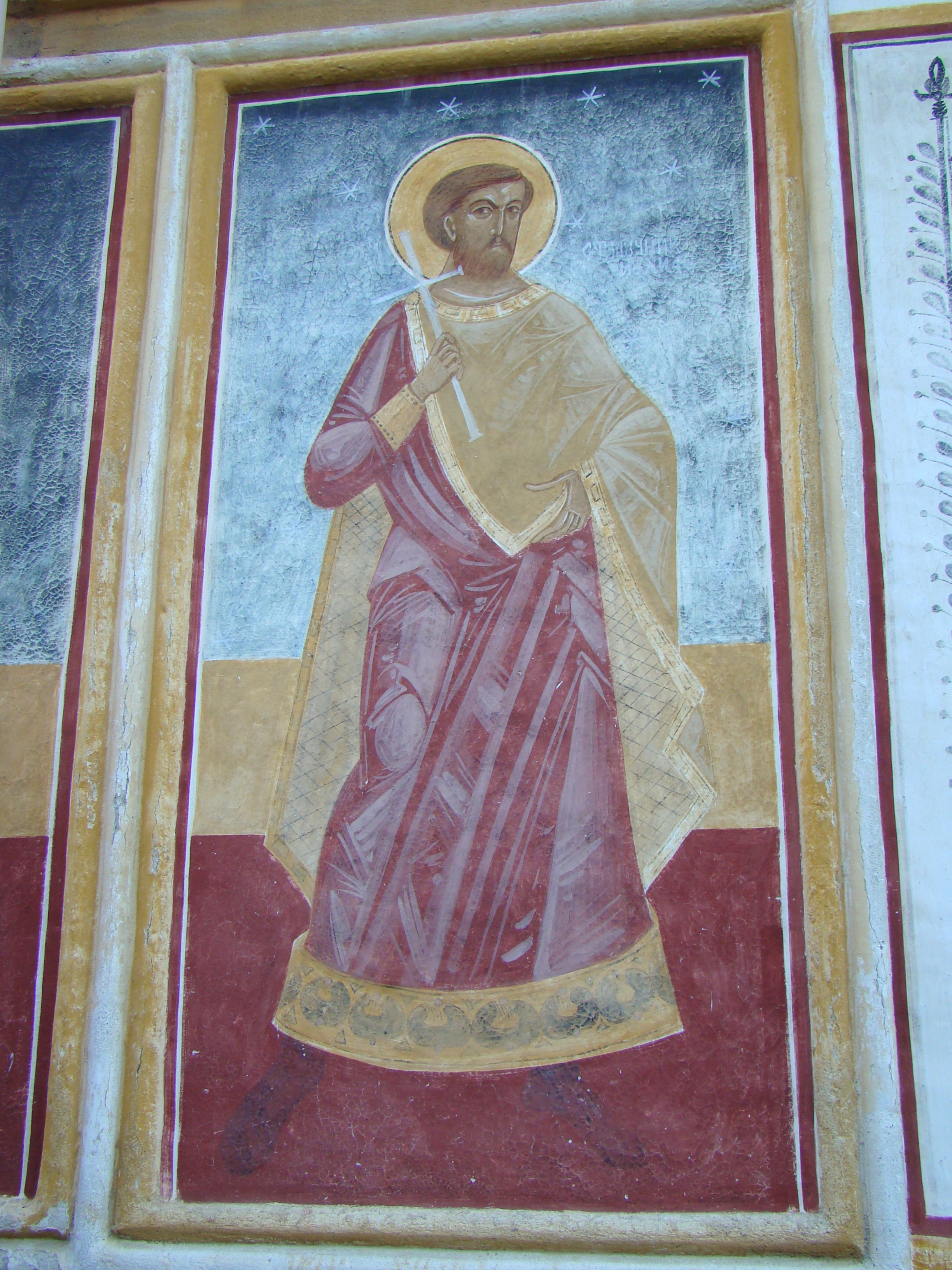
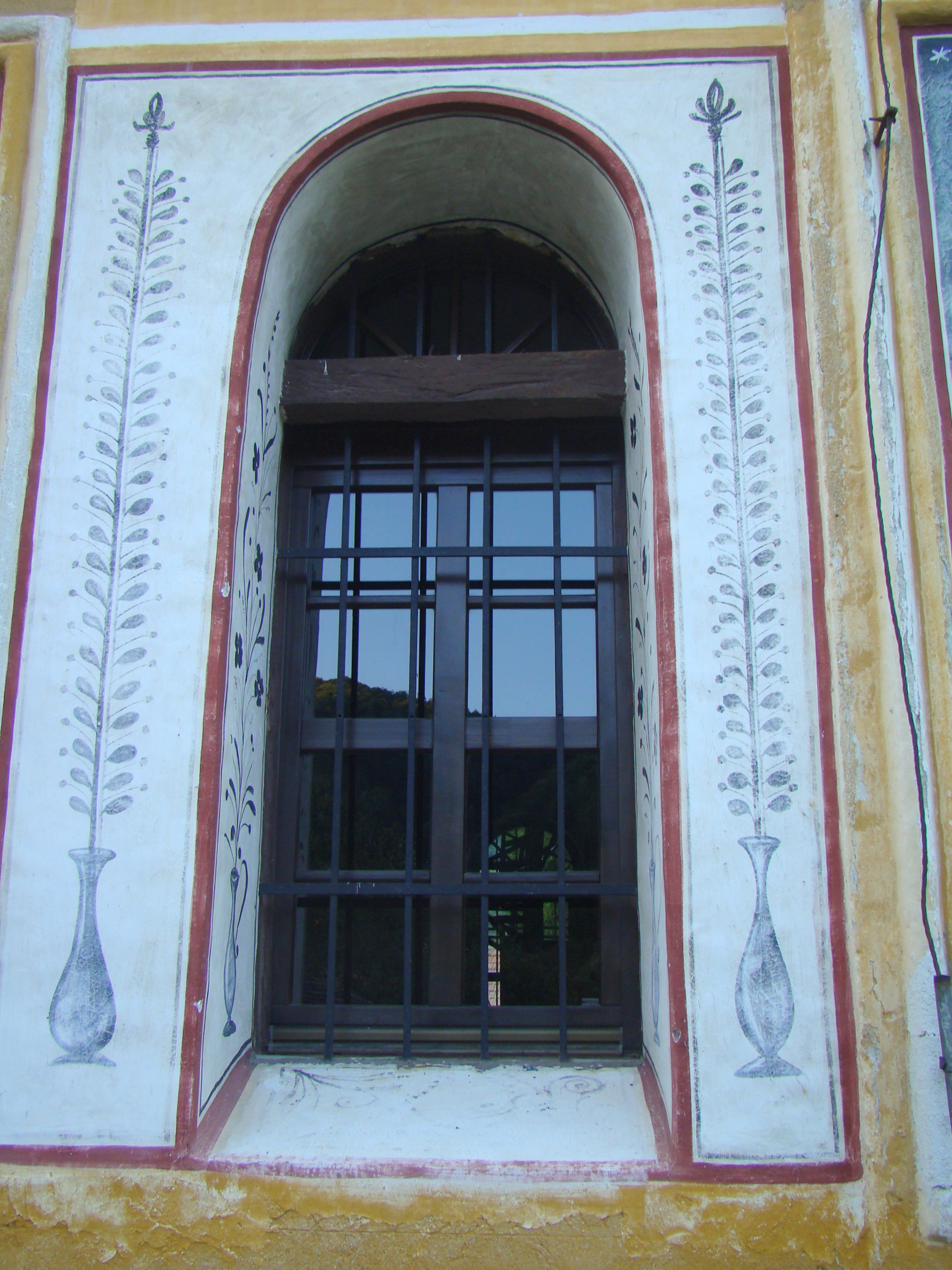
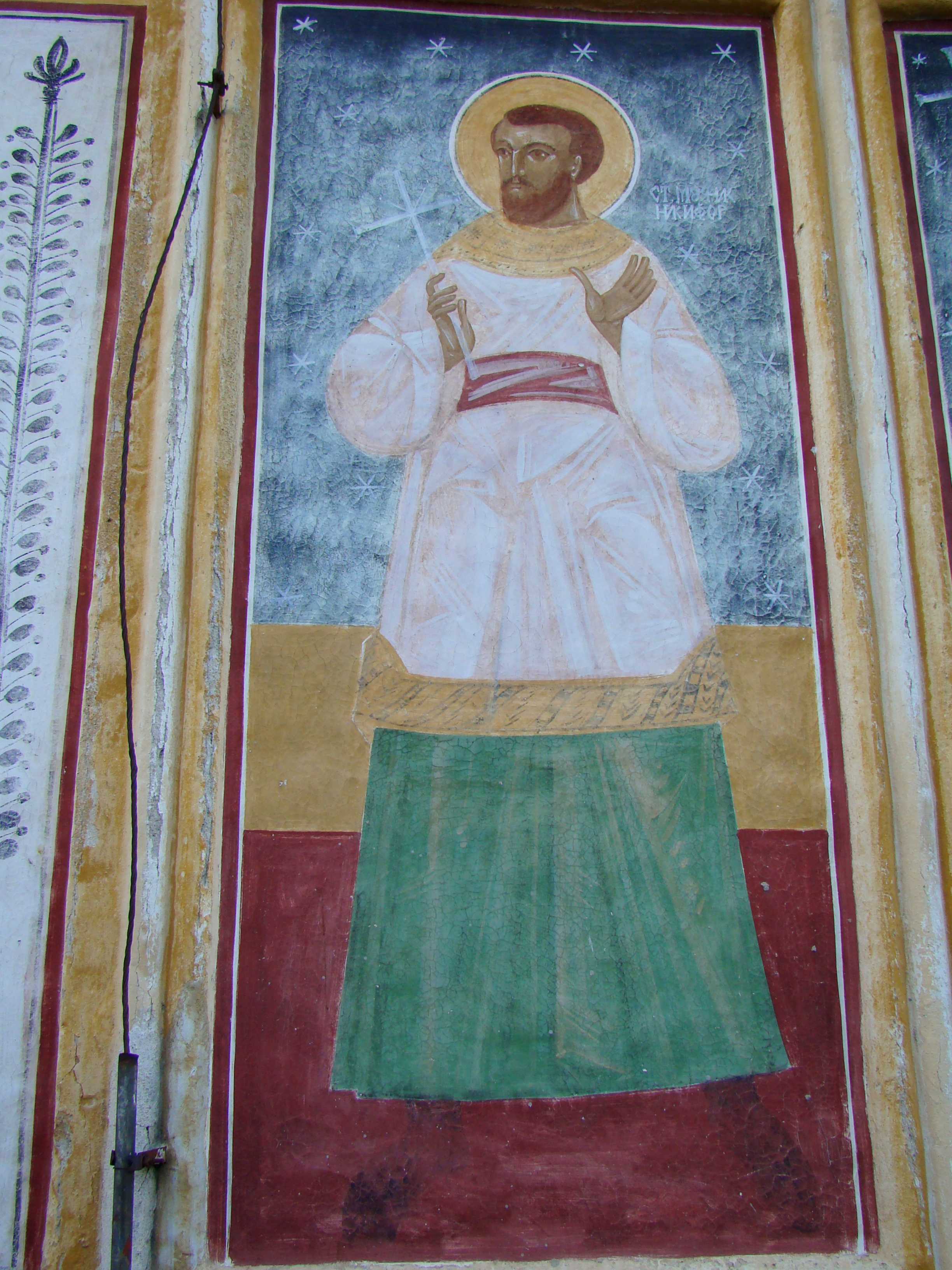
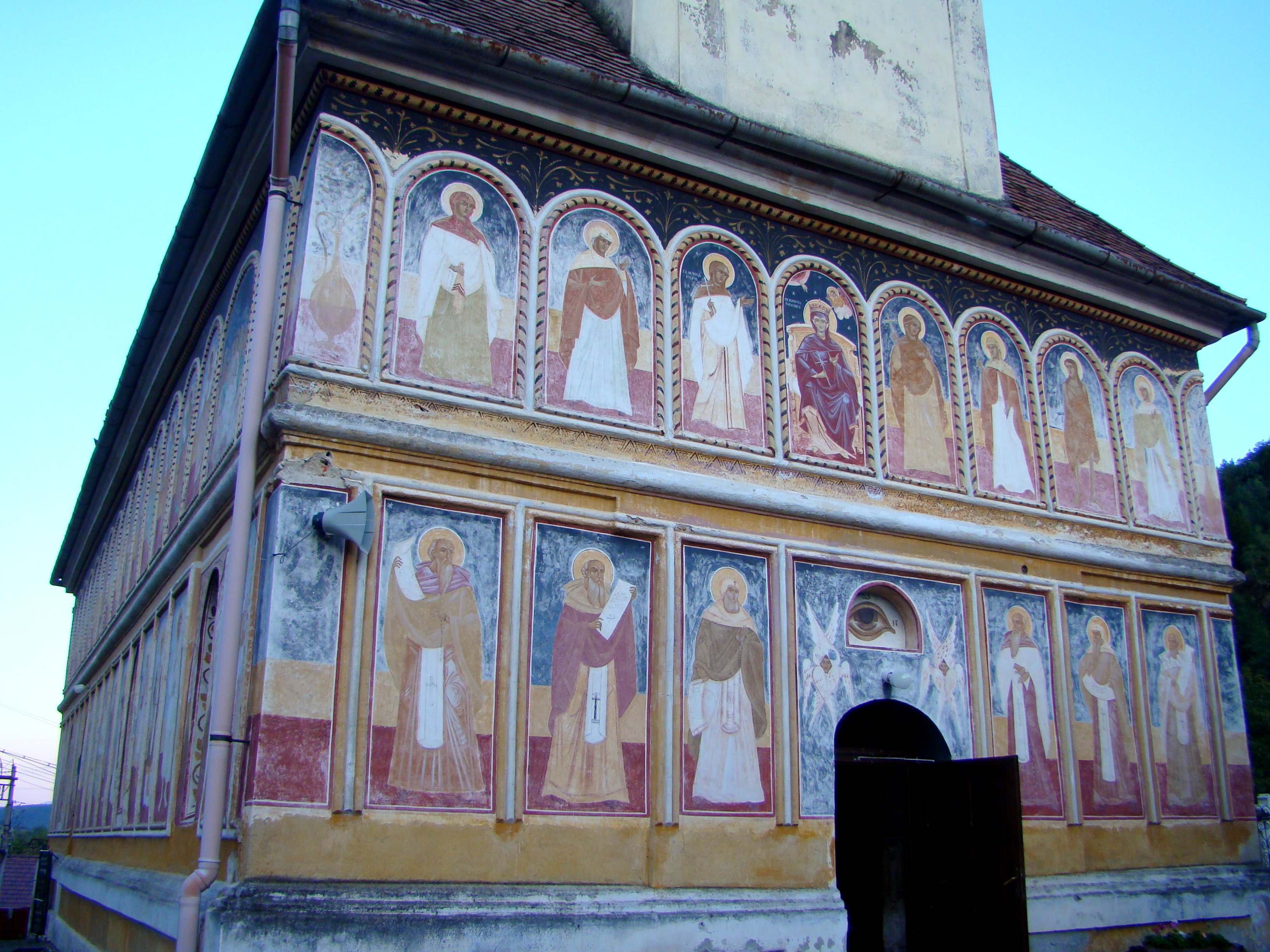
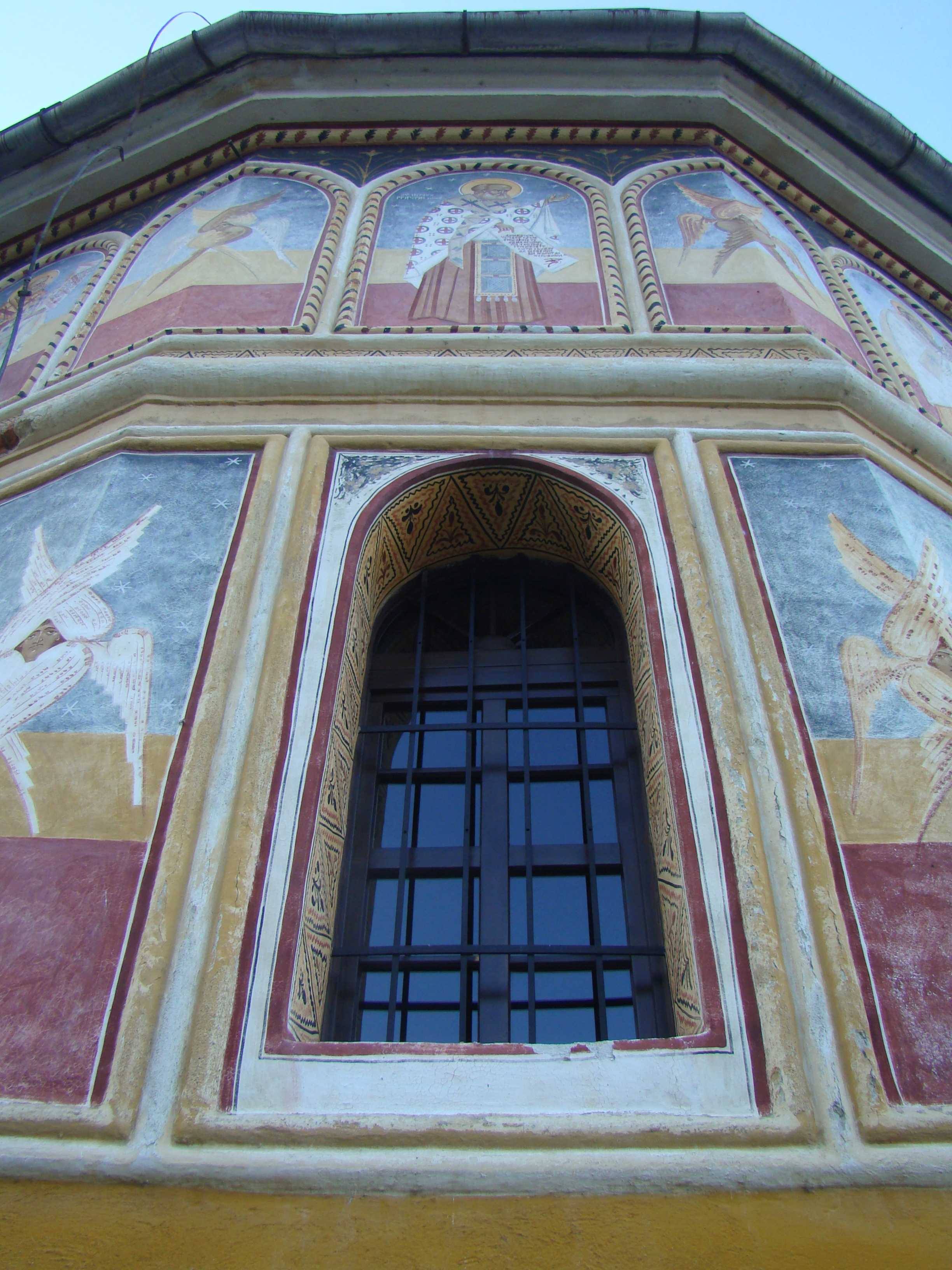
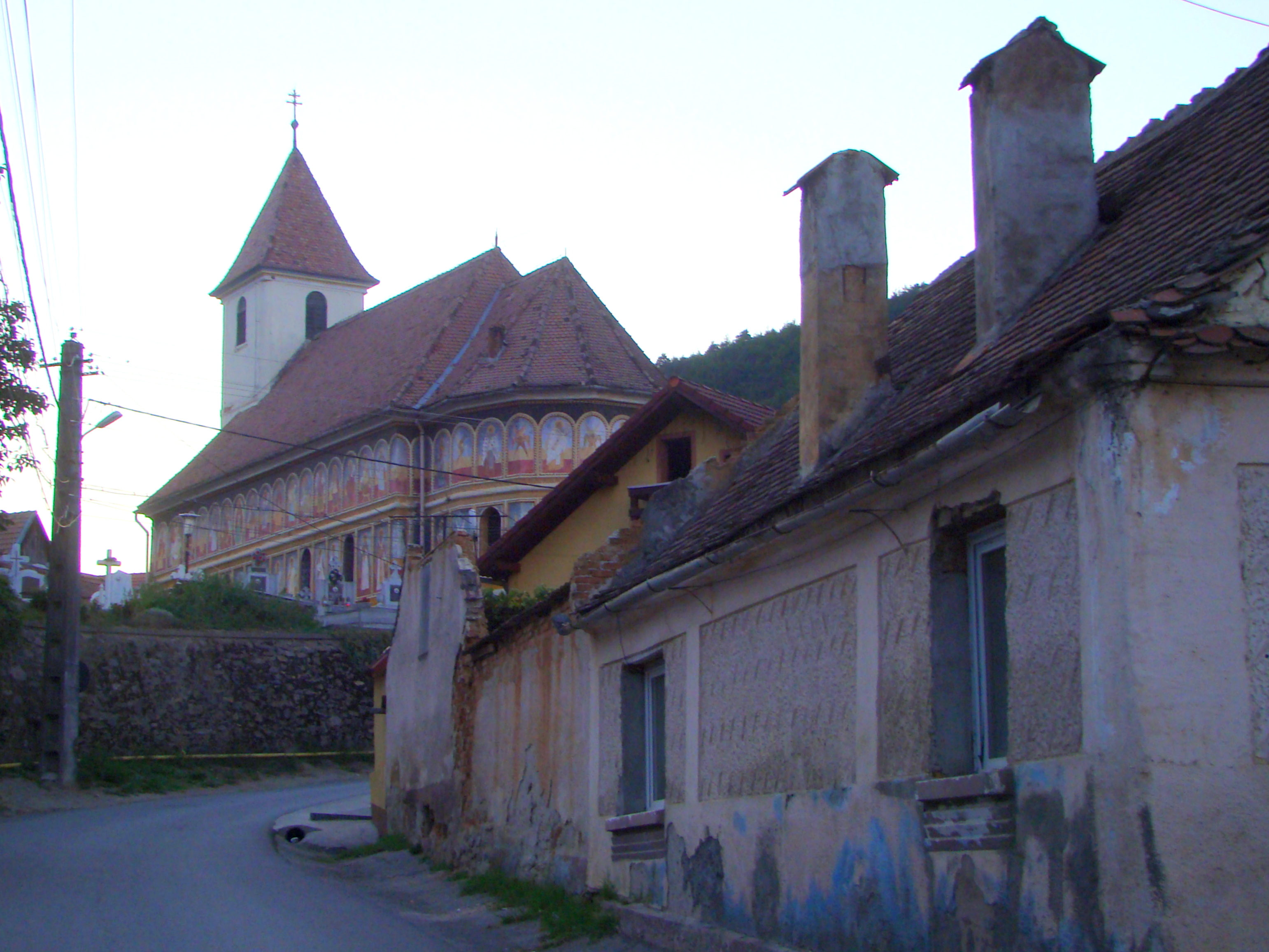
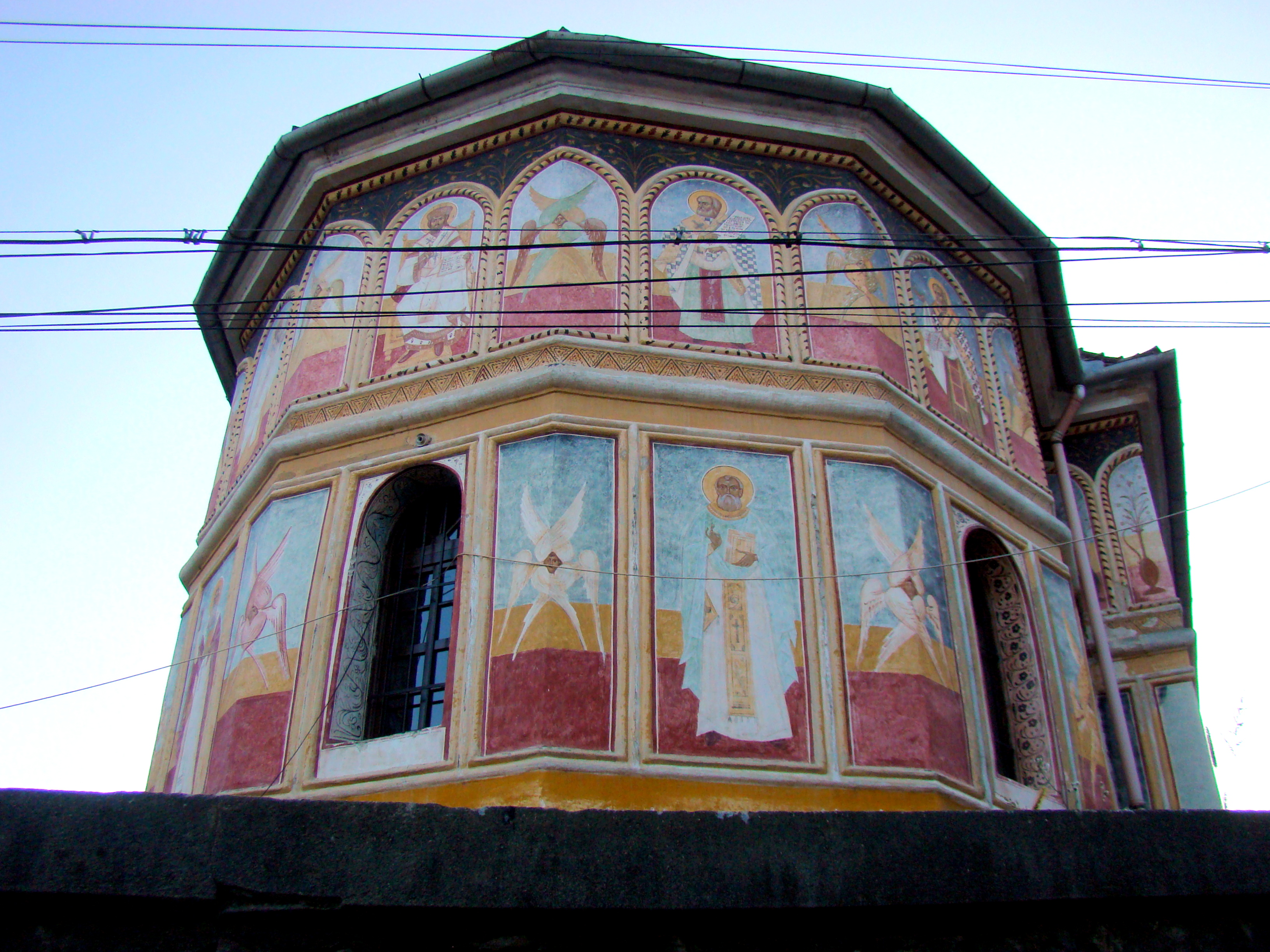
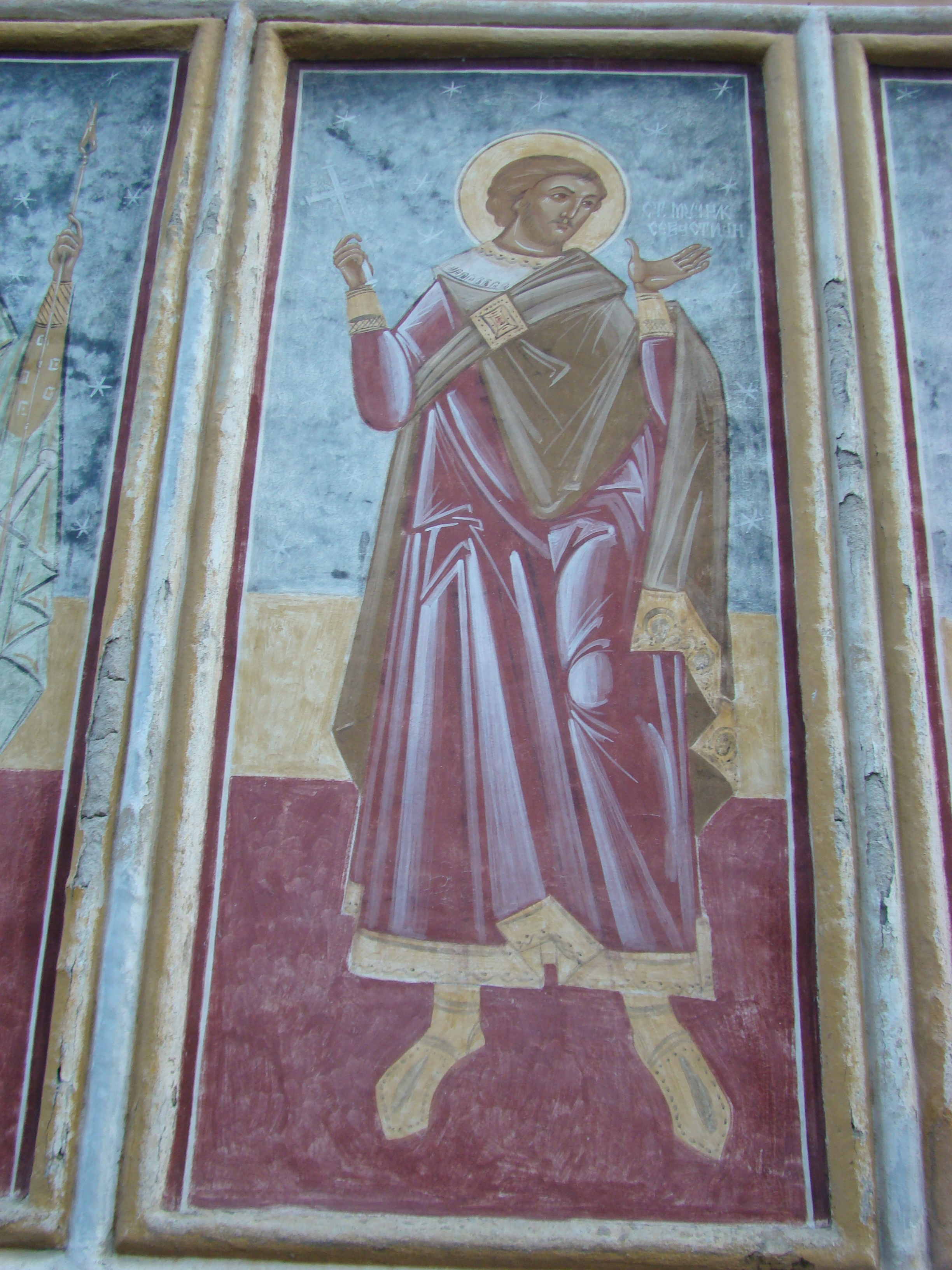
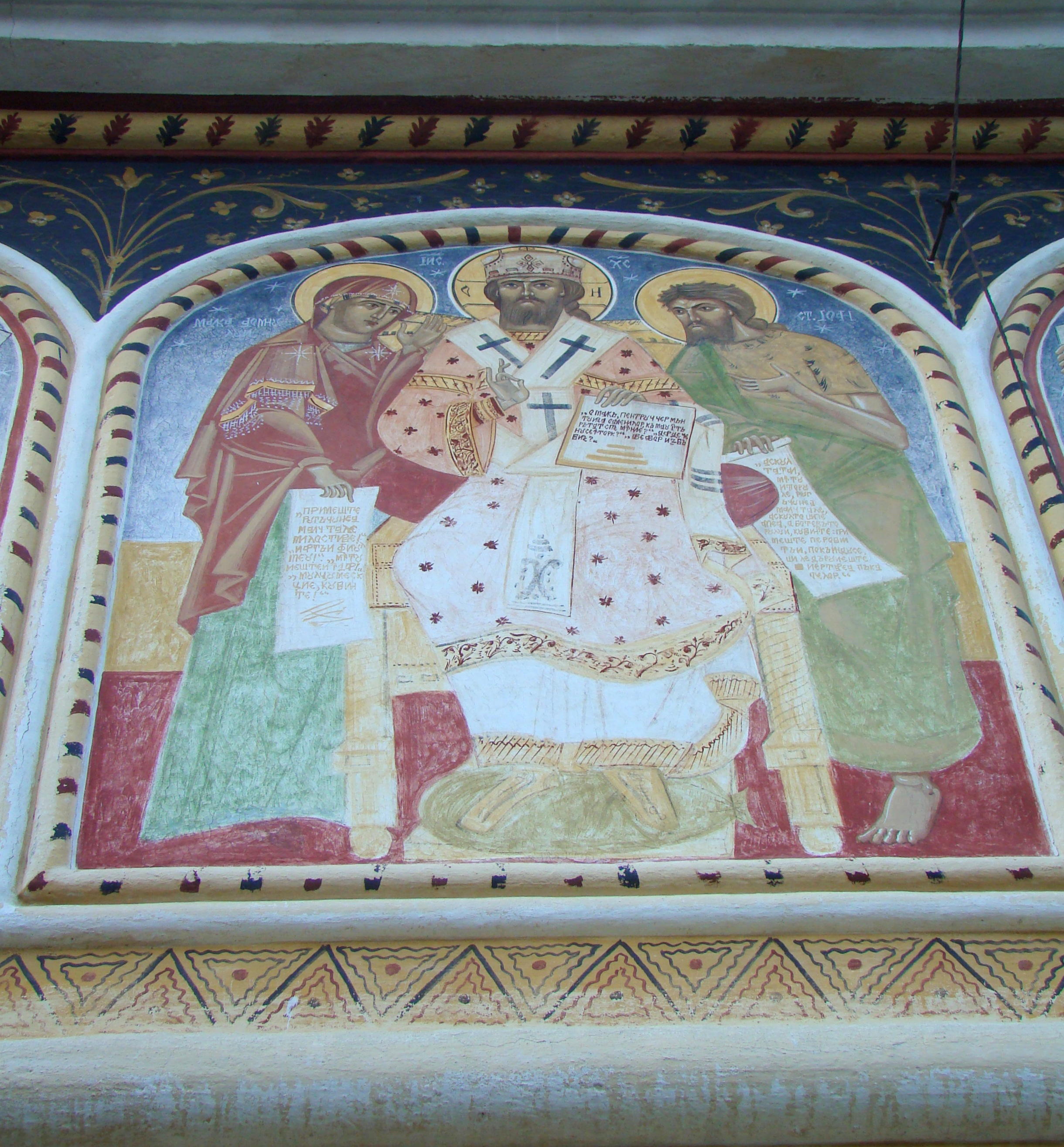
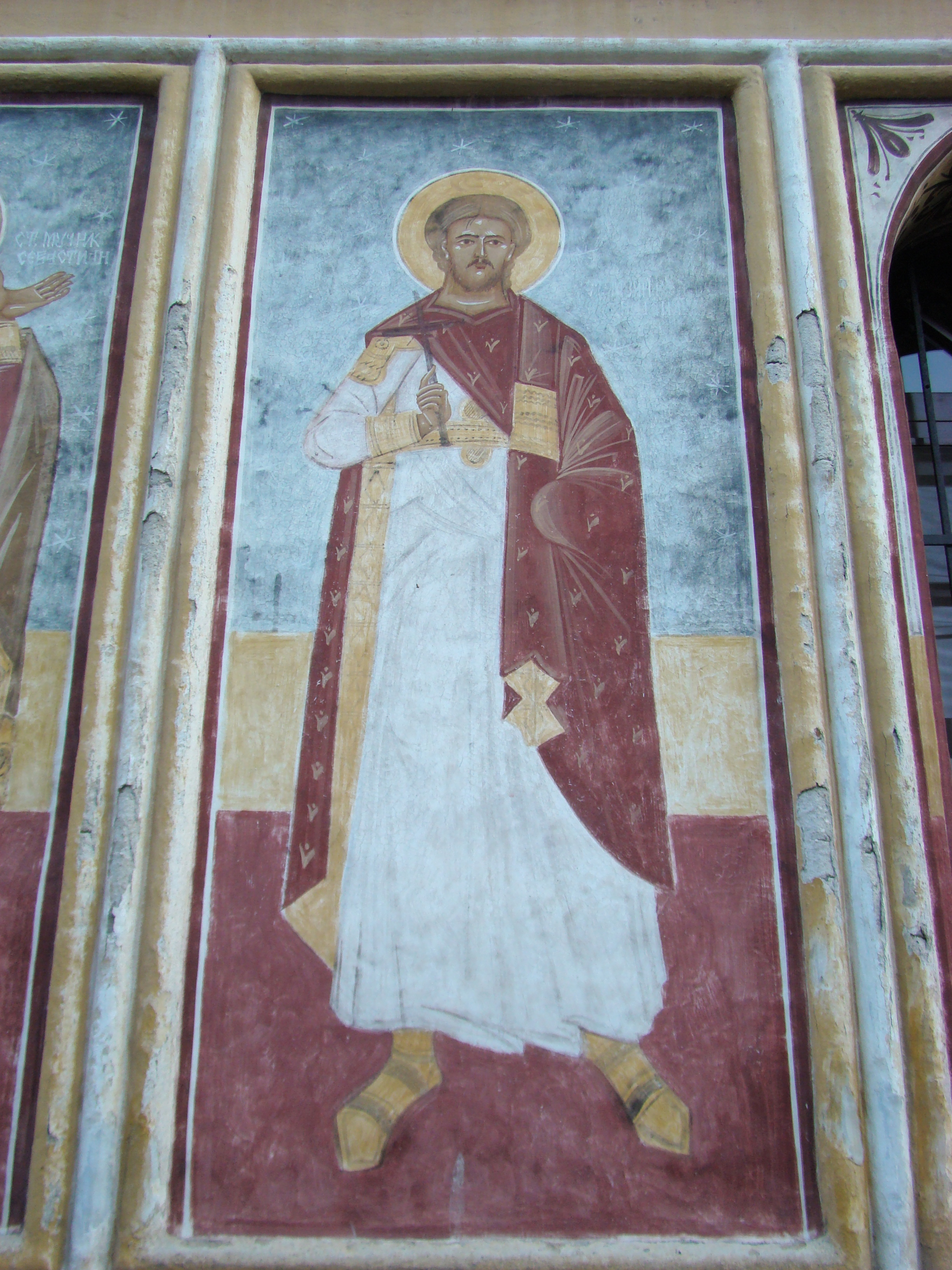
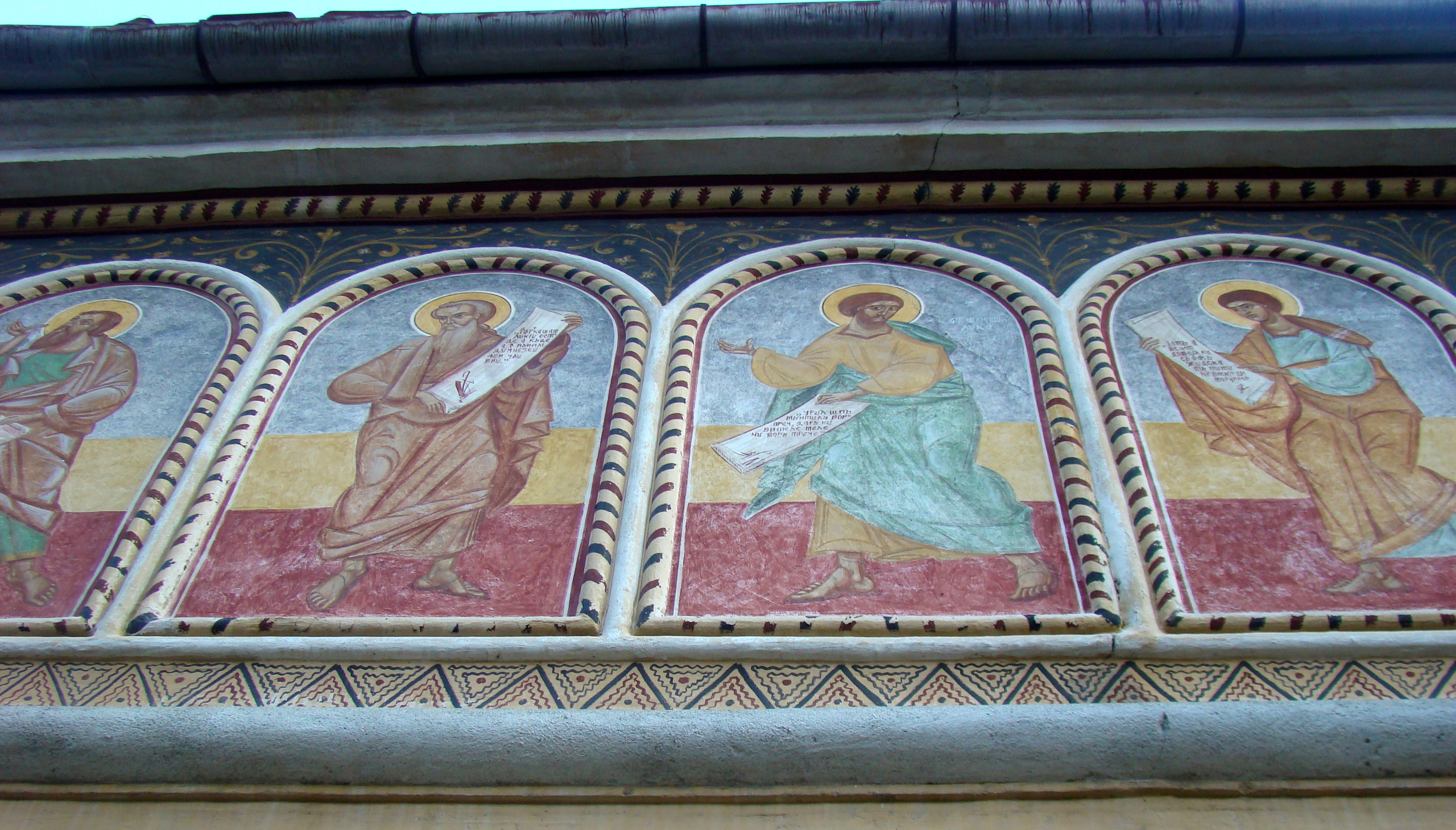
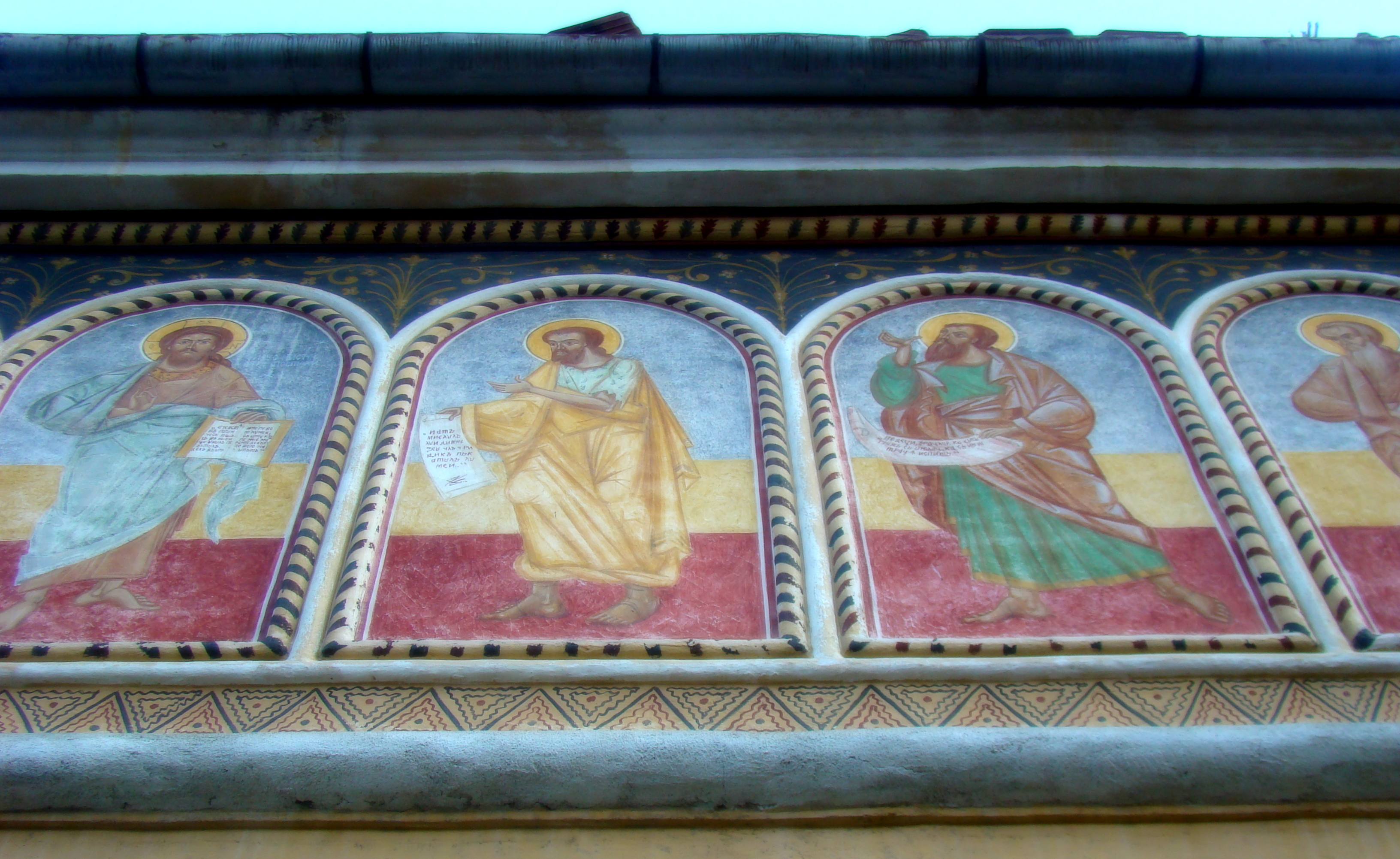
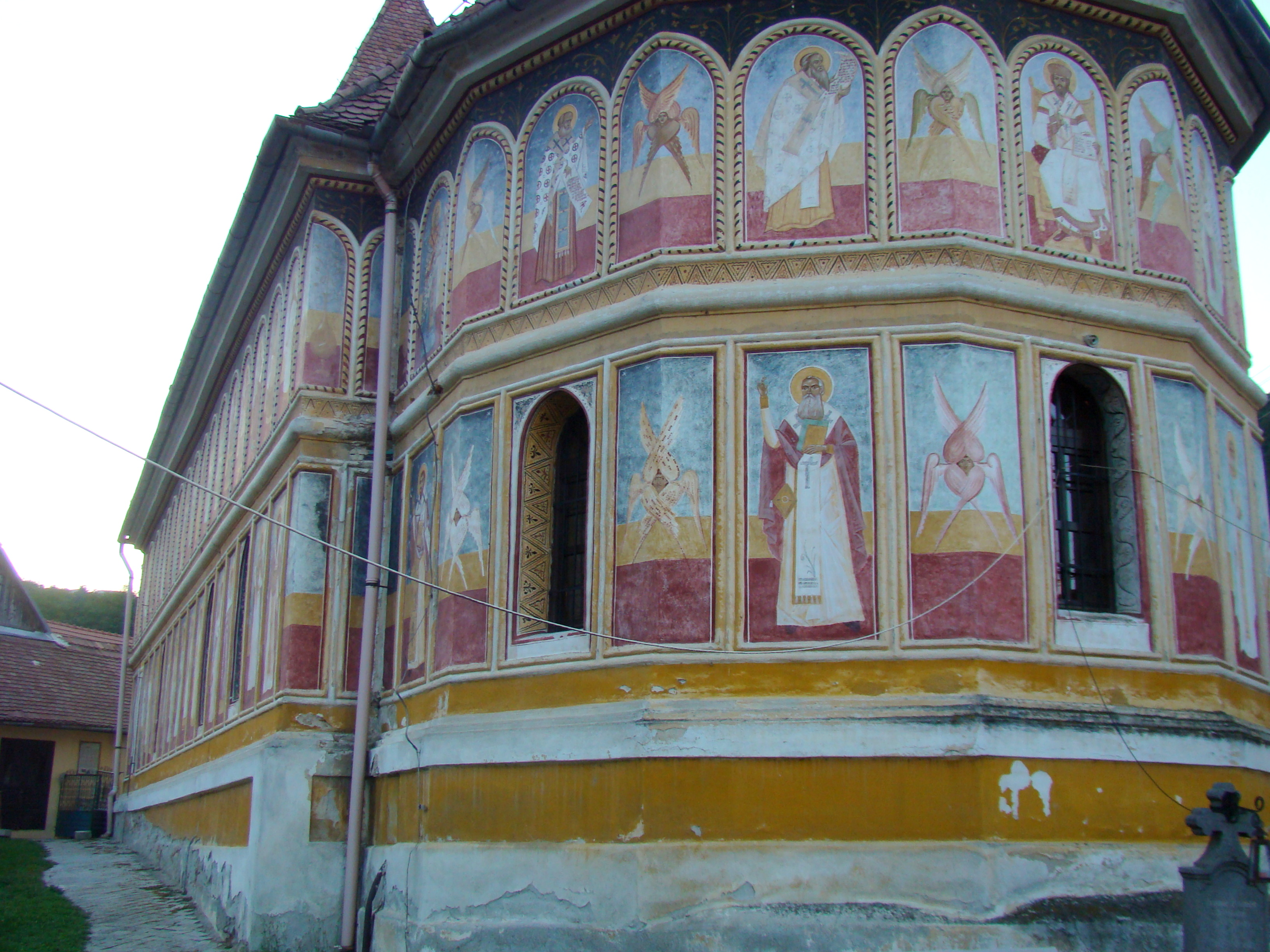
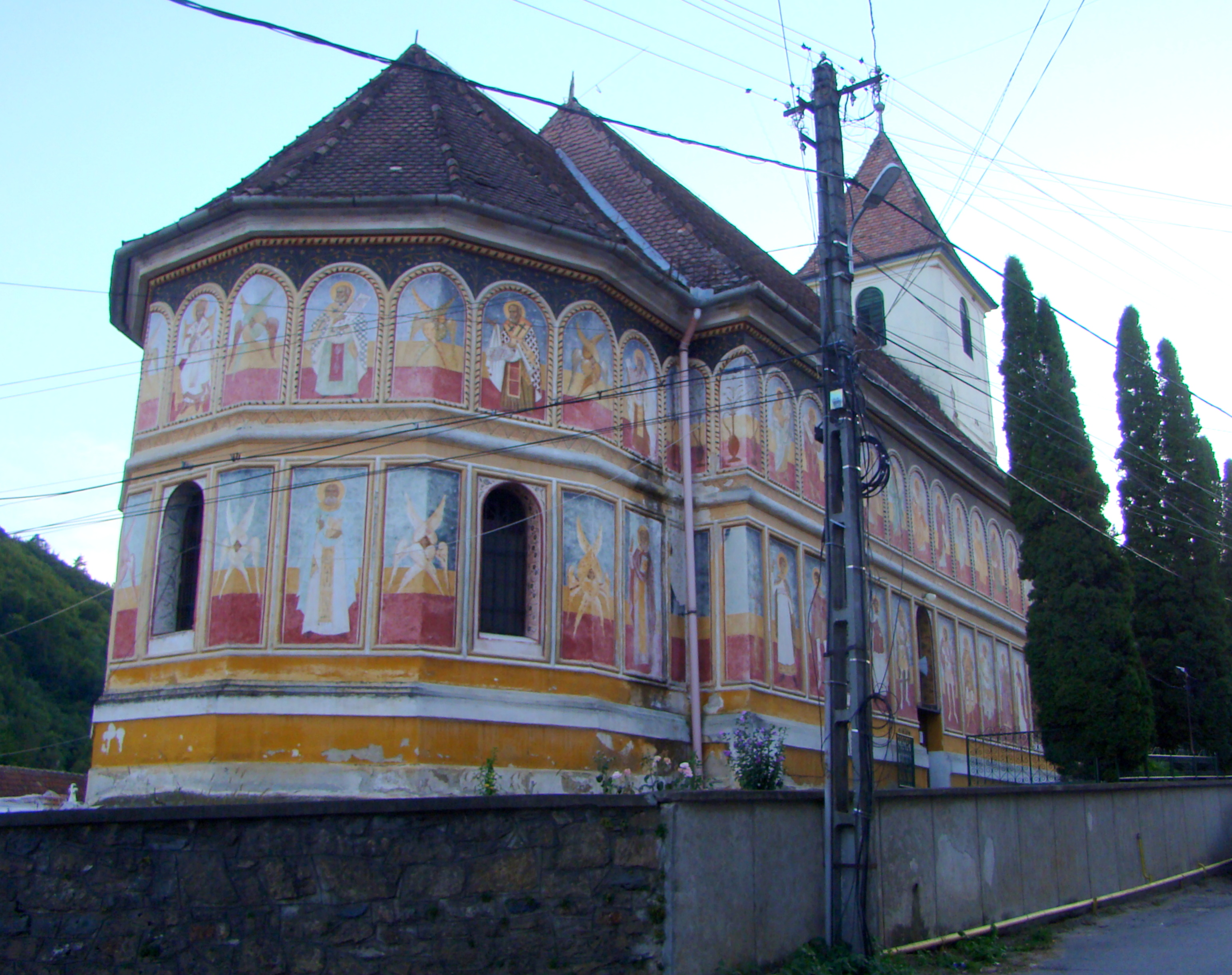

## Imagini din interior

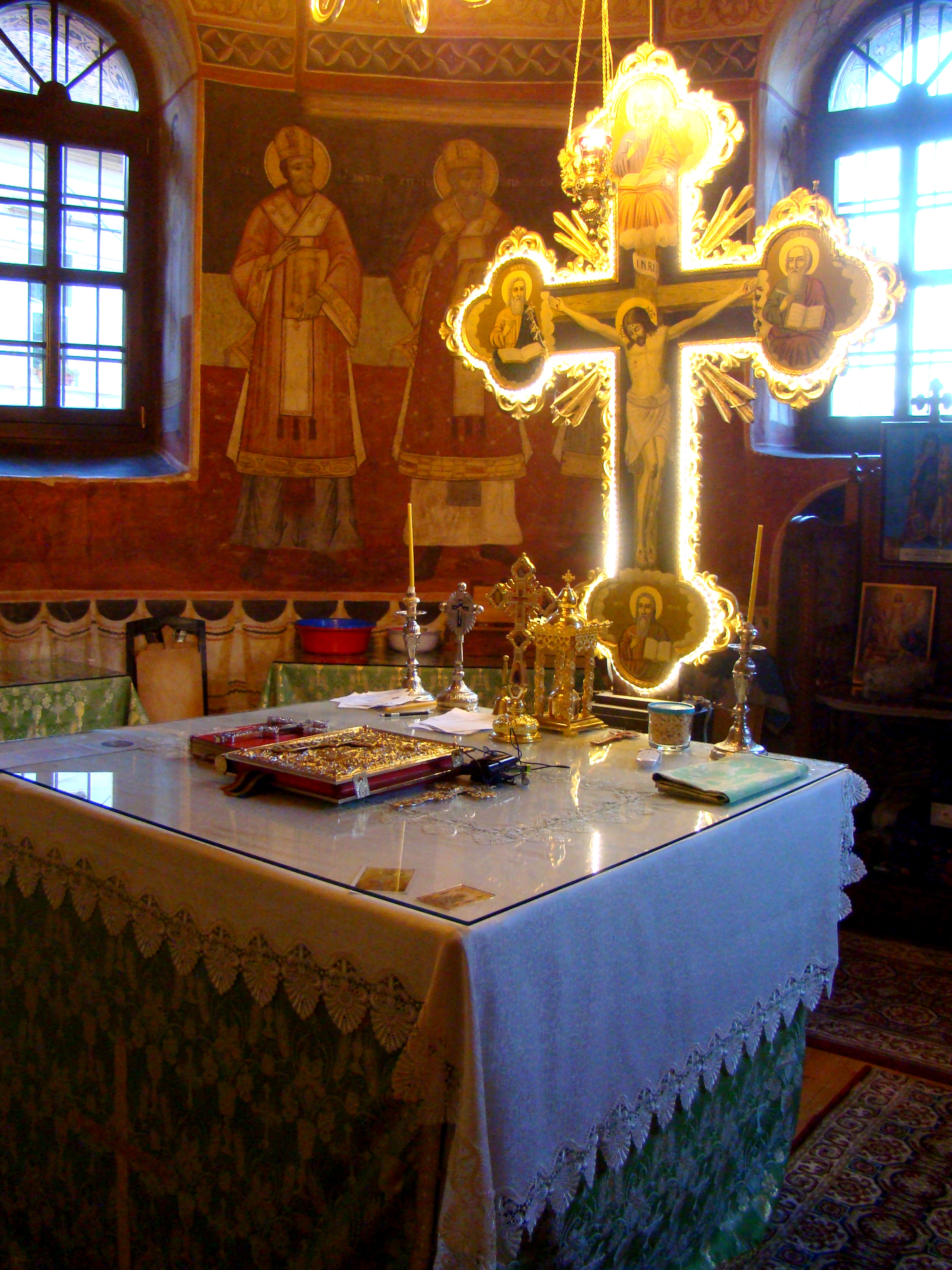
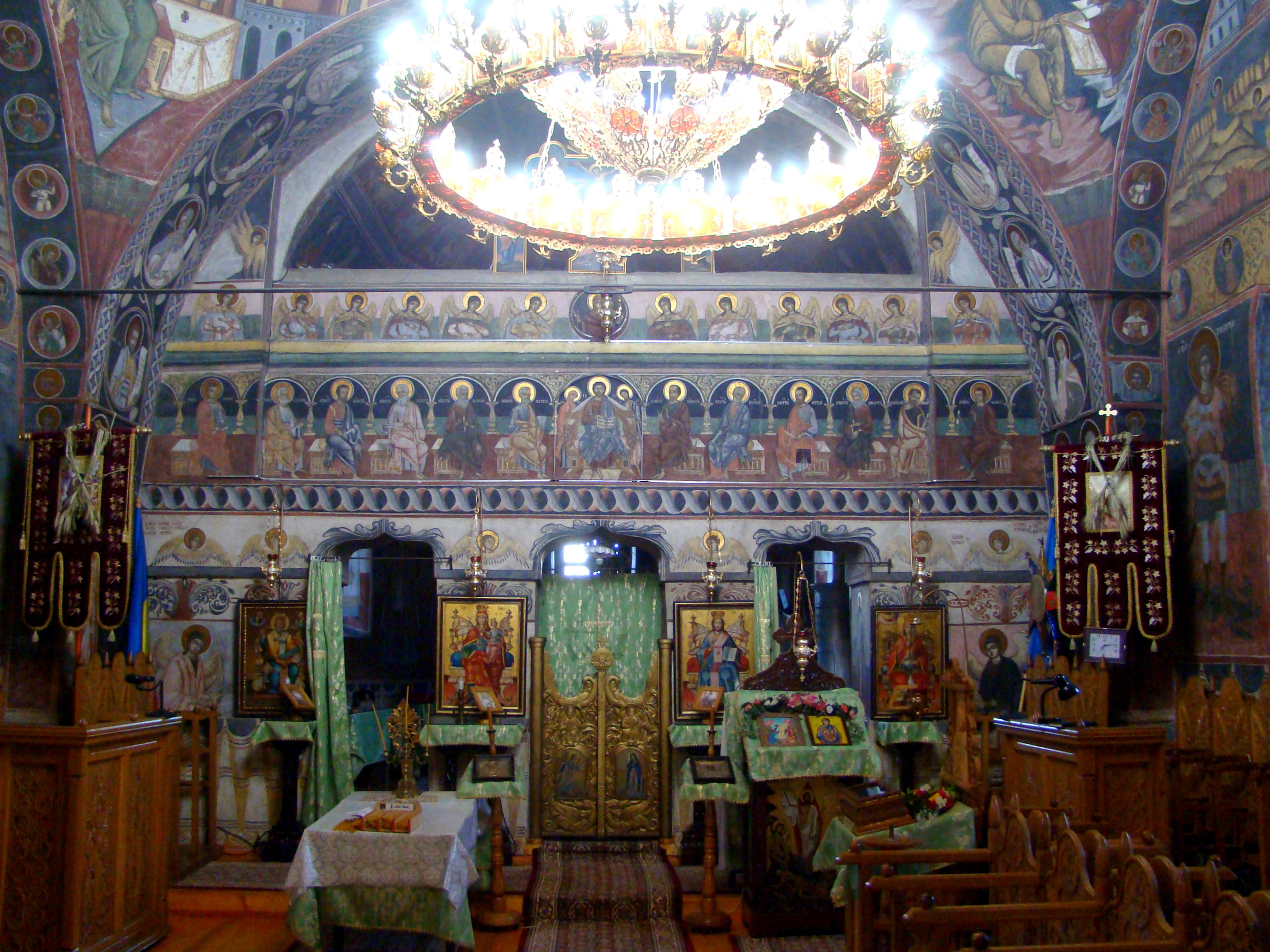
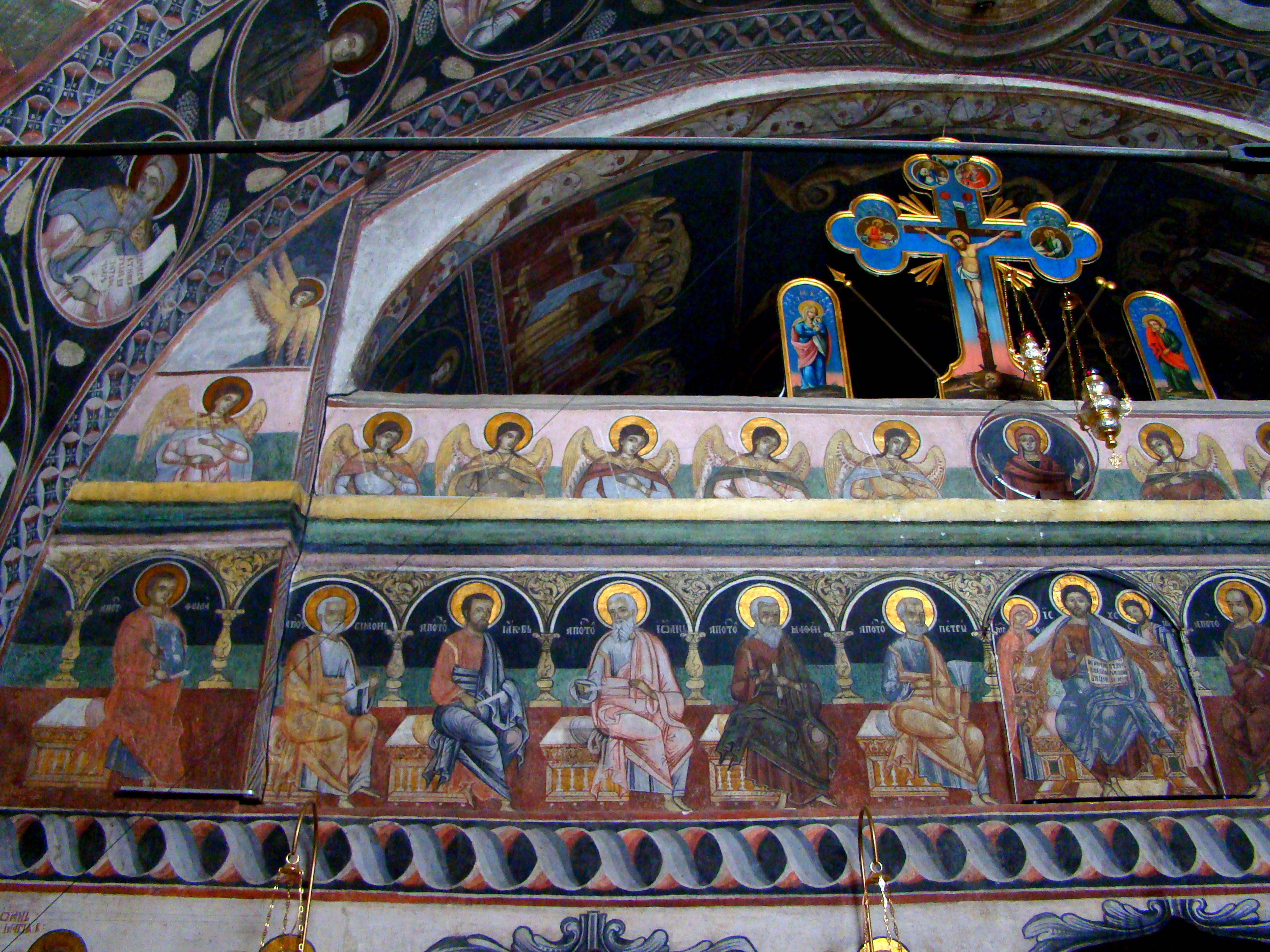
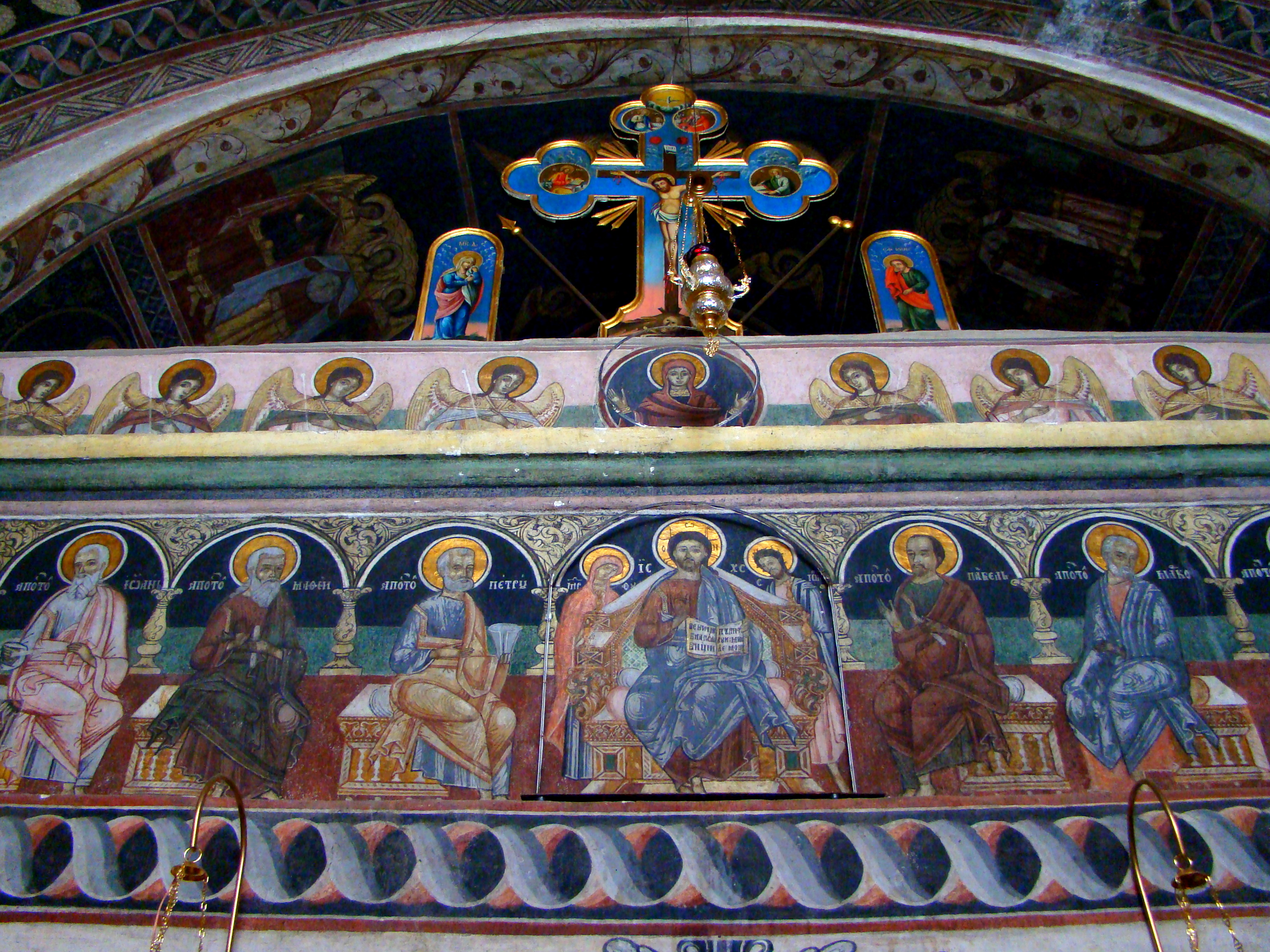
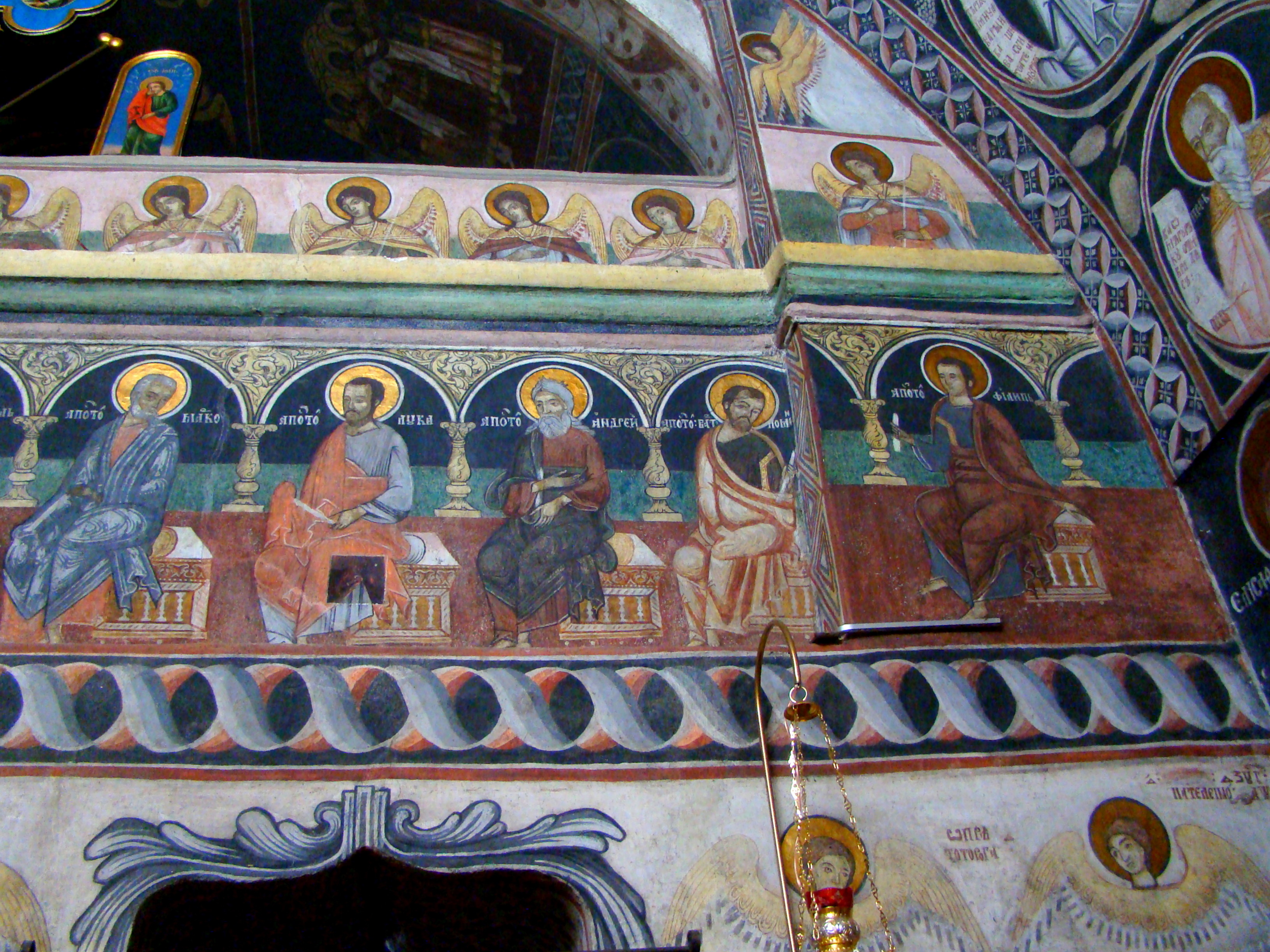
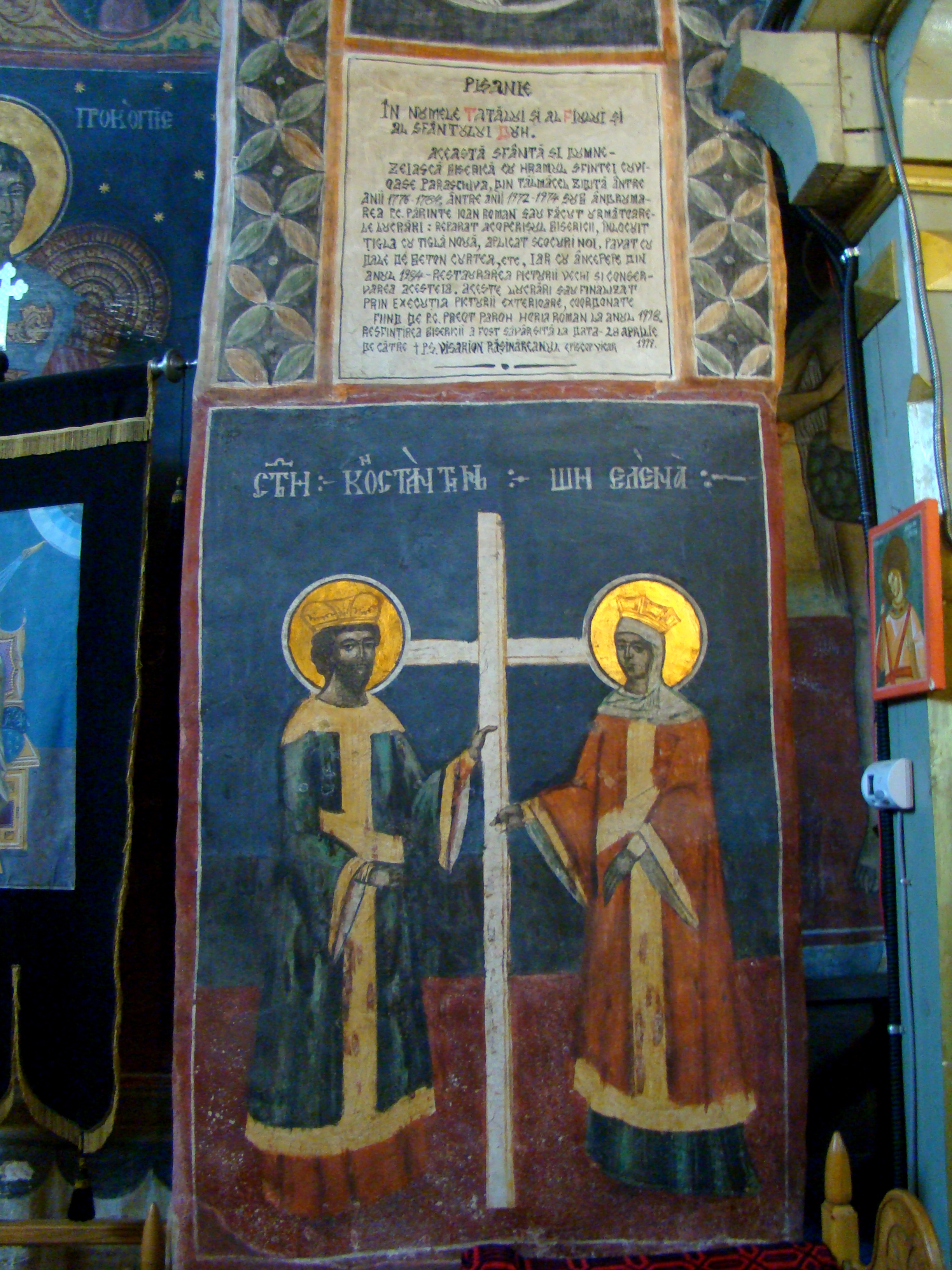
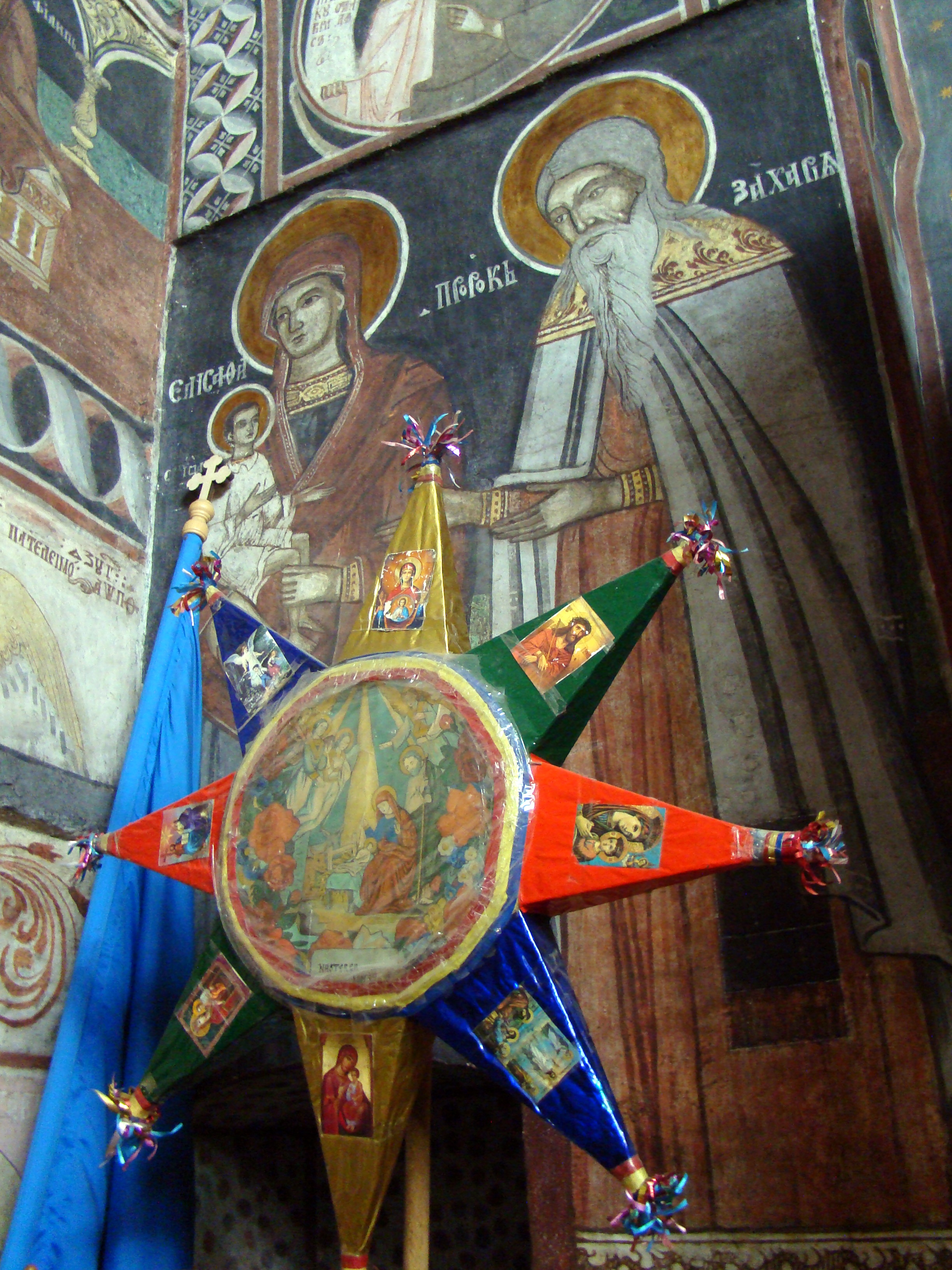
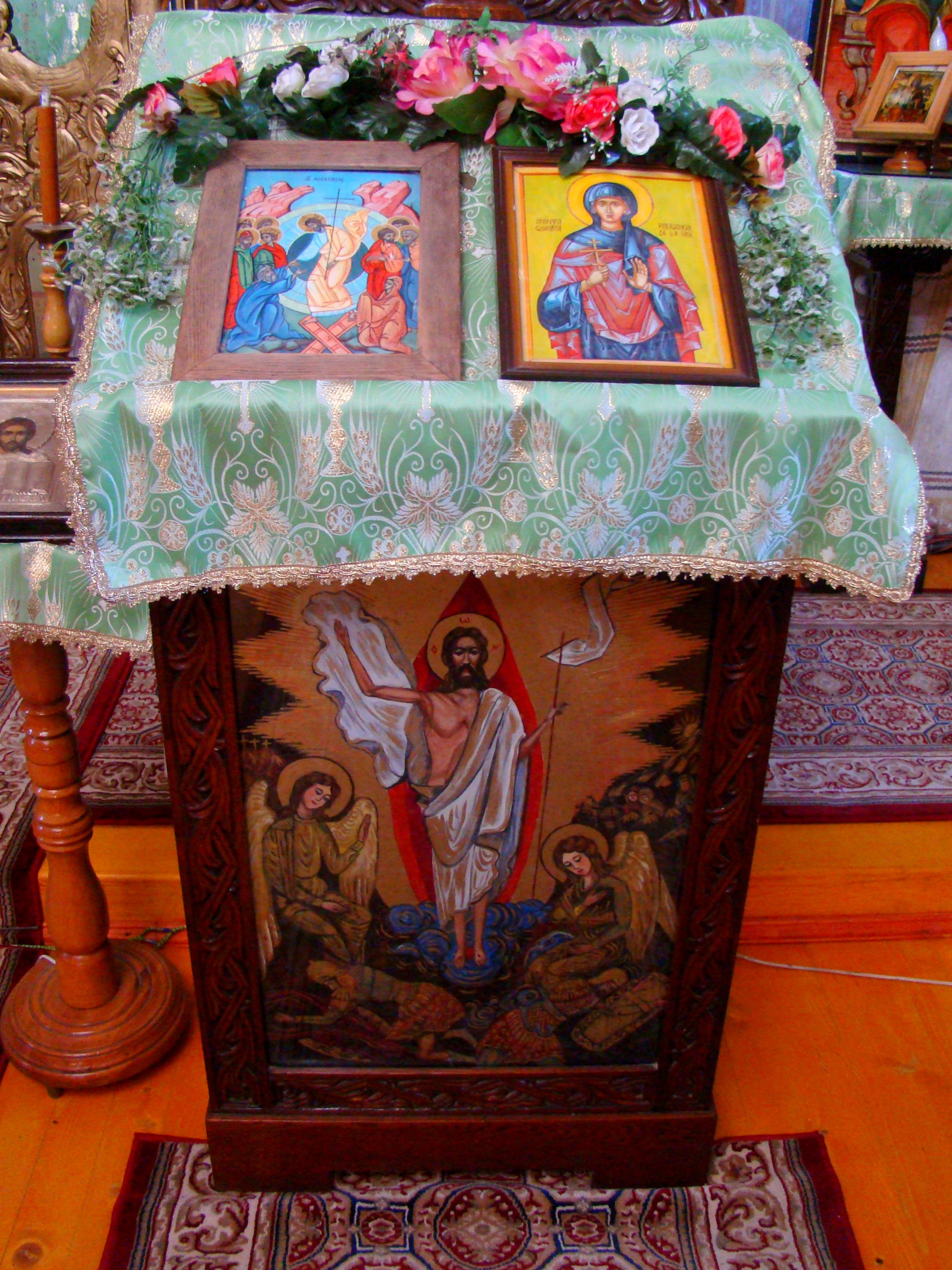
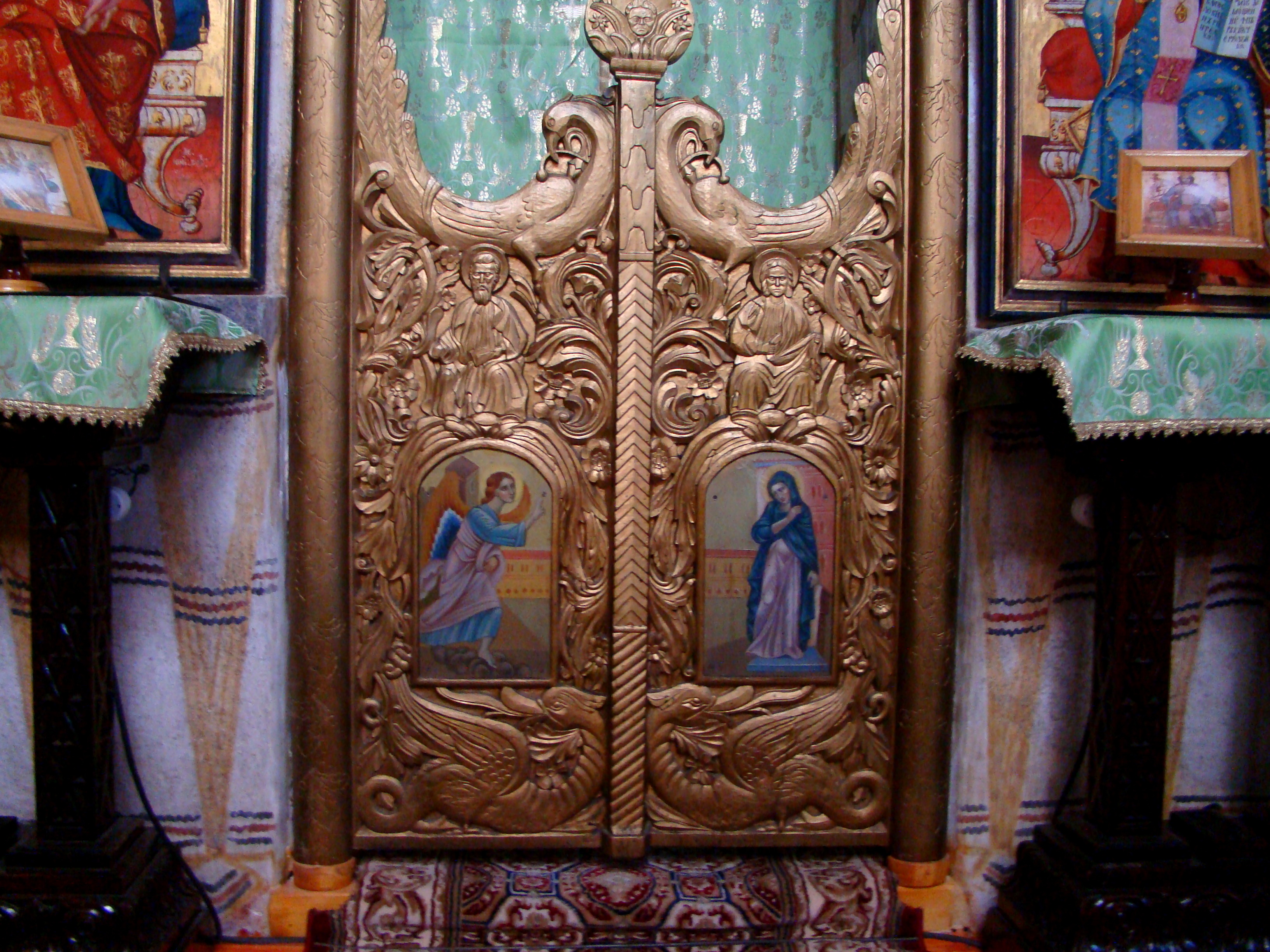
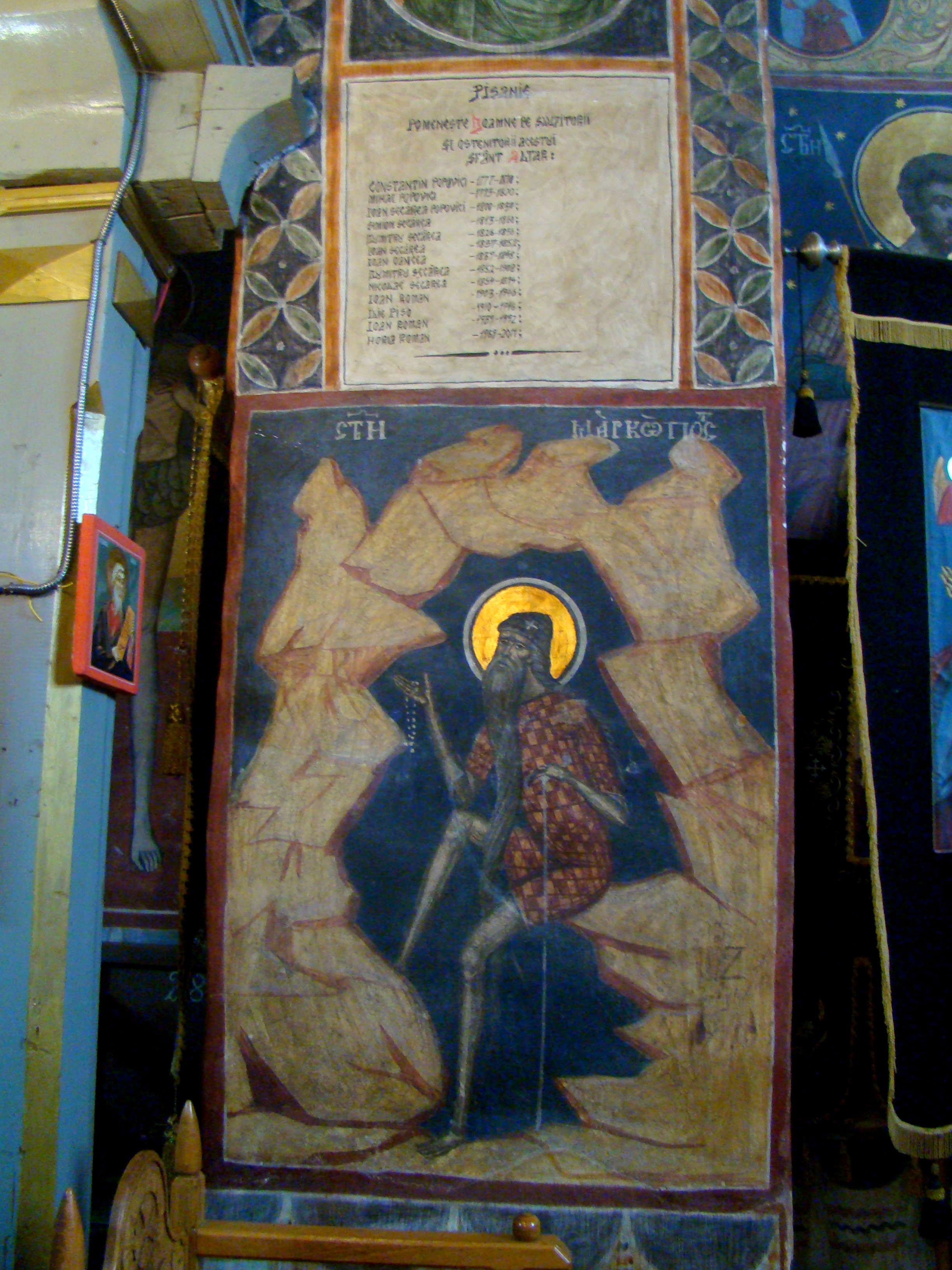
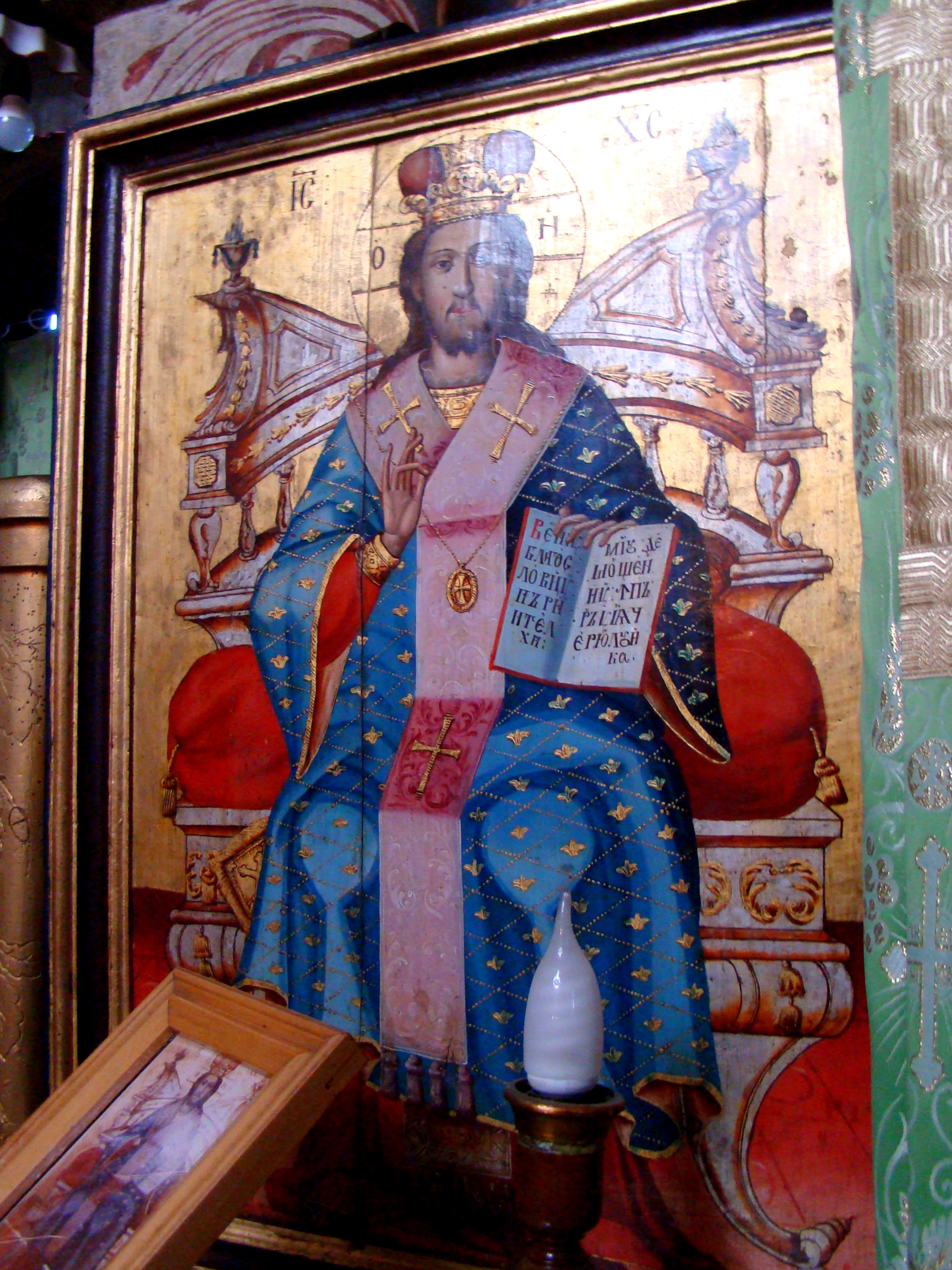
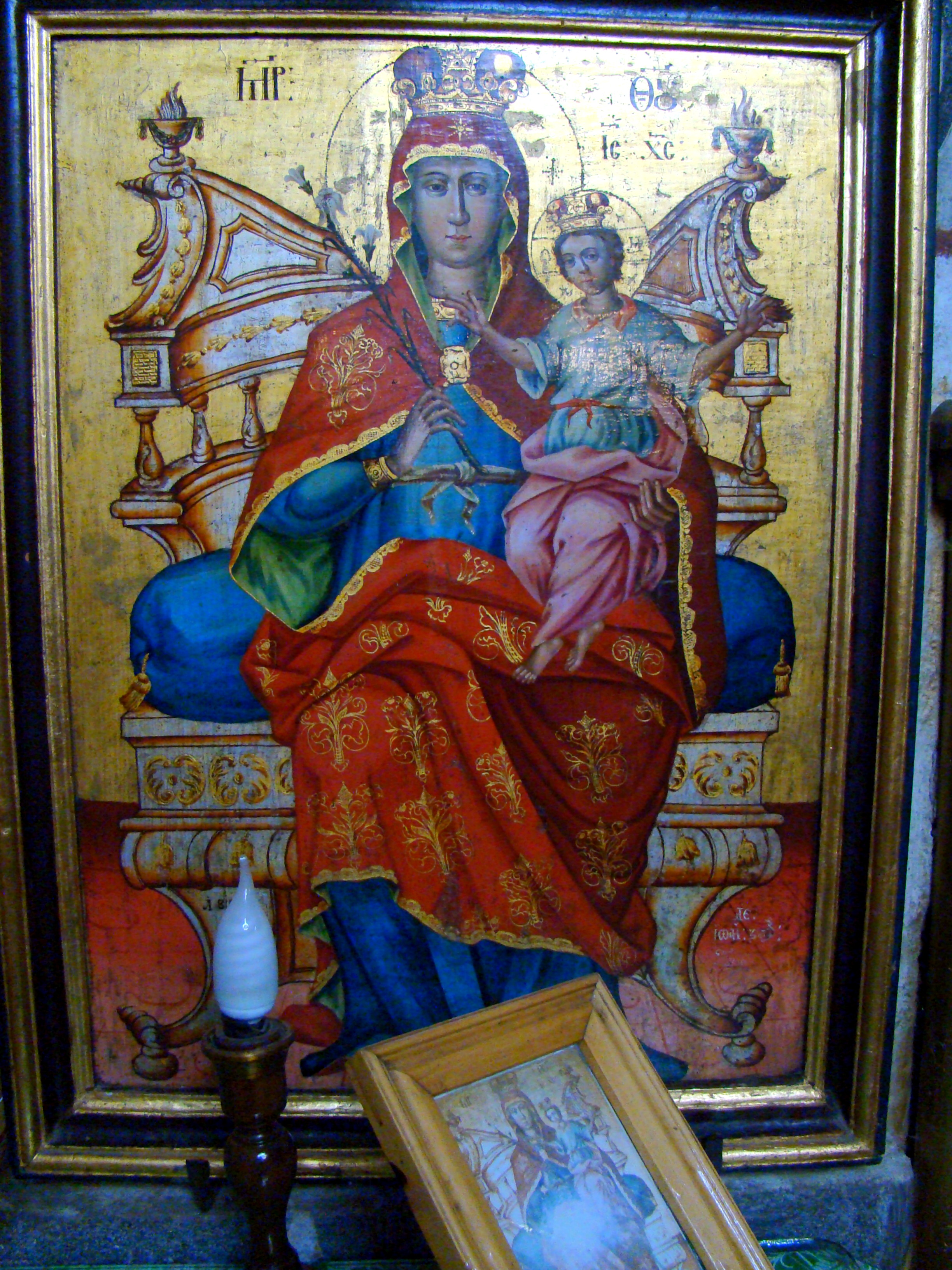
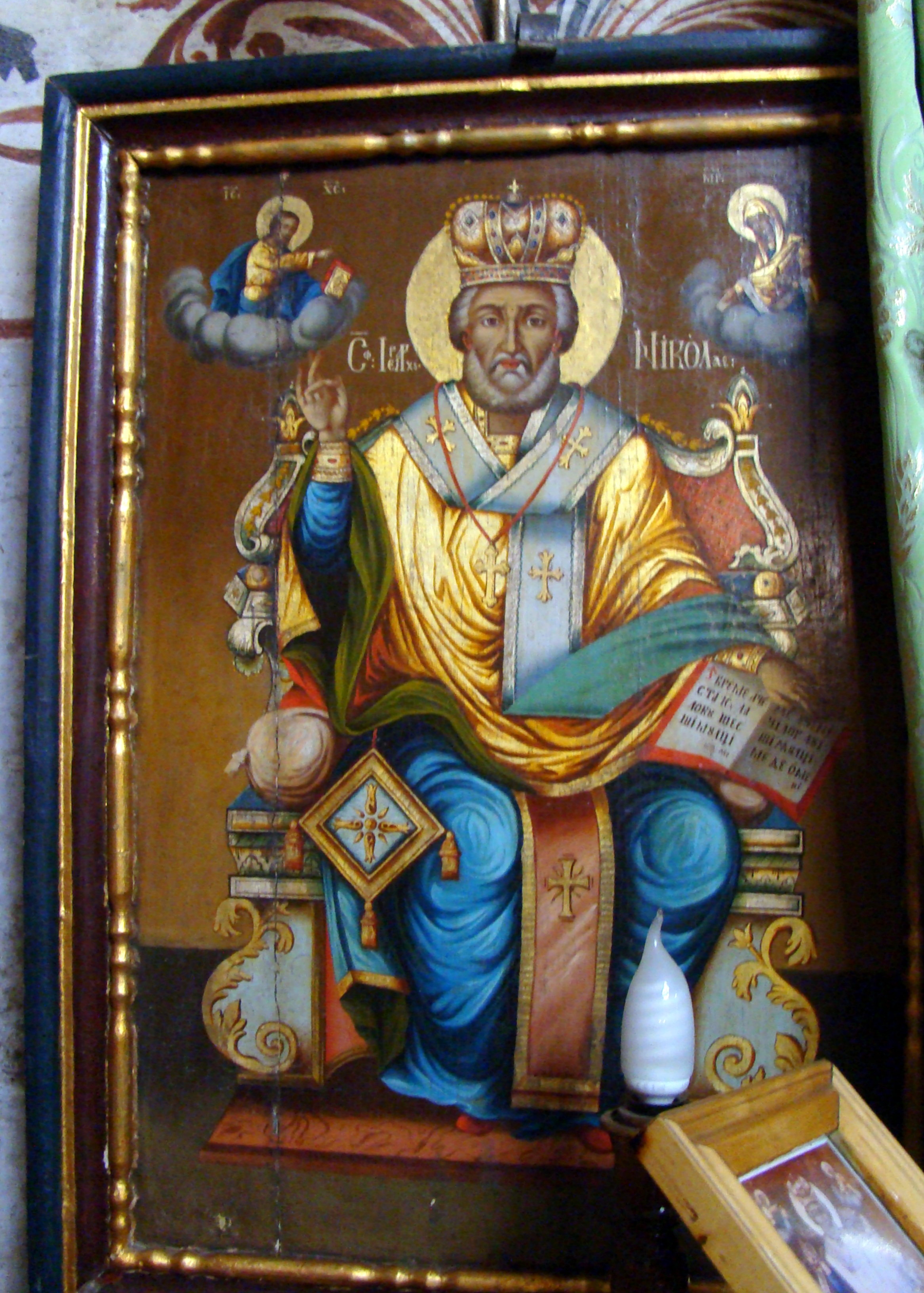
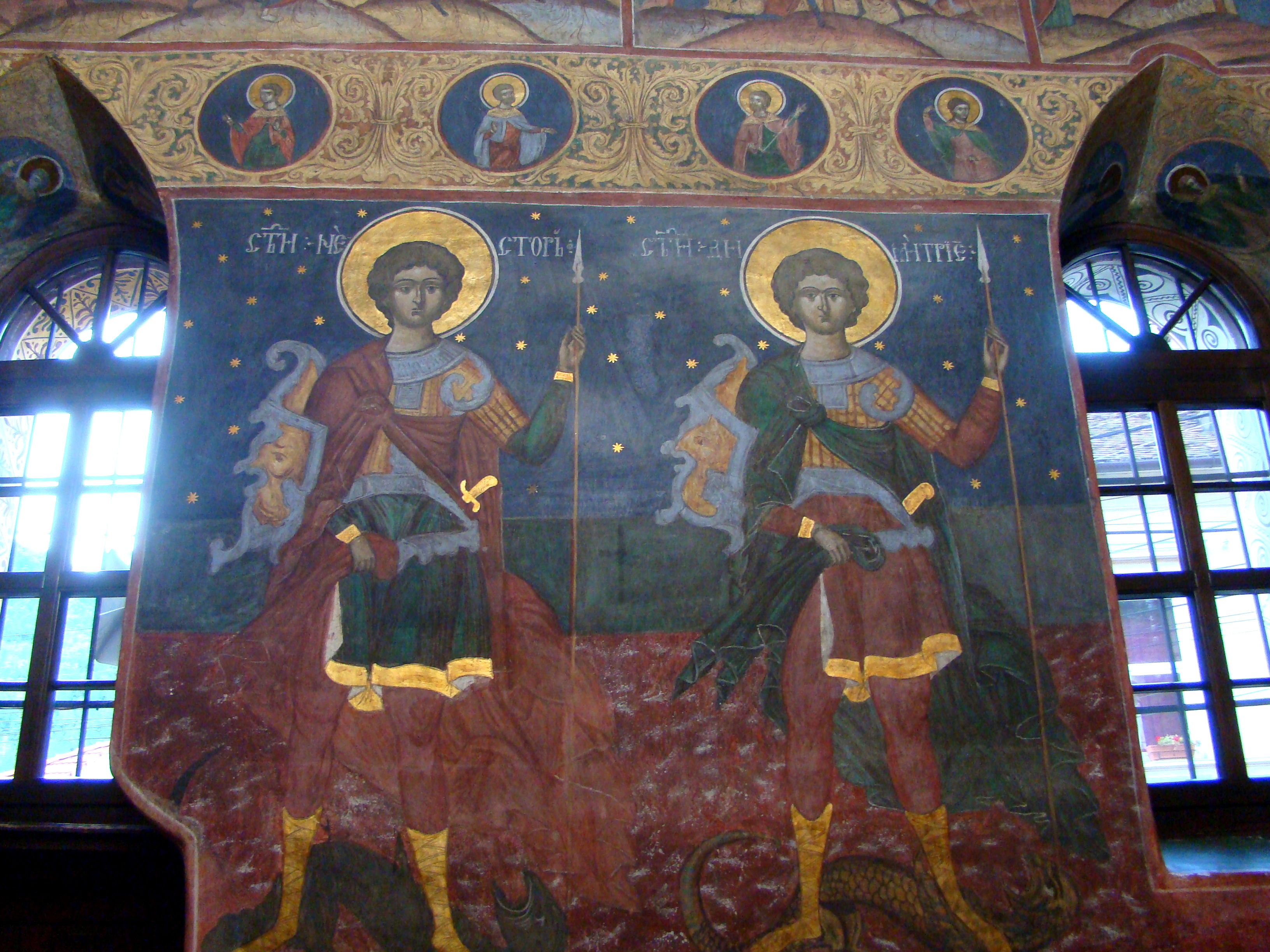
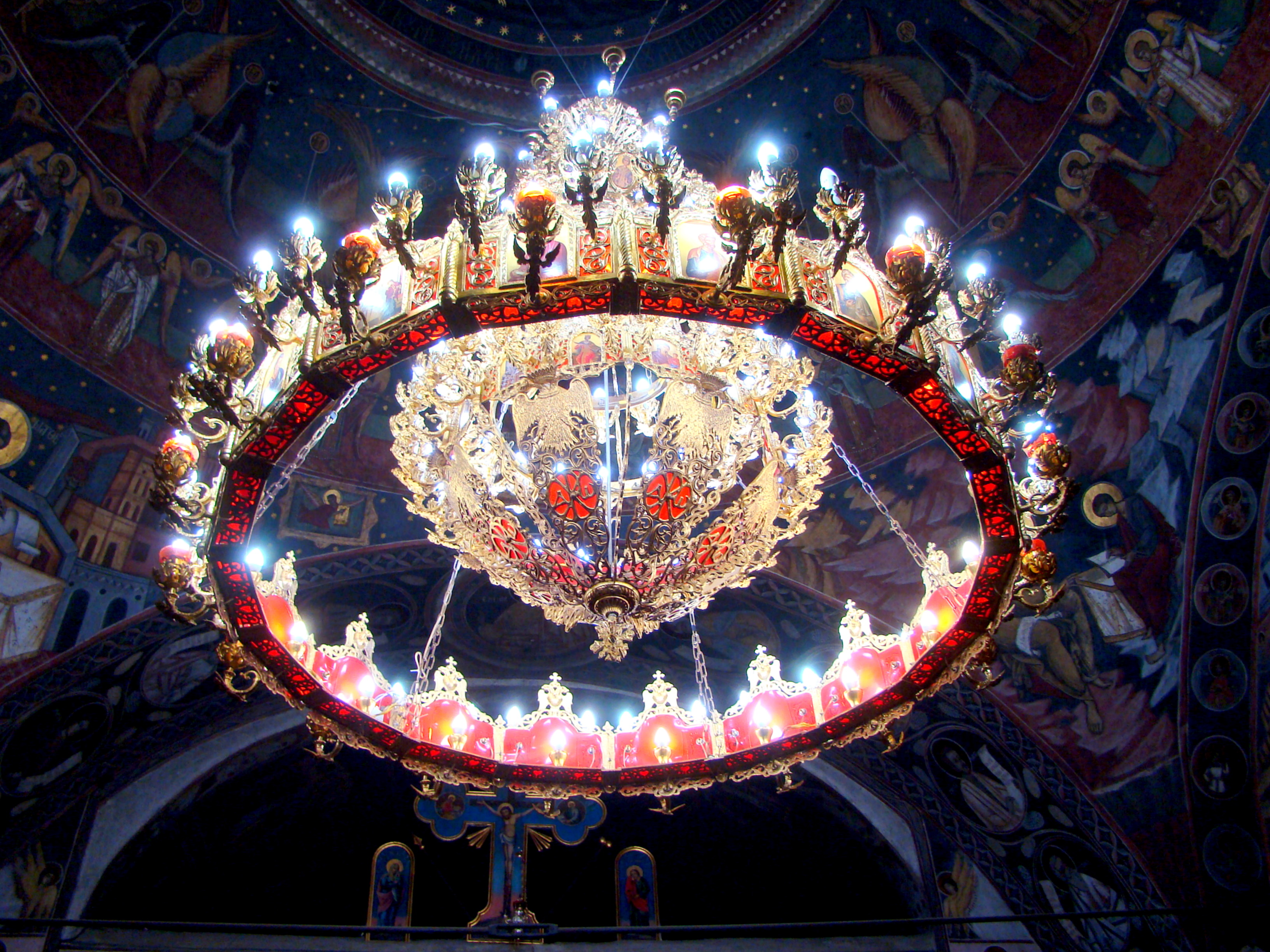
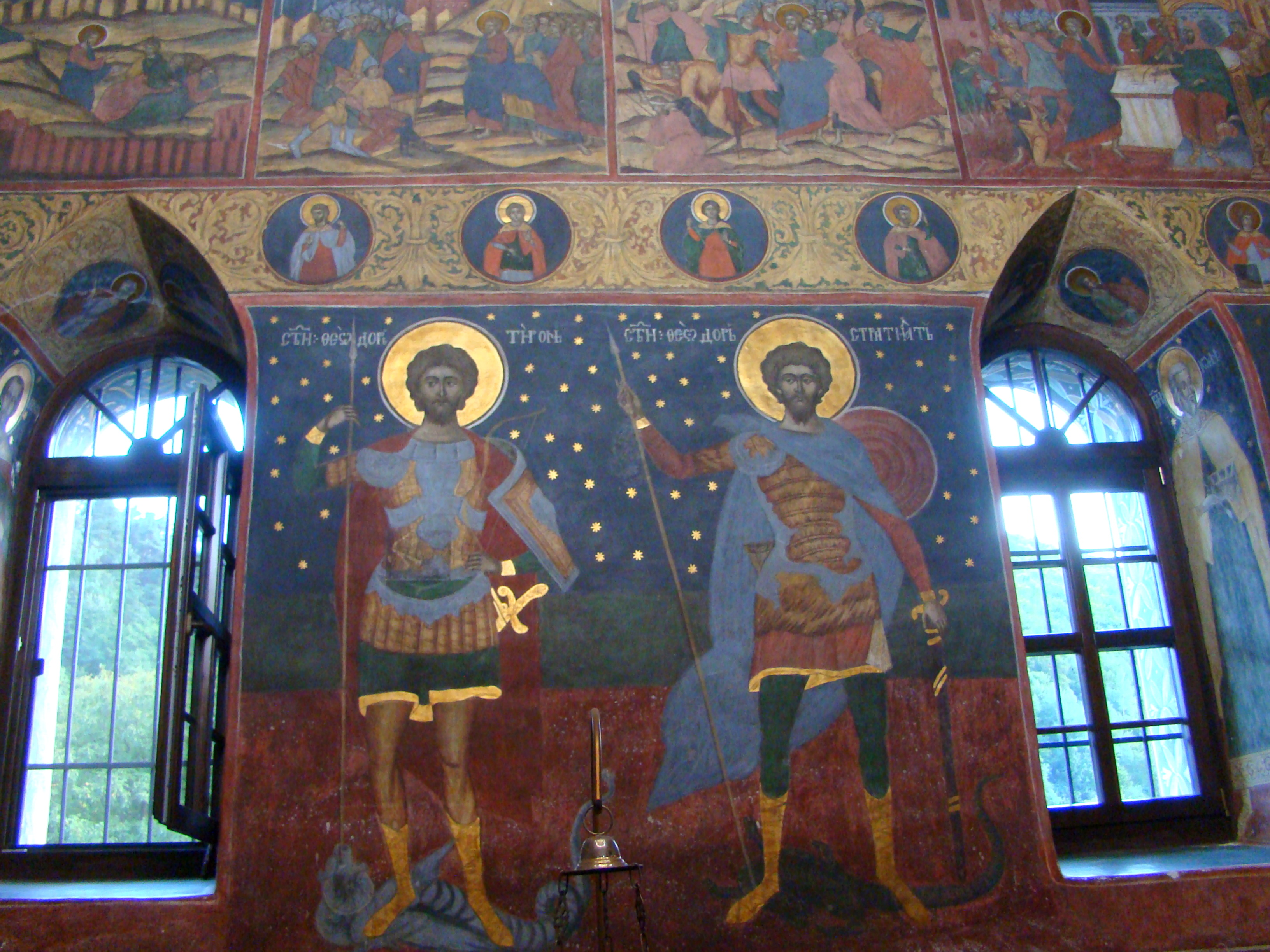
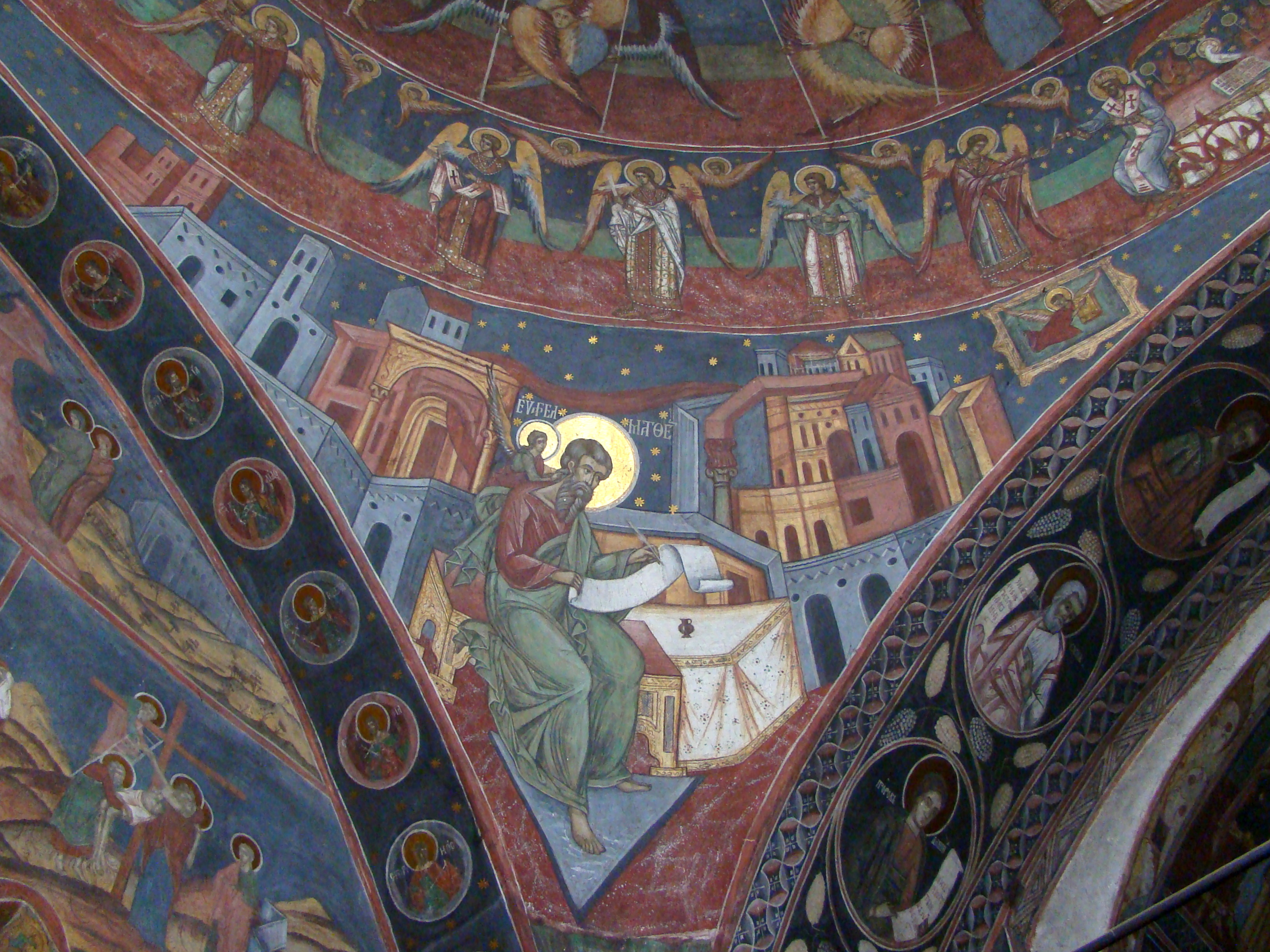
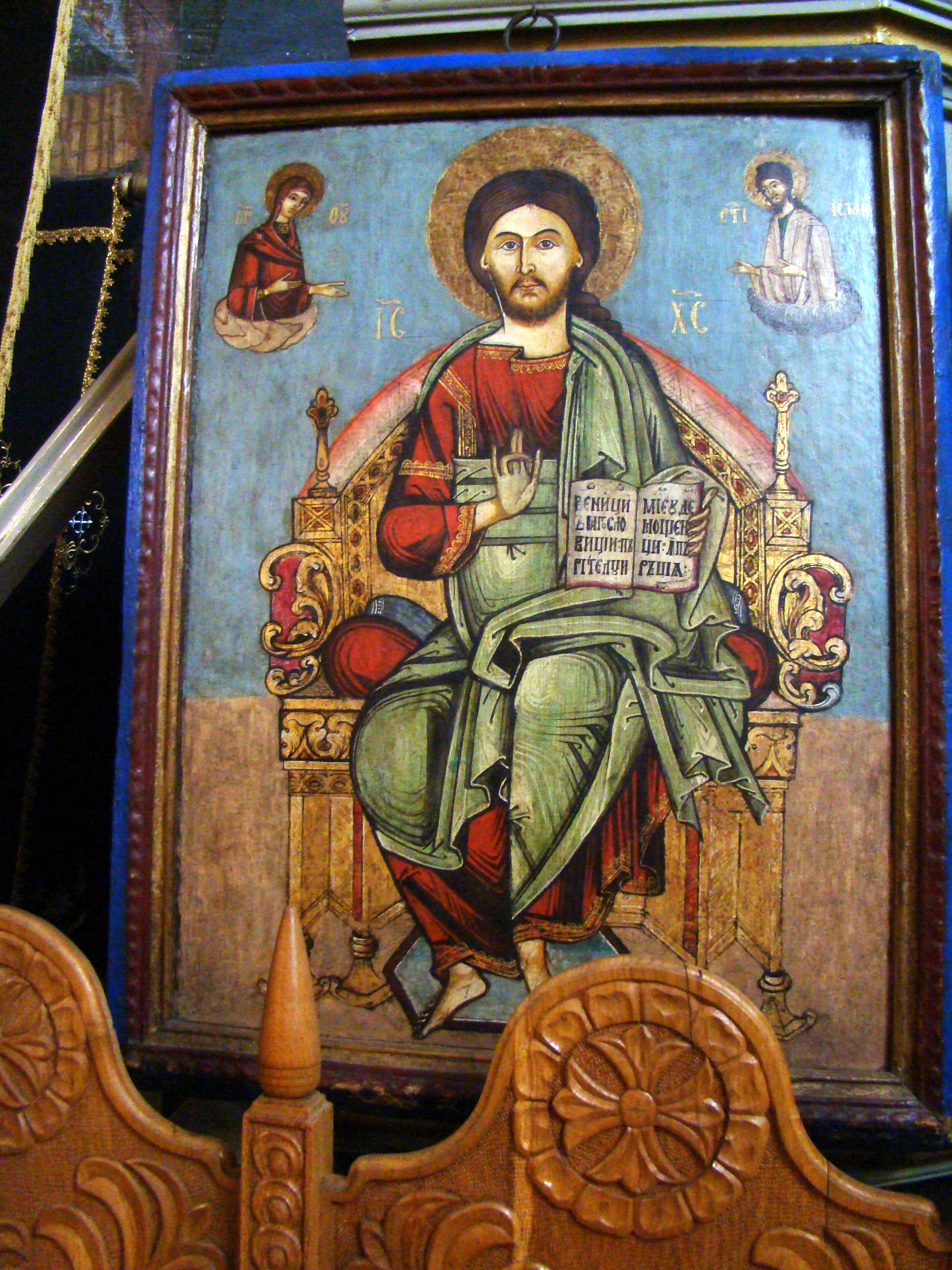
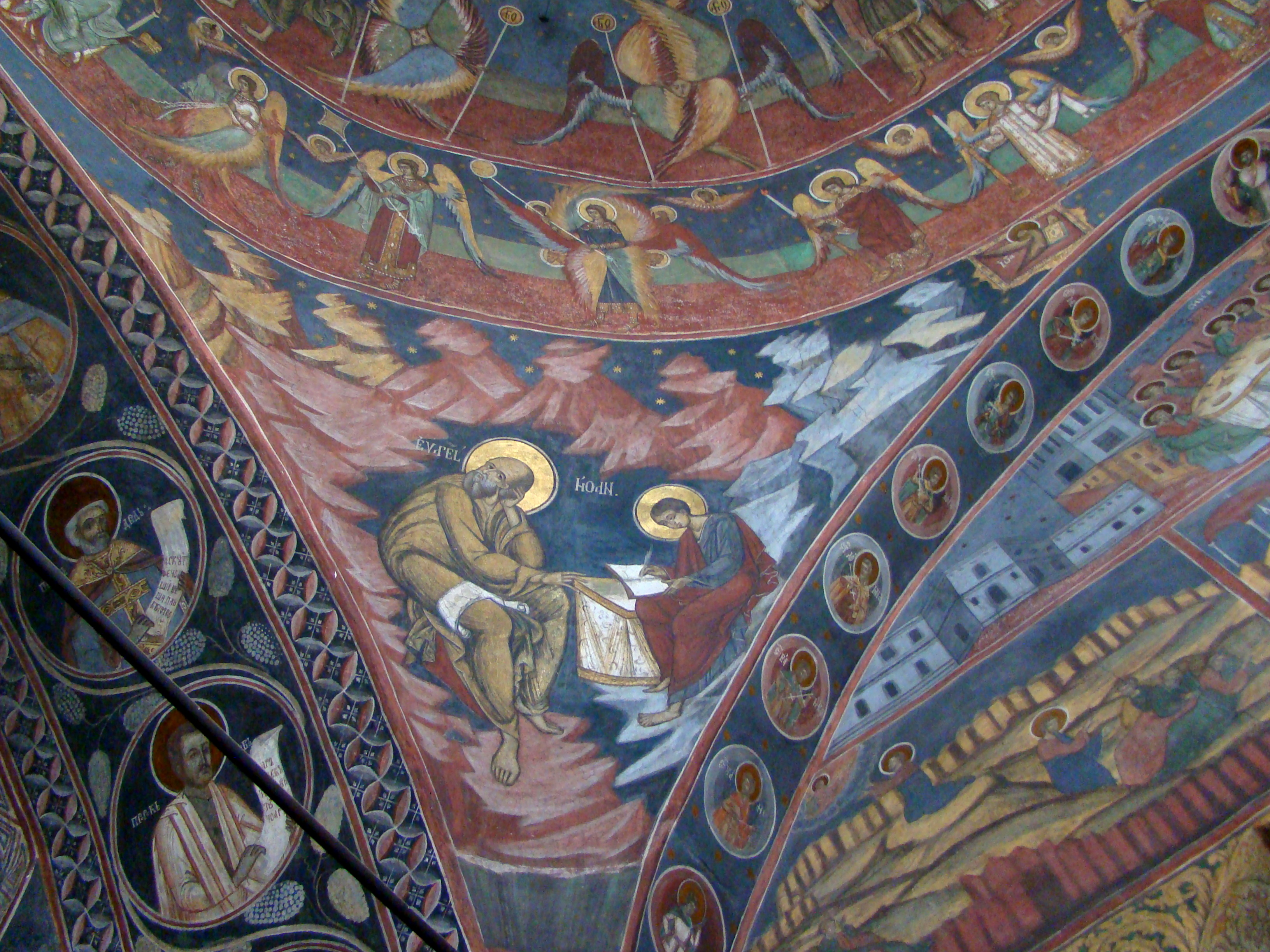
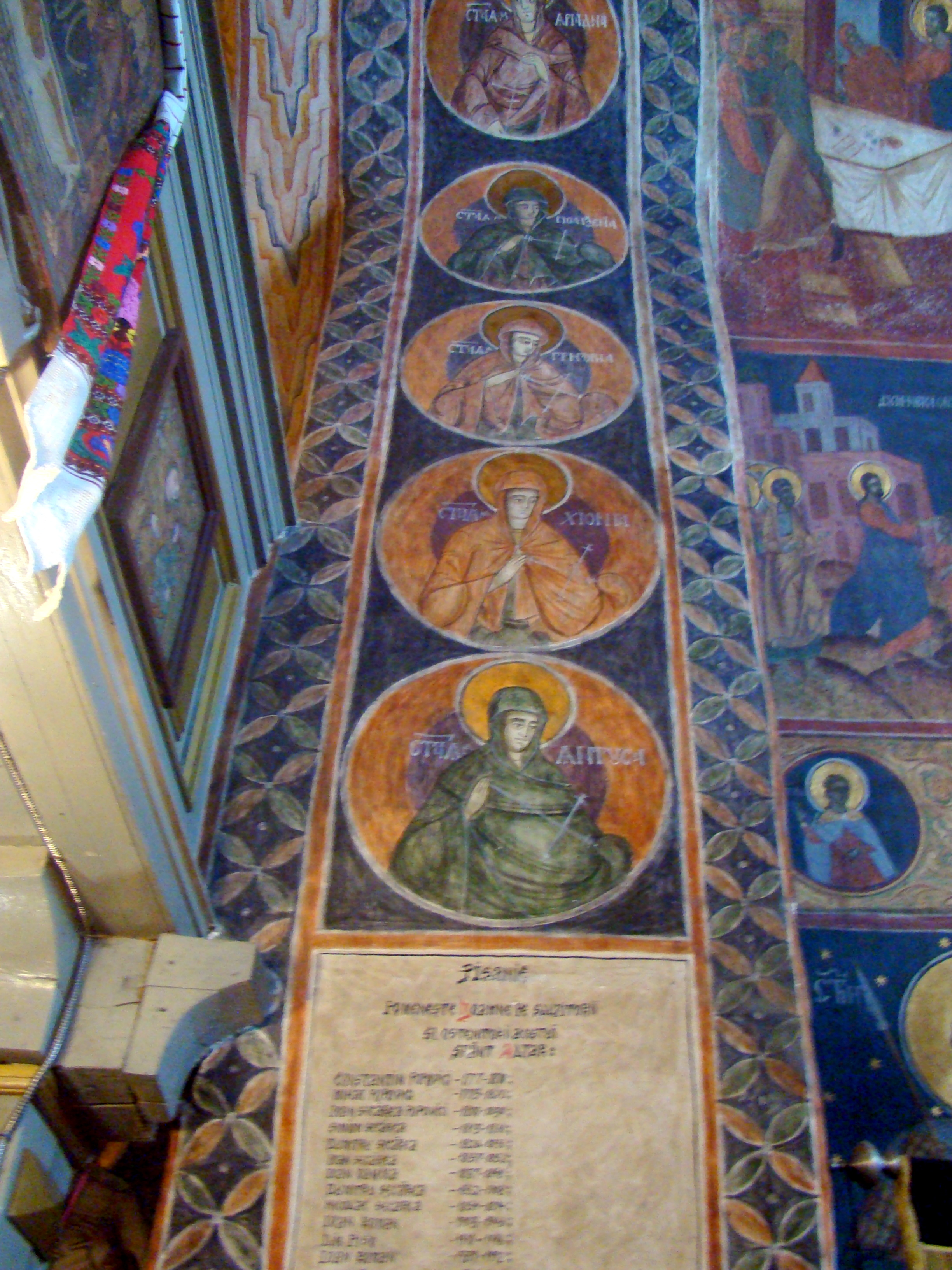
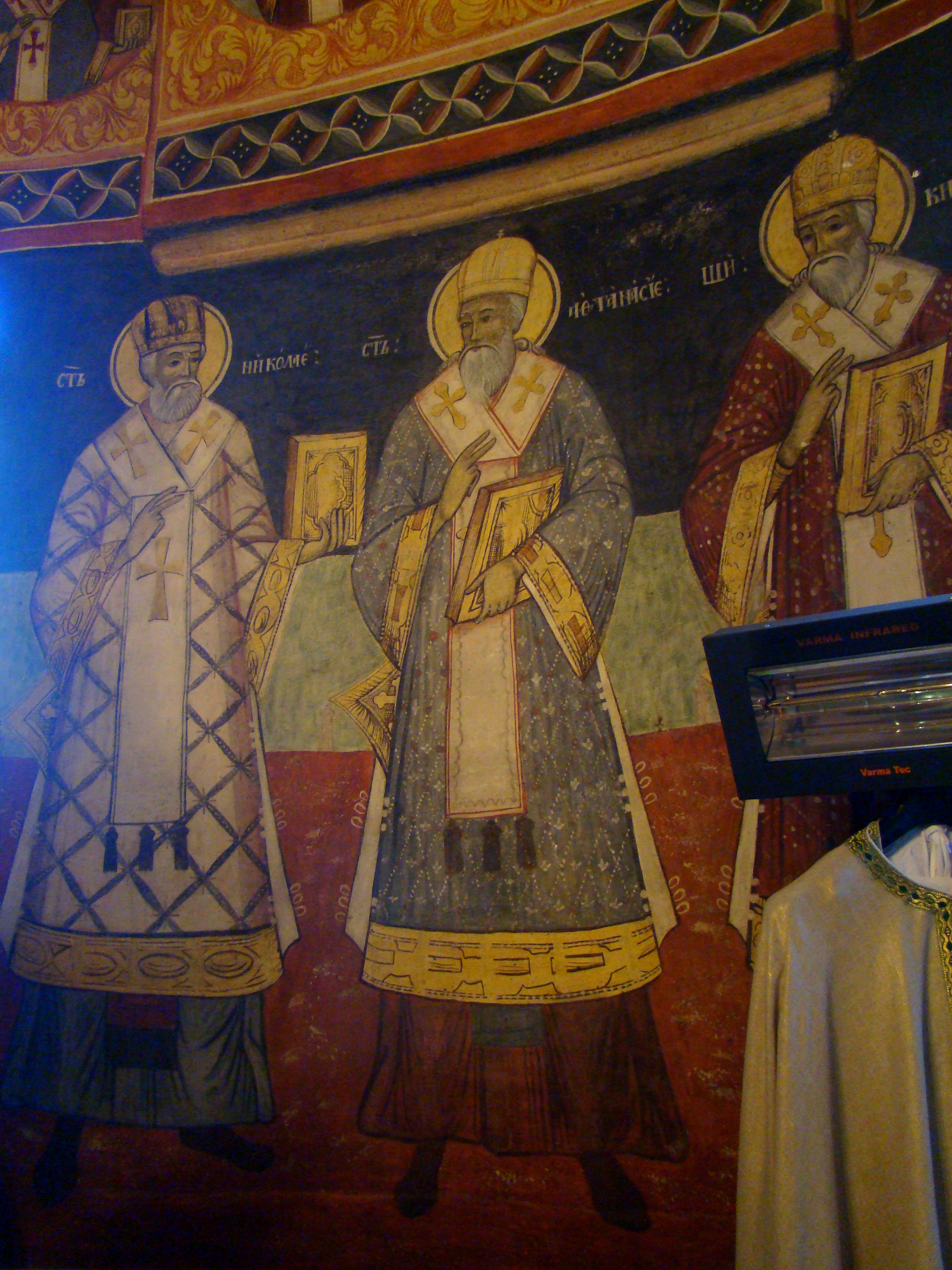
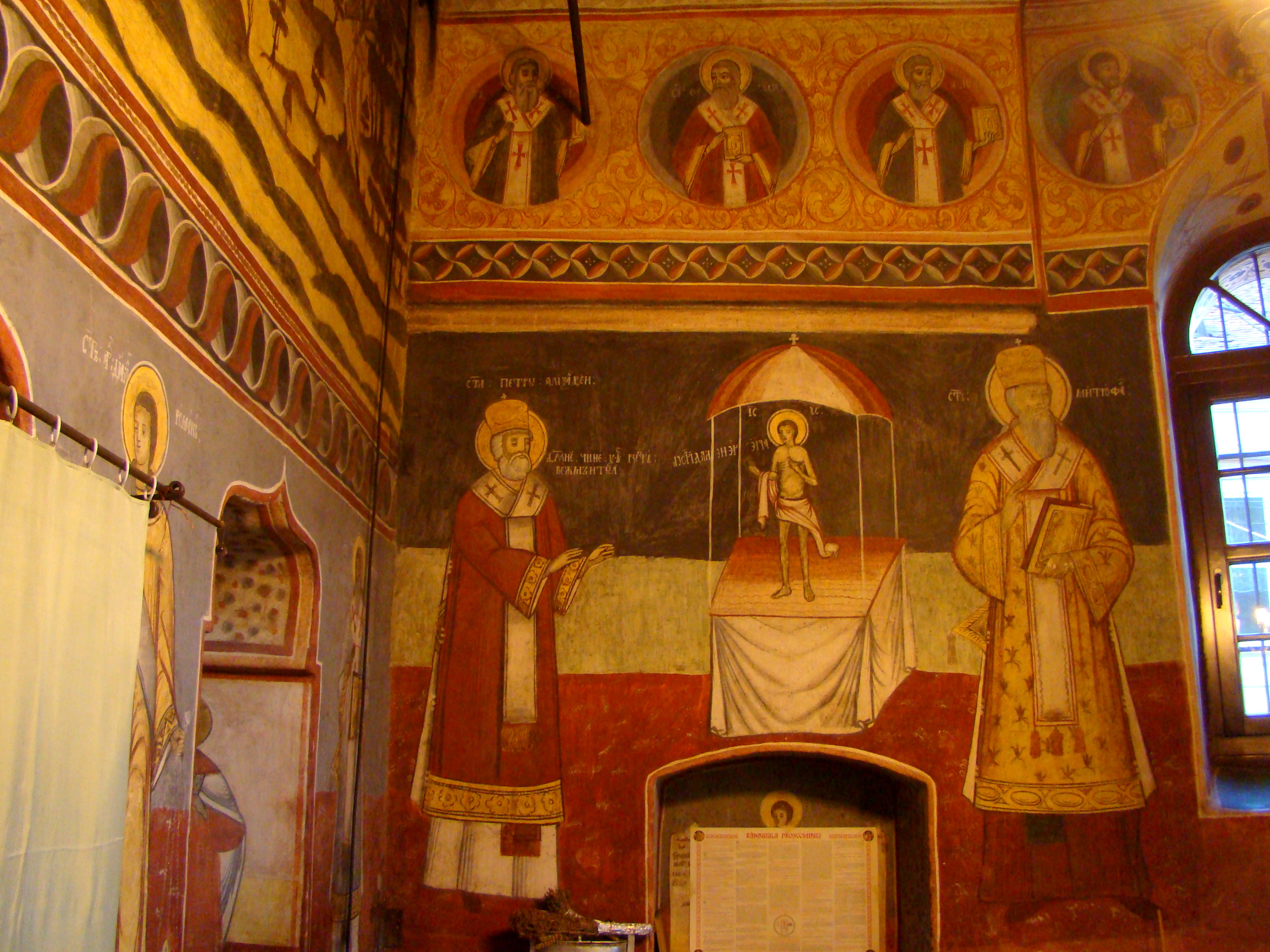
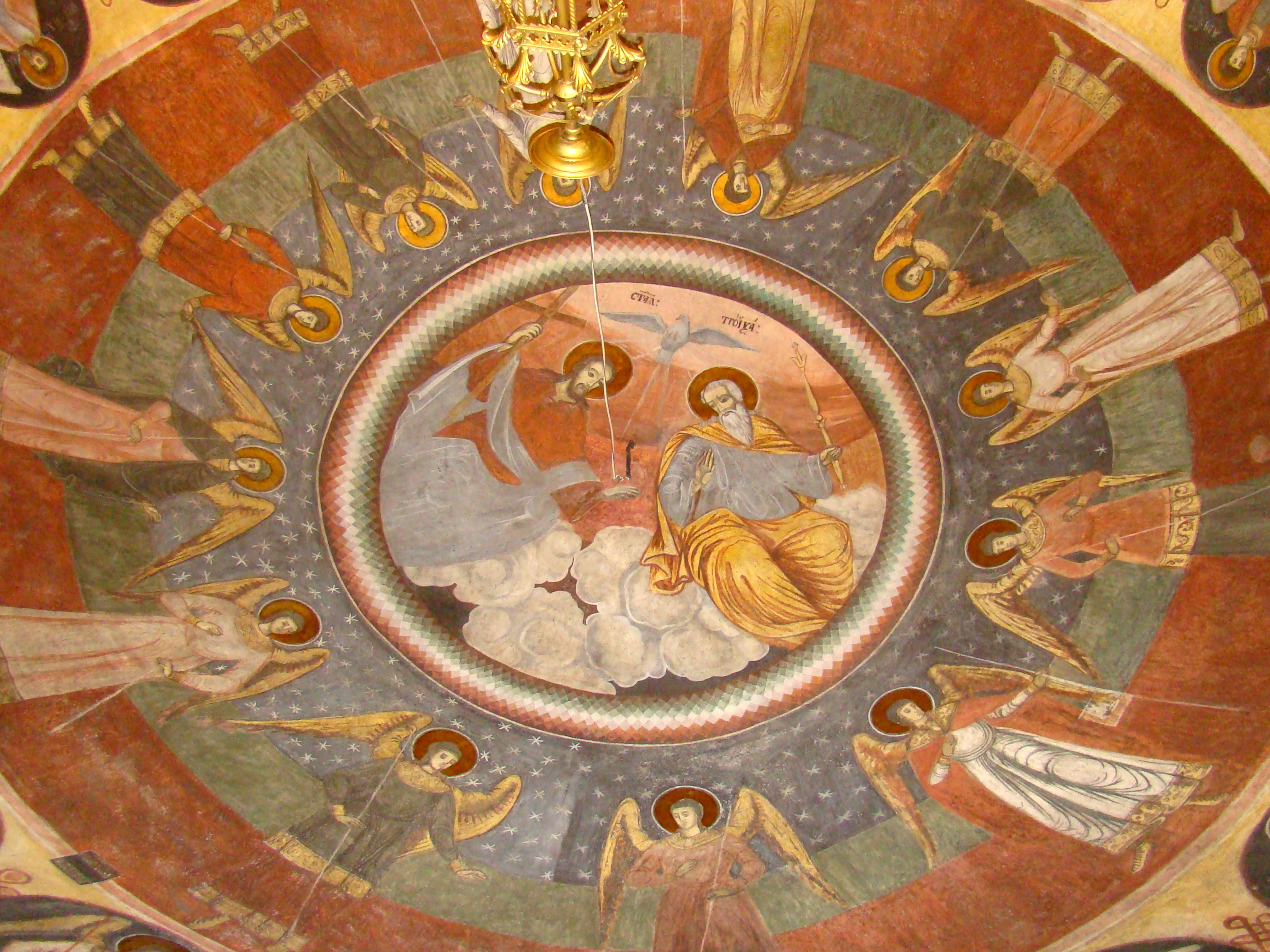
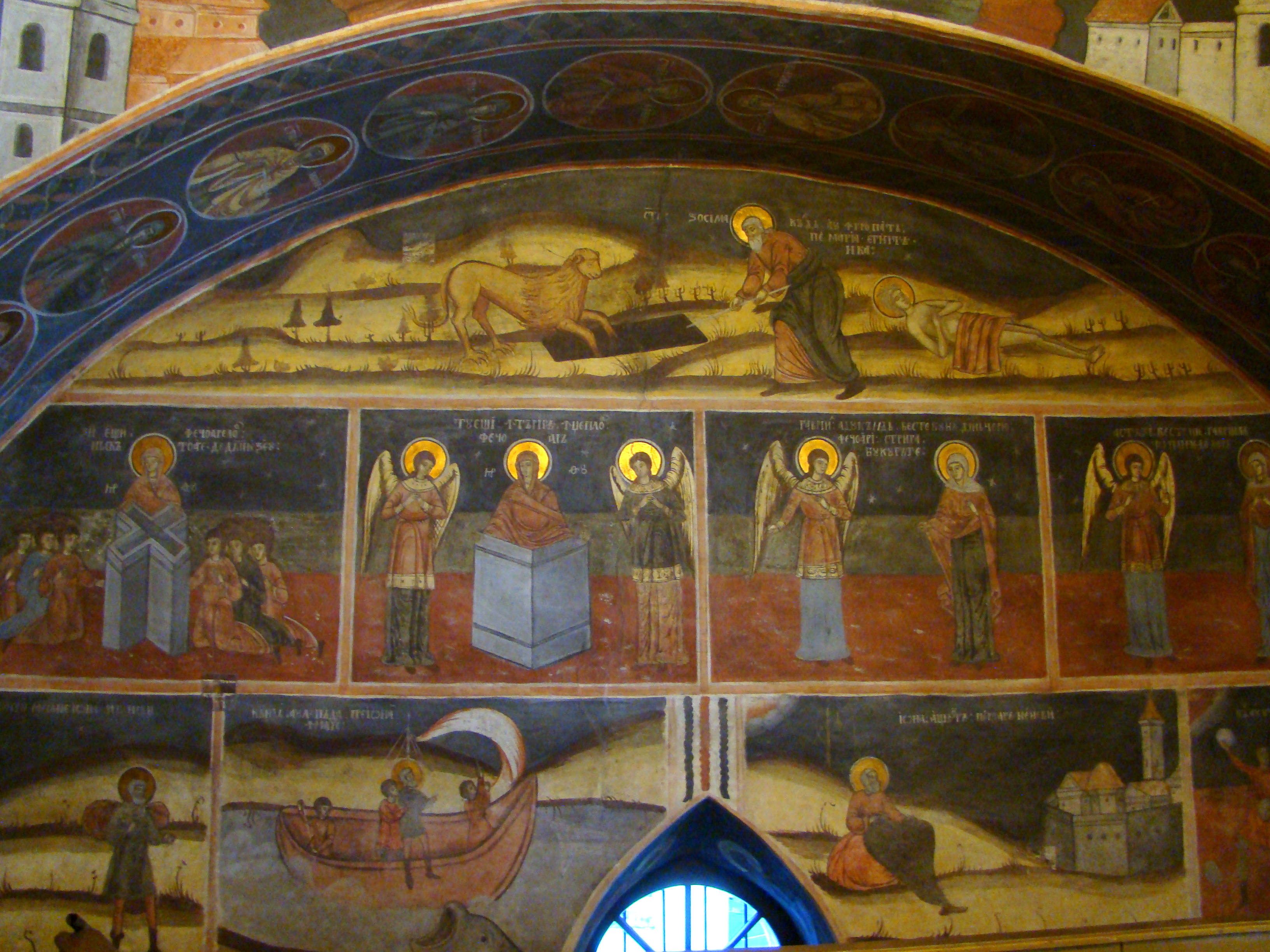
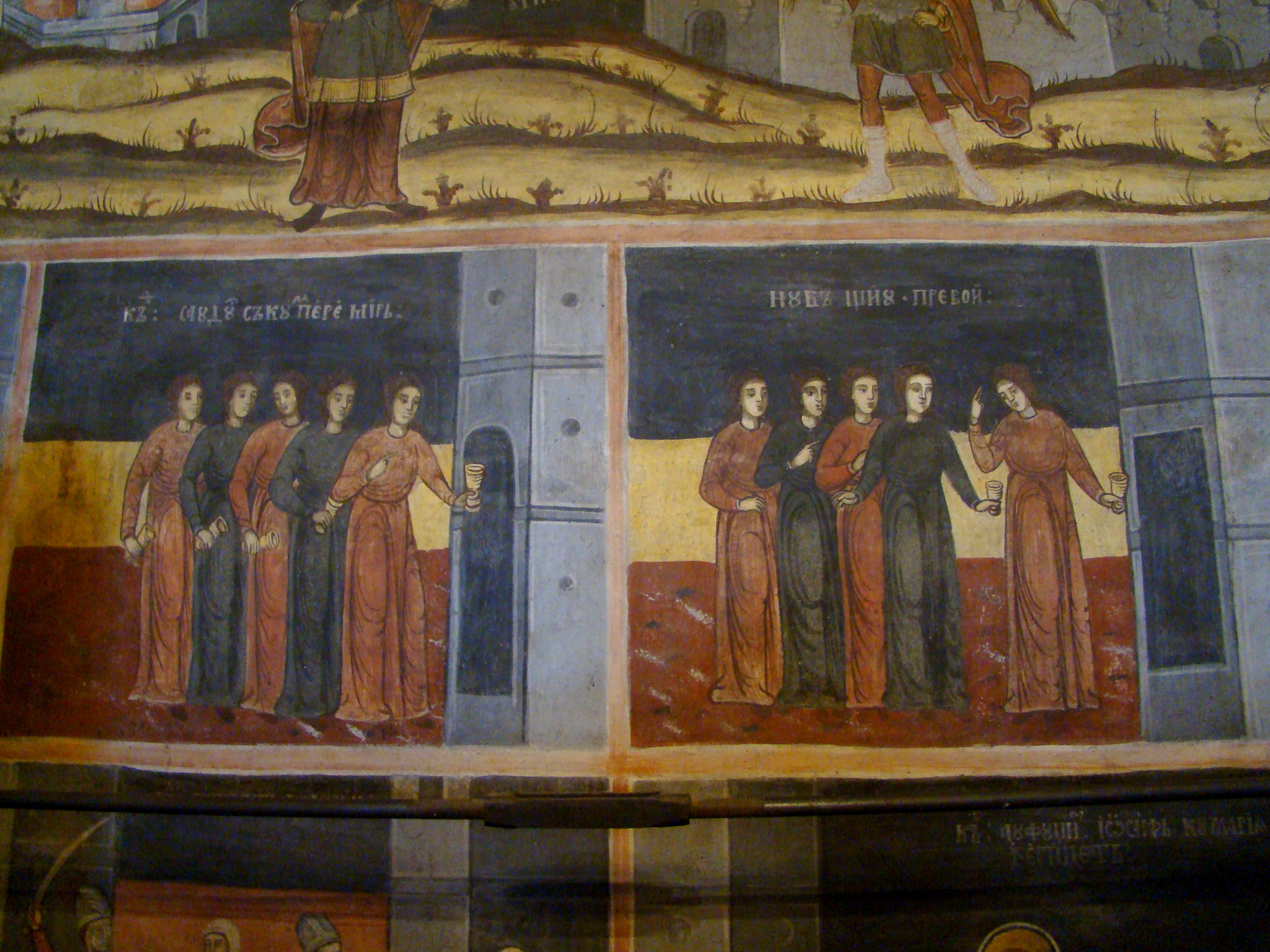
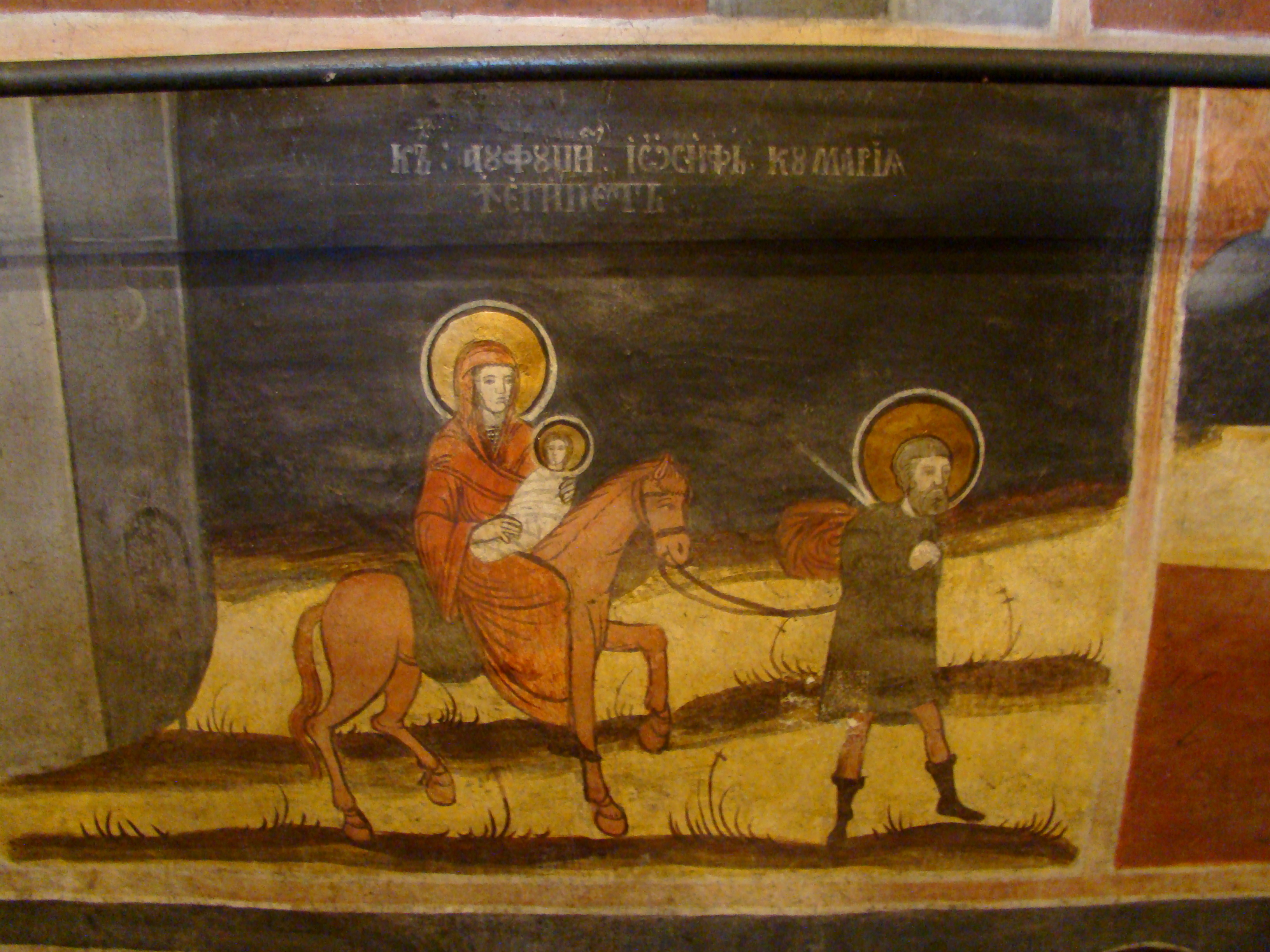
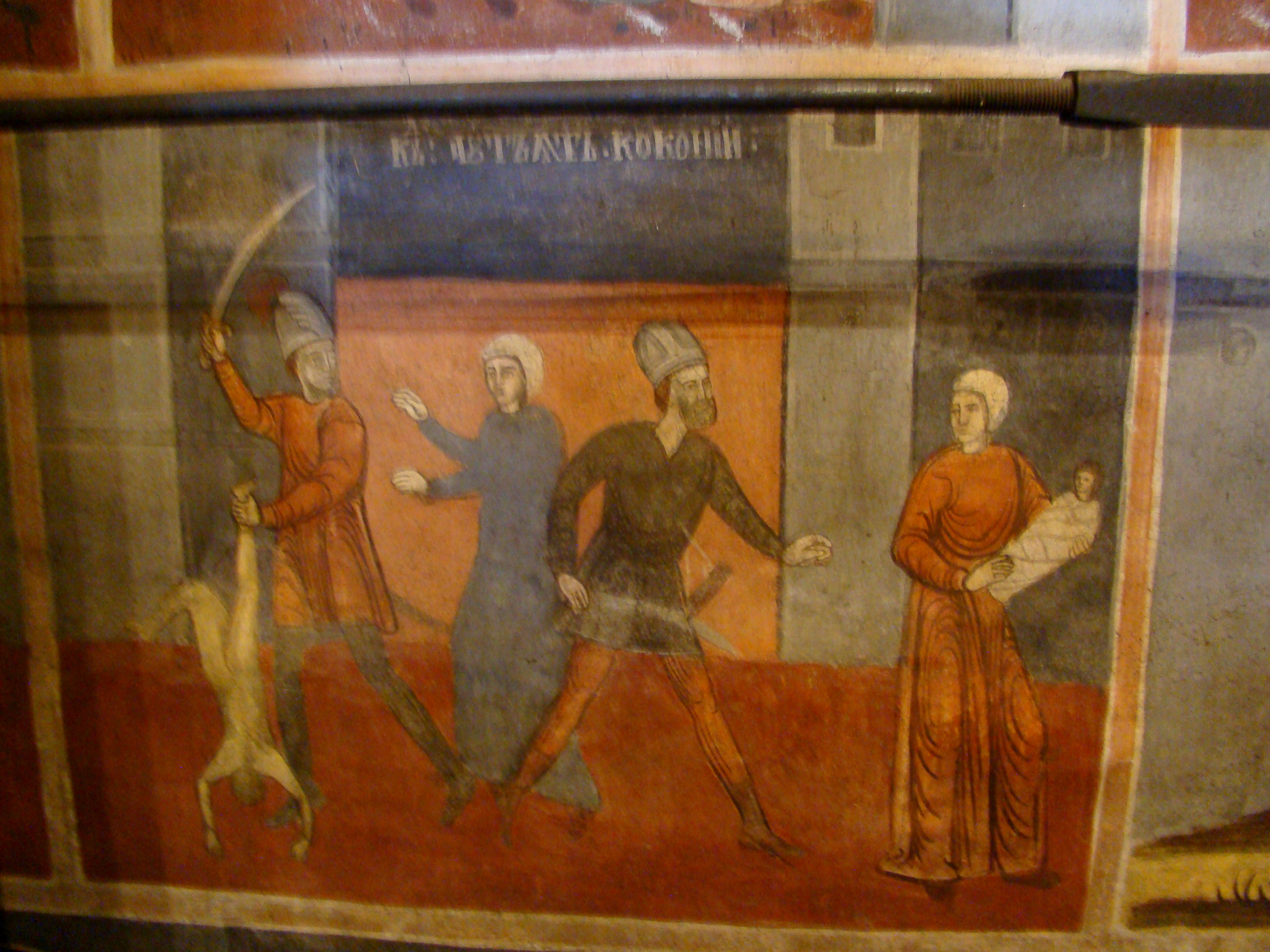
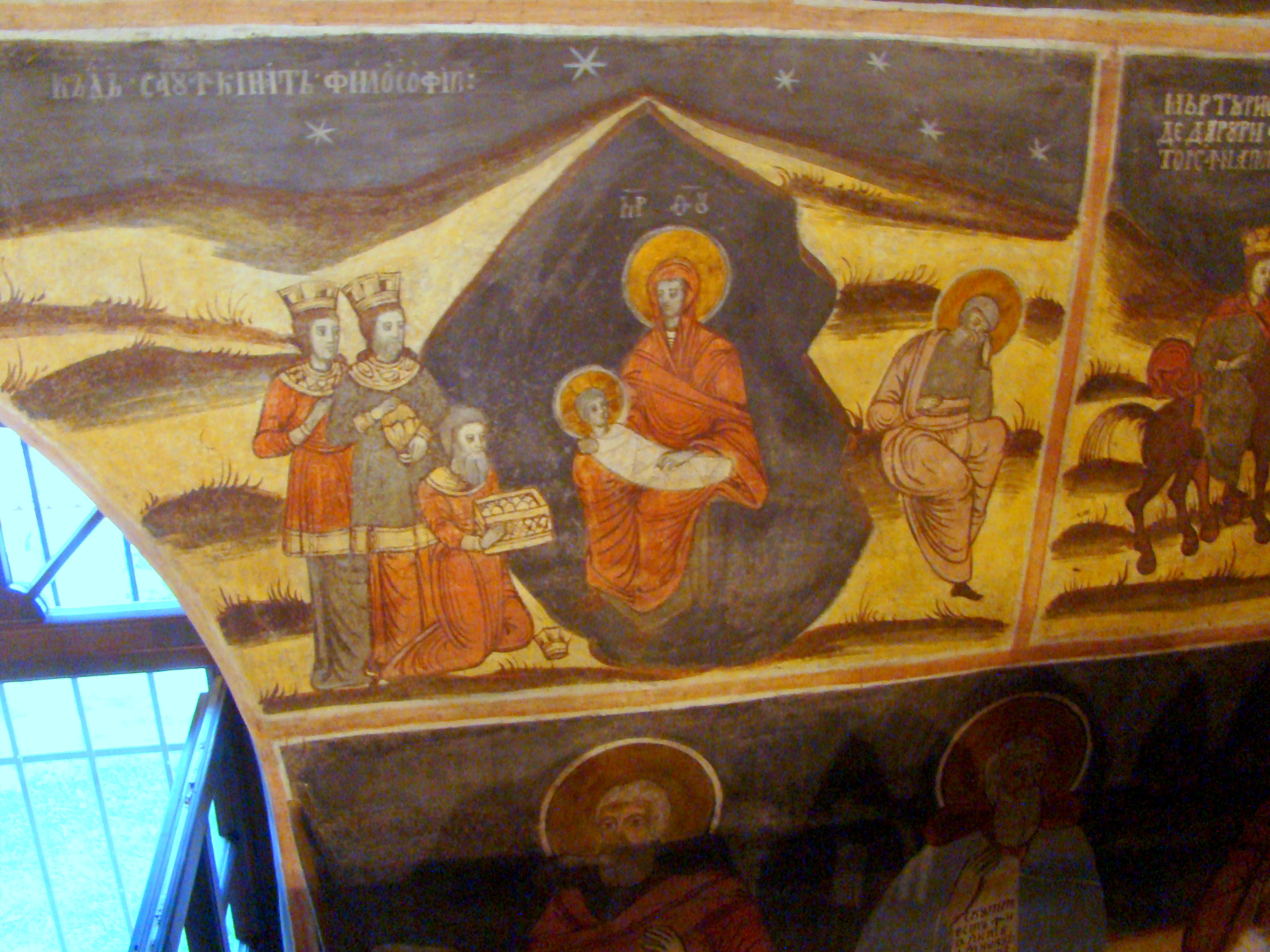
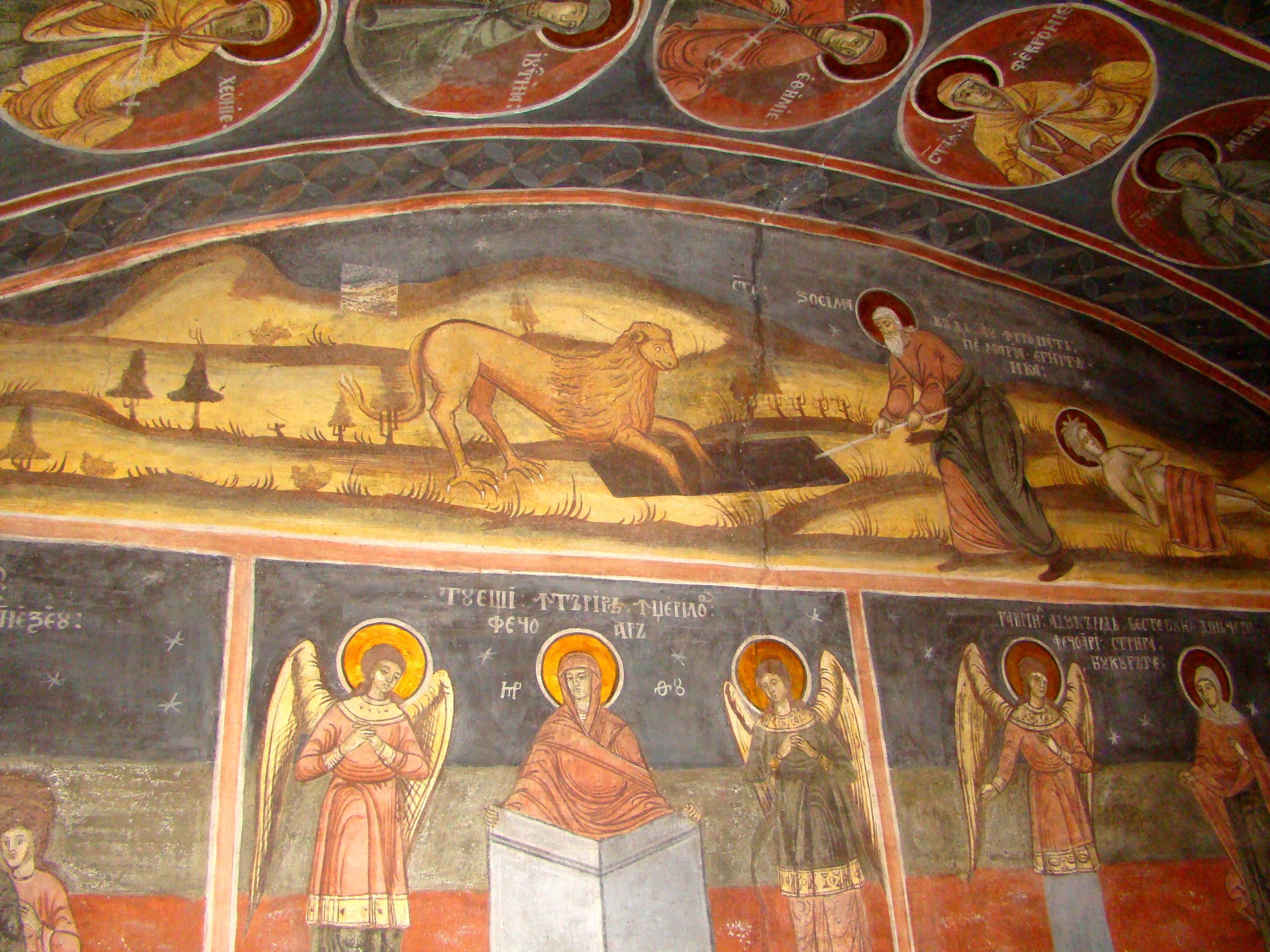
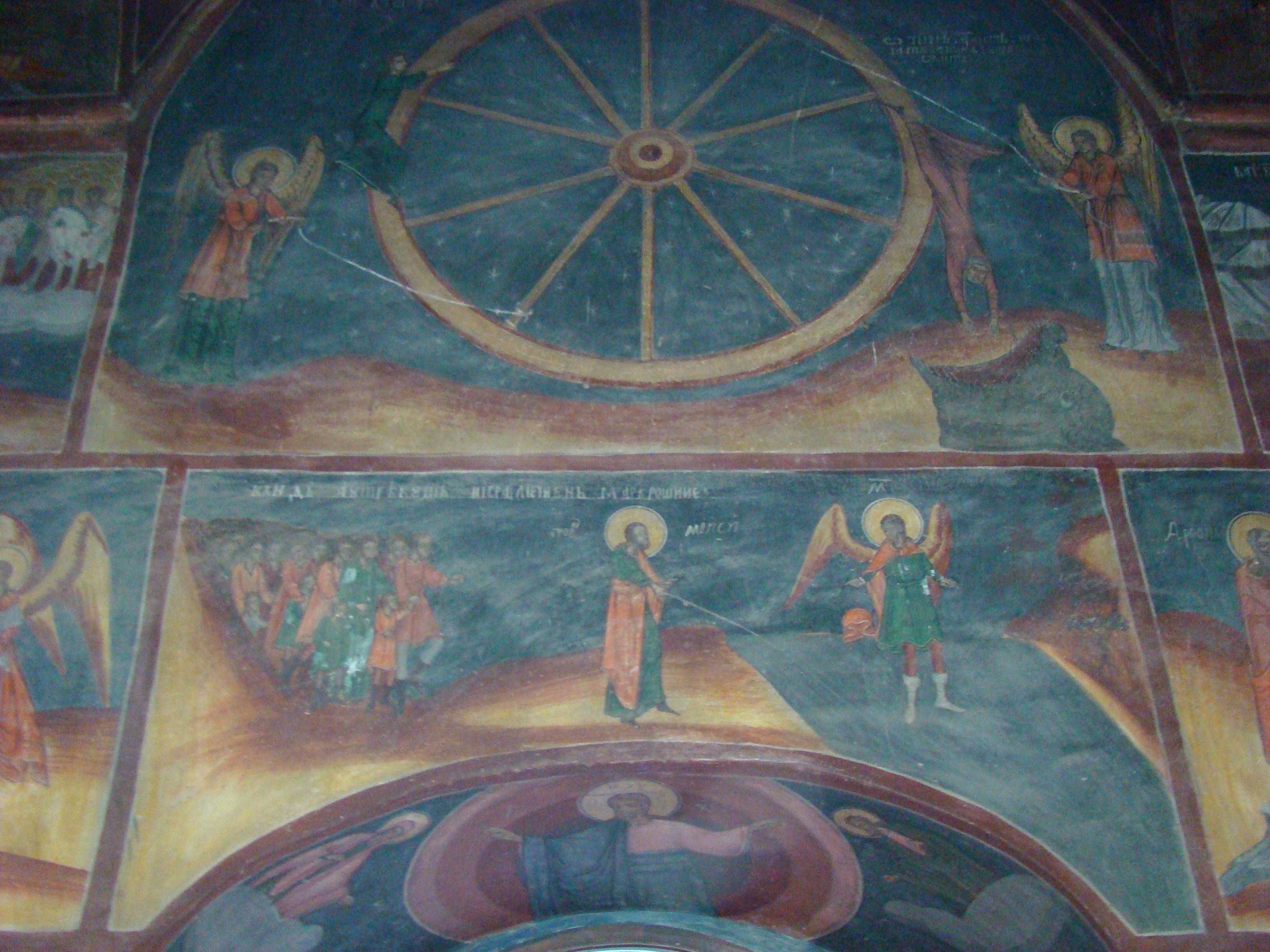
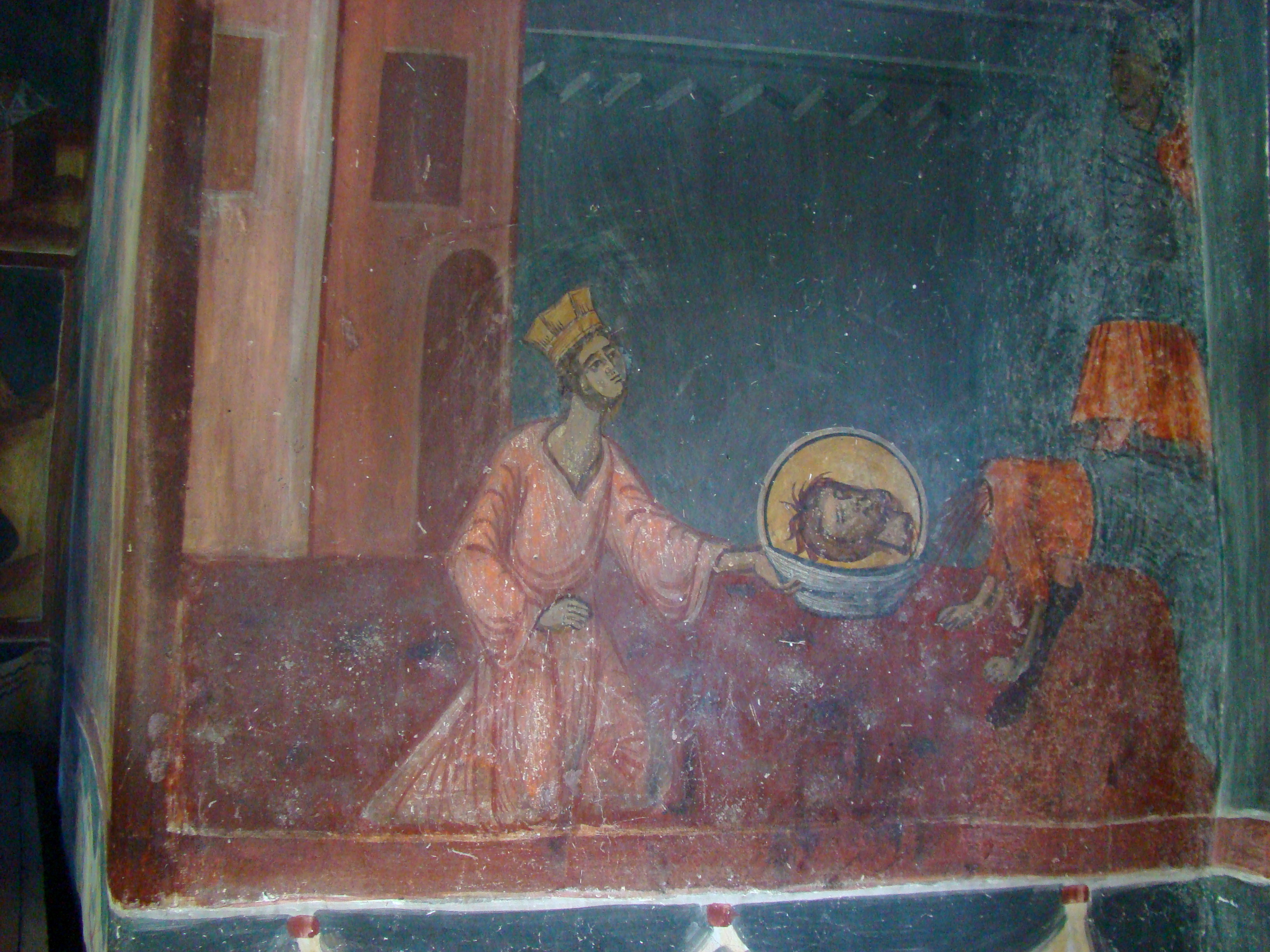
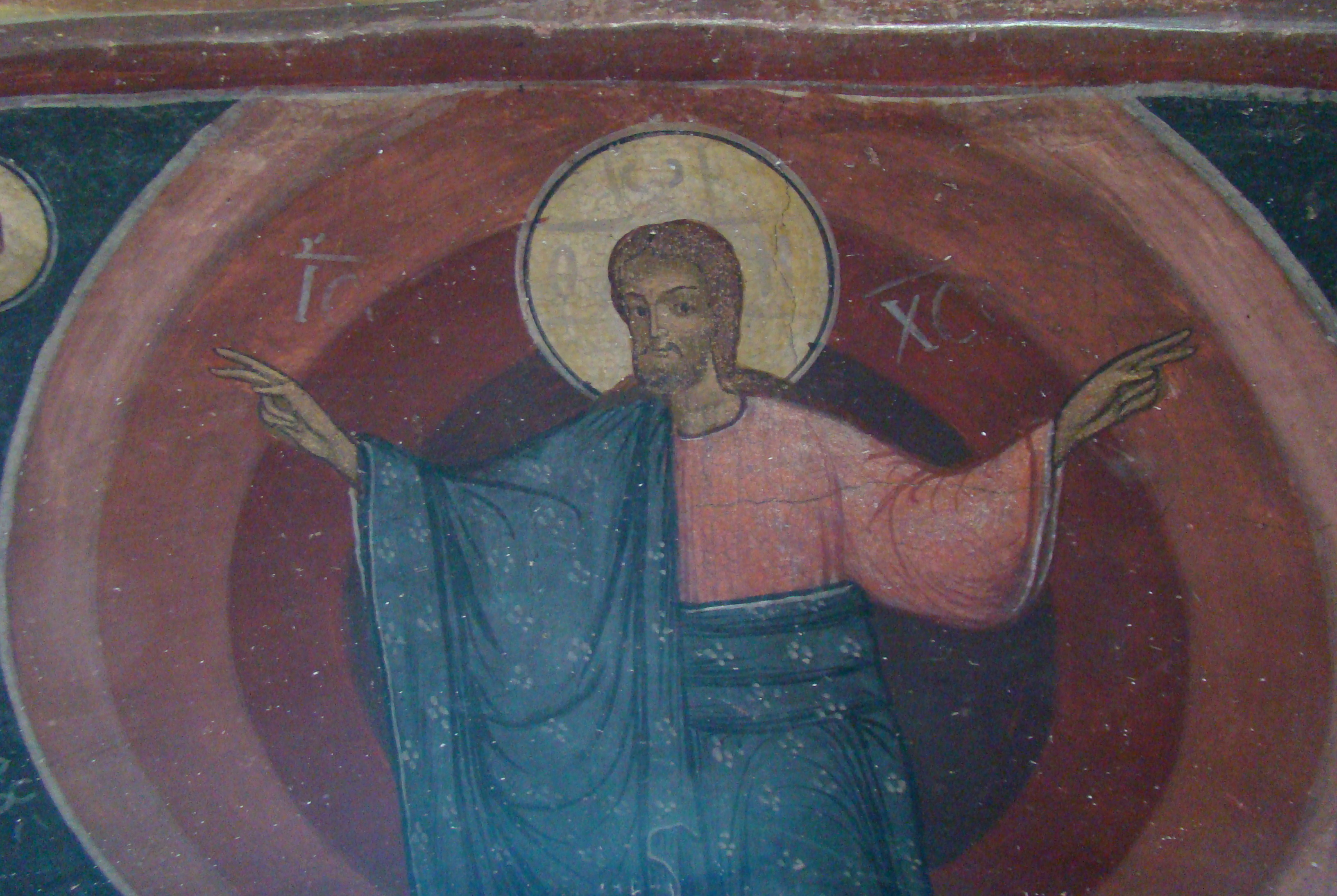
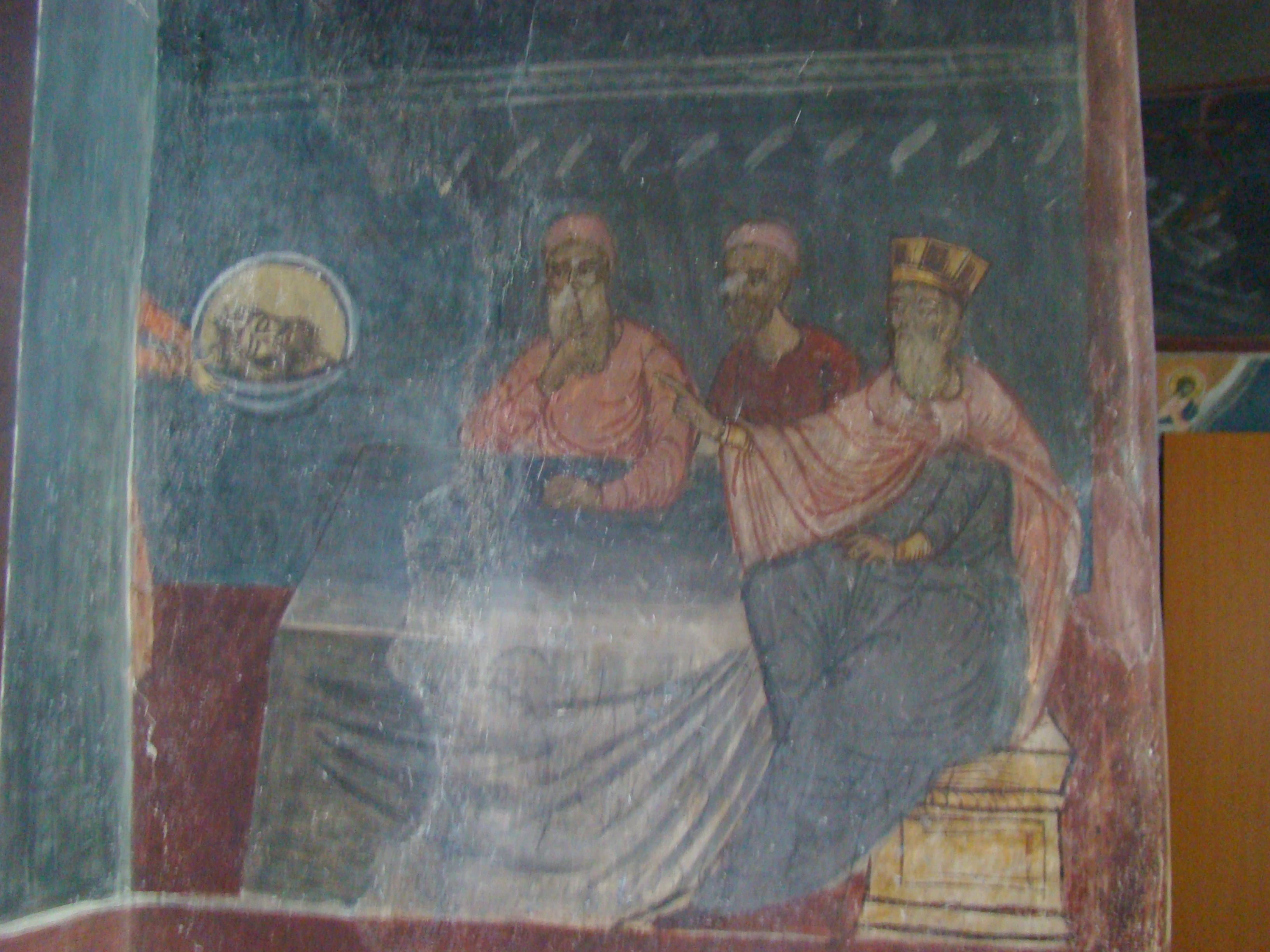
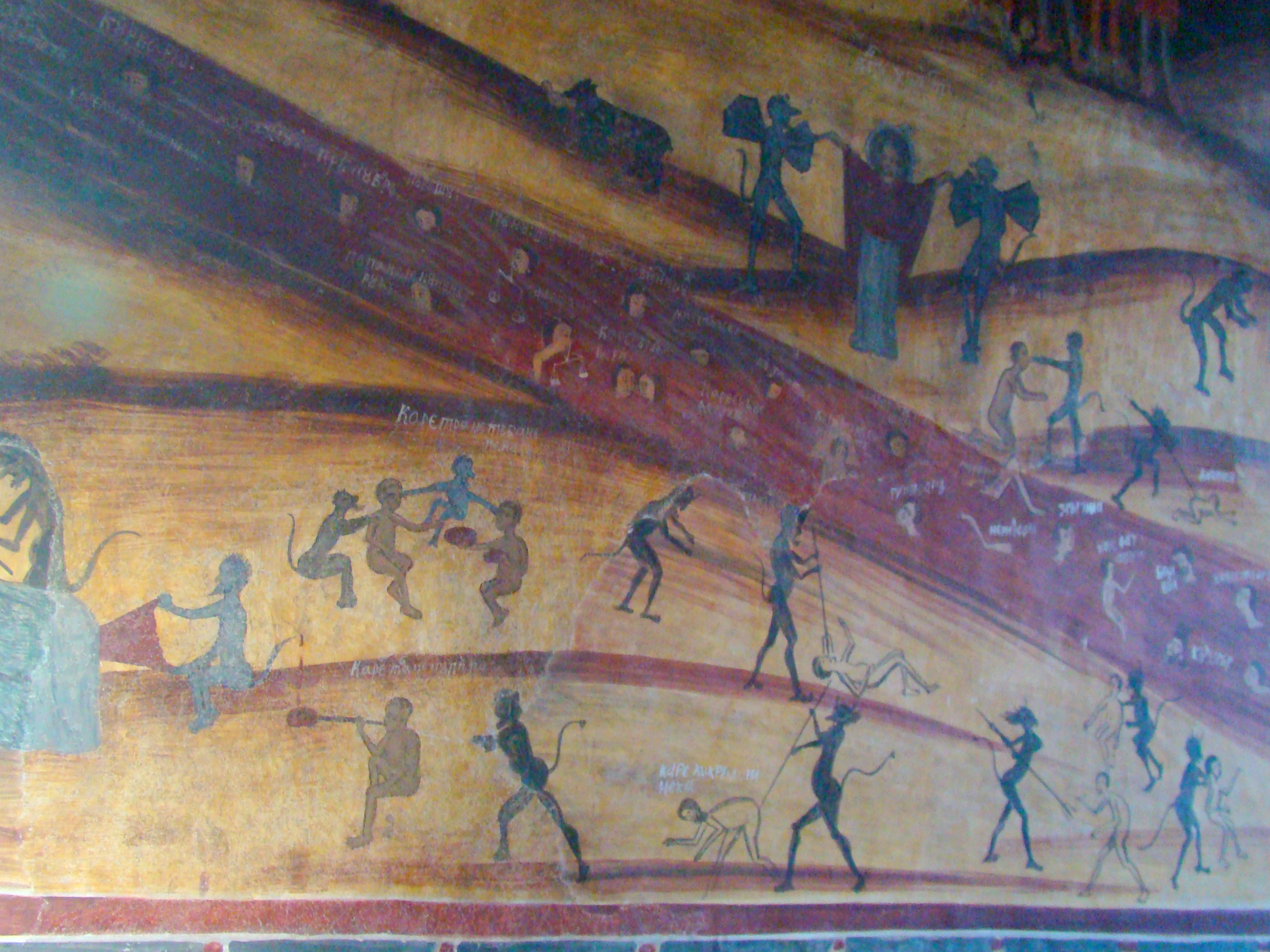
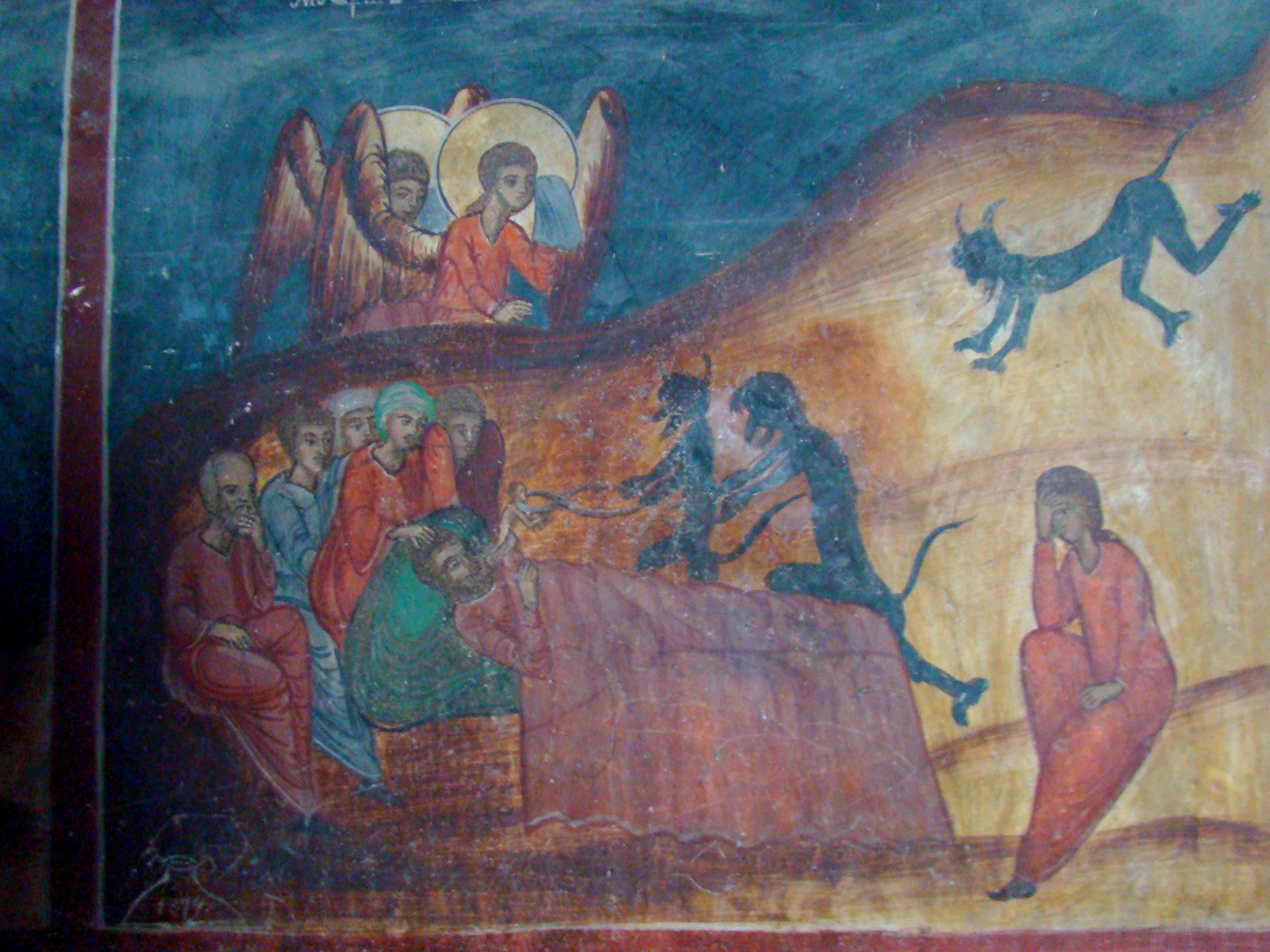
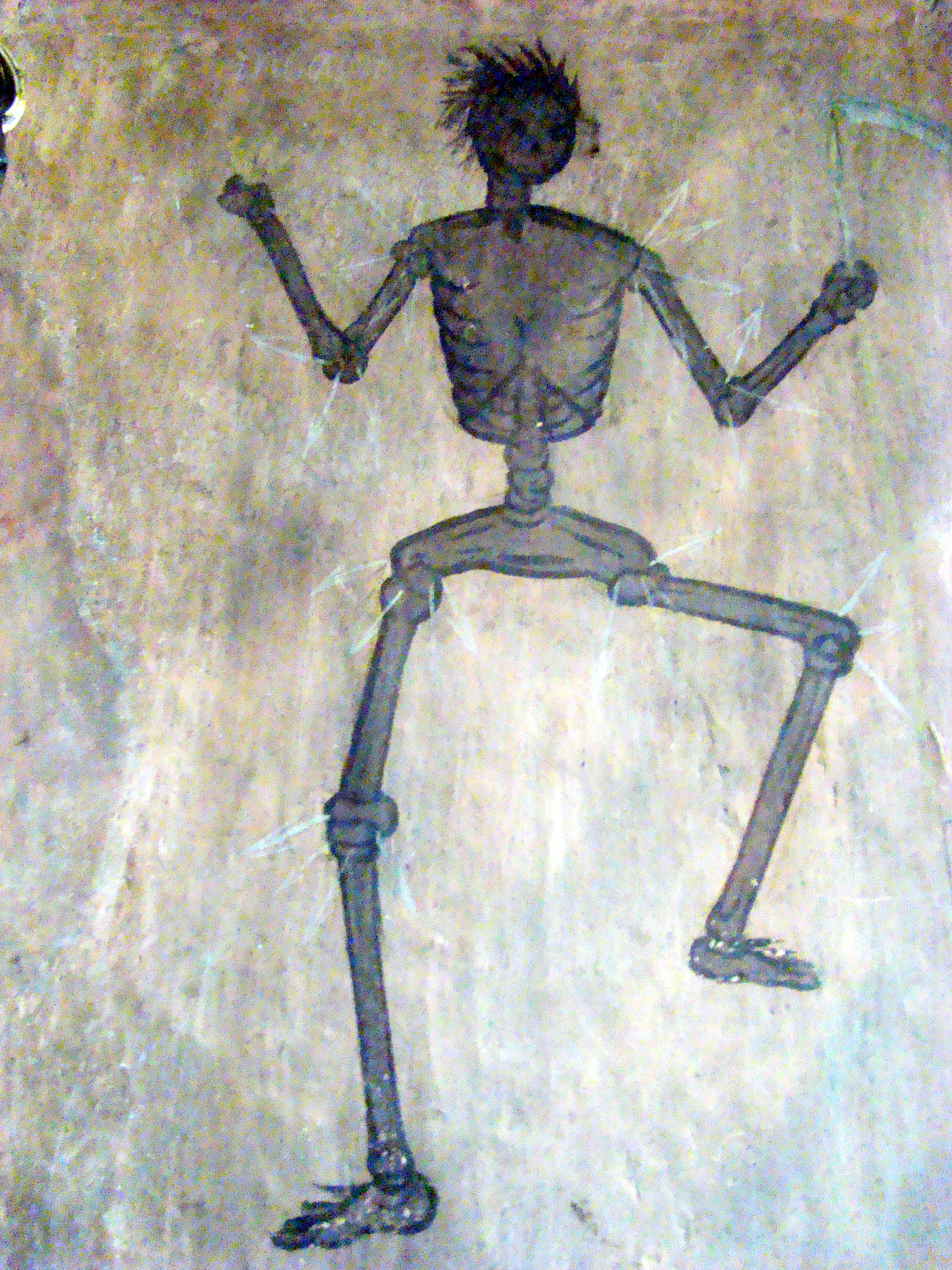

## Vezi și
- Tălmăcel, Sibiu